# Xe tăng
Xe tăng hay chiến xa (Tiếng Anh: Tank) thường được gọi tắt là tăng, là loại xe chiến đấu bọc thép, được trang bị pháo lớn, di chuyển bằng bánh xích được thiết kế cho tấn công và phòng thủ độc lập hoặc cùng các đơn vị chiến đấu khác. Hỏa lực này thường được cung cấp bởi 1 pháo chính cỡ nòng lớn với súng máy trong 1 tháp pháo quay, có giáp hạng nặng và có khả năng di chuyển trên nhiều loại địa hình nhằm cung cấp sự bảo vệ cho xe tăng và tổ lái, cho phép thực hiện tất cả các nhiệm vụ chiến đấu trên chiến trường.

## Thiết kế

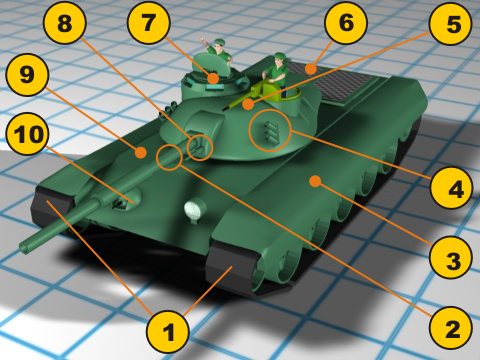
Sơ đồ một loại xe tăng cơ bản:
1. Xích;
2. Nòng pháo;
3. Ốp xích nơi treo các tấm thép "váy" phía ngoài xích để chống trái phá chống tăng;
4. Các ống phóng lựu cho hệ thống bảo vệ tích cực và tạo màn khói bảo vệ;
5. Tháp pháo;
6. Khoang động cơ, hộp số;
7. Cửa nắp tháp pháo;
8. Khe súng máy;
9. Vỏ thân xe;
10. Súng máy mũi xe

Do đặc trưng chức năng chiến đấu nên xe tăng được đánh giá qua rất nhiều các thông số kỹ thuật – chiến thuật mà chúng nằm trong các nhóm tính năng chính như sau:
- Hoả lực: là số lượng, chất lượng, cỡ nòng của vũ khí gắn trên xe. Bao gồm nhiều thông số như tốc độ bắn nhanh, độ chính xác, tầm bắn xa nhất, tầm bắn gần nhất, sức công phá của đạn... Các xe tăng hiện đại thường trang bị 1 pháo bắn thẳng nòng trơn hoặc có khương tuyến cỡ nòng từ 100 đến 125mm (Trong Thế chiến II cỡ nòng thông dụng từ 75–100mm) 1–2 khe súng máy đằng mũi 1 đại liên nằm trên tháp pháo. Đạn có nhiều loại đạn nổ, xuyên thép, đạn chống tăng, và tên lửa có điều khiển bắn qua nòng pháo
- Vỏ thép: đây là thông số về tính được bảo vệ của xe gồm các yếu tố về số lượng, chất lượng, độ dày, vật liệu, hình dáng và vị trí bố trí của các lớp vật liệu vỏ thép để bảo vệ xe... Các xe tăng hiện đại ngoài nhiều lớp vỏ thép và các vật liệu tổng hợp còn các lớp treo bảo vệ bằng thuốc nổ (còn gọi là giáp phản ứng nổ, viết tắt là ERA) và các lớp vật liệu chống phóng xạ cho trường hợp chiến tranh hạt nhân xảy ra và hệ thống tuần hoàn và lọc khí chống vũ khí hoá học, sinh học.
- Tính cơ động: Là tính năng rất quan trọng quyết định hiệu quả chiến đấu của xe tăng, bao gồm các thông số như tốc độ tối đa, tốc độ chiến đấu trên các địa hình, khả năng vượt vật cản, khả năng vượt dốc, khả năng vượt sông, tầm hoạt động xa nhất, tính việt dã...

Hiện nay, các loại xe tăng nổi tiếng được sản xuất tại một số nước là các cường quốc quân sự và kinh tế trên thế giới và cũng là các nước có truyền thống sử dụng xe tăng trong chiến tranh như Nga (Liên Xô), Hoa Kỳ, Anh, Pháp, Đức, Israel, và gần đây là Trung Quốc, Hàn Quốc, Triều Tiên... Mỗi quốc gia tùy quan điểm, kinh nghiệm và điều kiện của mình chế tạo xe theo ưu tiên riêng cho các tính năng của xe tăng.

## Các điểm mạnh, yếu và chiến thuật sử dụng xe tăng

### Điểm mạnh
Xe tăng có các điểm mạnh thể hiện ở 3 chức năng chiến thuật: chức năng tấn công thọc sâu, chức năng chống tăng và chức năng trợ chiến bộ binh.
- Chức năng tấn công thọc sâu: Xe tăng là xe vũ trang mạnh di chuyển bằng xích, thực tế là loại xe việt dã chạy mọi địa hình không cần đường sá, xe có thể vượt các chướng ngại vật và các địa hình, địa chất phức tạp với vận tốc khá cao, có hoả lực mạnh, độ bảo vệ tốt và tương đối độc lập trong hoạt động do đó xe tăng là loại vũ khí tấn công thọc sâu cơ động tiện dụng, phổ biến nhất của lục quân: bên tấn công tung các đơn vị xe tăng đánh vào khoảng không gian chiến thuật phía sau tuyến phòng thủ của đối phương, thọc sâu chia cắt các đơn vị của địch phá vỡ hậu tuyến phòng ngự và các cơ cấu liên lạc, hậu cần, chỉ huy của đối phương làm đối phương tan vỡ hoảng loạn hoặc bị rơi vào vòng vây, nhất là khi quân tấn công dùng nhiều mũi xe tăng kết hợp bộ binh cơ giới đánh chia cắt và hợp vây quân phòng thủ. Đây chính là các kịch bản của chiến tranh chớp nhoáng của quân đội Đức quốc xã trong chiến tranh thế giới lần thứ hai với các đơn vị xe tăng thiết giáp tập trung cấp sư đoàn, tập đoàn quân xe tăng đánh thọc sâu chia cắt đã tạo các chiến thắng vang dội nhanh chóng, hiệu quả rất lớn trong giai đoạn đầu của chiến tranh trên bộ tại chiến trường châu Âu.
- Chức năng chống tăng: Cũng chính vì khả năng thọc sâu cơ động cực kỳ nguy hiểm trong tấn công của xe tăng nên để đối phó lại, quân phòng ngự cũng phải duy trì một lực lượng xe tăng thiết giáp hùng hậu, tập trung tại hậu tuyến phòng ngự của quân mình làm lực lượng dự bị để cơ động phản công chống lại và hoá giải các mũi thọc sâu của xe tăng đối phương. Đây chính là kịch bản của trận Vòng cung Kursk nơi có trận đấu xe tăng lớn nhất trong lịch sử chiến tranh của nhân loại. Như vậy sức mạnh chủ yếu của xe tăng là sức mạnh tiến công cơ động và nhờ sức tiến công cơ động đó xe tăng cũng được dùng làm phương tiện chủ yếu để phòng thủ tích cực phản công chống lại sức tấn công cơ động của đối phương.
- Chức năng trợ chiến cho bộ binh: Xe tăng cũng có thể được sử dụng như các ụ pháo di động để trợ chiến cho bộ binh trong việc đánh quân địch phòng ngự trong công sự và trận địa kiên cố liên hoàn. Nhưng chỉ nên dùng chức năng này khi thật cần thiết không nên lạm dụng vì có thể gây tổn thất lớn cho lực lượng xe tăng vì không phát huy được các điểm mạnh mà còn dễ bị quân phòng ngự khai thác các điểm yếu của mình.

### Điểm yếu

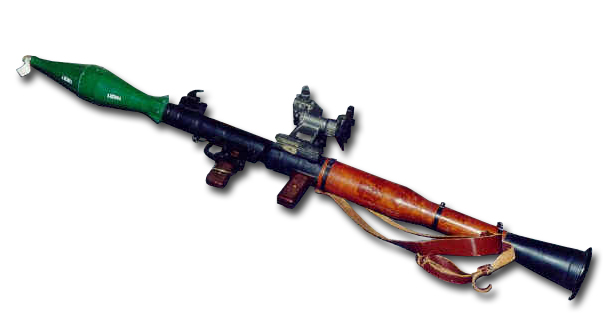
Súng chống tăng B41 của Liên Xô

Điểm yếu rất quan trọng của xe tăng là tầm quan sát của kíp chiến đấu kém. Vũ khí đánh gần của xe tăng khá kém do xạ giới bị hạn chế bởi các vỏ bọc thép ở tháp pháo, sự cơ động bị chậm do phụ thuộc vào tốc độ quay của tháp pháo. Những xe tăng kiểu cũ có lớp vỏ giáp trên đỉnh tháp pháo mỏng, không được trang bị vũ khí phòng không (súng máy, tên lửa đất đối không tầm ngắn) đều bất lực trước máy bay cường kích và trực thăng chống tăng của đối phương.
- Xe tăng gần như bất lực trước máy bay, trực thăng của đối phương vì tầm quan sát rất kém và vũ khí của xe tăng không phải là thứ chuyên dụng để chống lại mục tiêu trên không[cần dẫn nguồn]. Do đó để tránh thương vong cho xe tăng, khi tác chiến phải có lực lượng không quân yểm trợ hữu hiệu hoặc lực lượng phòng không đủ mạnh để bảo vệ khoảng không cho xe tăng tác chiến, lực lượng phòng không này vừa phải chống máy bay hiệu quả vừa phải có sức cơ động cao đi kèm xe tăng, do đó tại các cường quốc quân sự thế giới đã chế tạo các loại xe tăng phòng không[cần dẫn nguồn] trang bị radar và tên lửa, pháo phòng không để đi kèm trong đội hình tấn công của xe tăng-cơ giới, ví dụ như Flugabwehrkanonenpanzer Gepard của Đức, 9K22 Tunguska, Buk M2 của Nga hay Type 95 SPAAA của Trung Quốc.

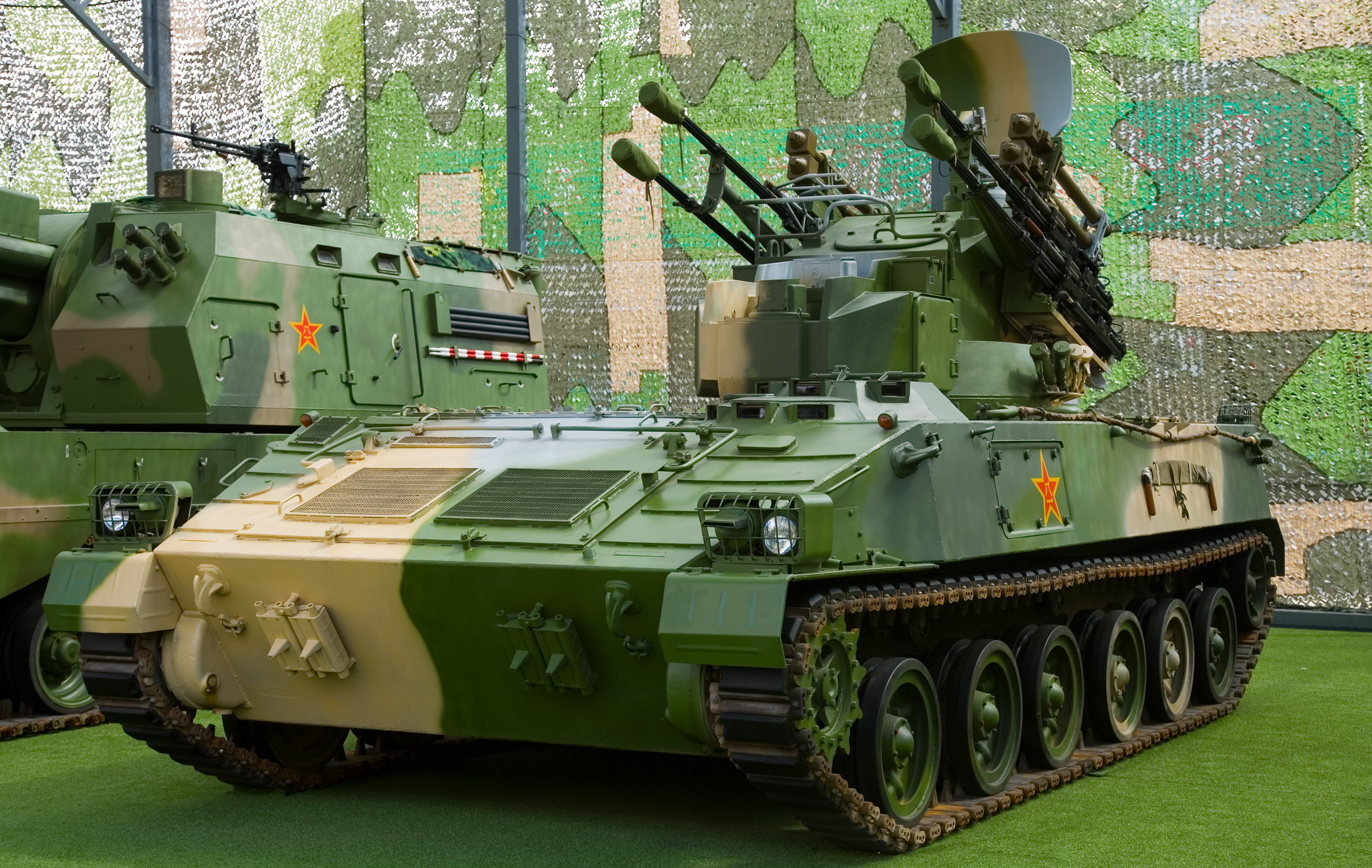
Type 95 SPAAG Trung Quốc

- Xe tăng kém hiệu quả tác chiến ở nơi rừng núi và thành phố: Tại nơi có rừng, núi, thành phố, pháo của xe tăng sẽ khó xoay trở vì vướng địa hình. Điển hình là trong thành phố, khi bộ binh đối phương ở trên nhà cao tầng thì pháo chính không bắn tới được (góc nâng pháo của xe tăng chỉ đạt đến 30 độ).
- Yếu kém trong đánh gần: vì tầm quan sát yếu và vũ khí xe tăng không hiệu quả khi bị bộ binh địch áp sát, nhất là ngày nay khi bộ binh được trang bị các vũ khí chống tăng vác vai rất hiệu quả là súng phóng lựu chống tăng hay các loại tên lửa chống tăng dẫn đường (tên lửa ATGM) . Điển hình như RPG-2 (B40), RPG-7 (B41), RPG-29, 9M133 Kornet, FGM-148 Javelin... Xe tăng nếu không có bộ binh đi cùng thì sẽ dễ bị bộ binh địch ẩn nấp dễ dàng tiếp cận tiêu diệt bằng vũ khí chống tăng vác vai bắn vào các điểm yếu: nóc chỉ huy, hông, mông, ...
- Xe tăng là vũ khí đắt tiền và nặng nề, cần nhiều chi phí để mua sắm và bảo trì. Nếu xe tăng bị hư hại trên chiến trường thì khó mà sửa chữa tại chỗ mà phải tìm cách kéo về xưởng.

### Chiến thuật sử dụng xe tăng
Vì các điểm mạnh yếu nêu trên cho nên cần phải sử dụng xe tăng hợp lý theo đúng chiến thuật:
.

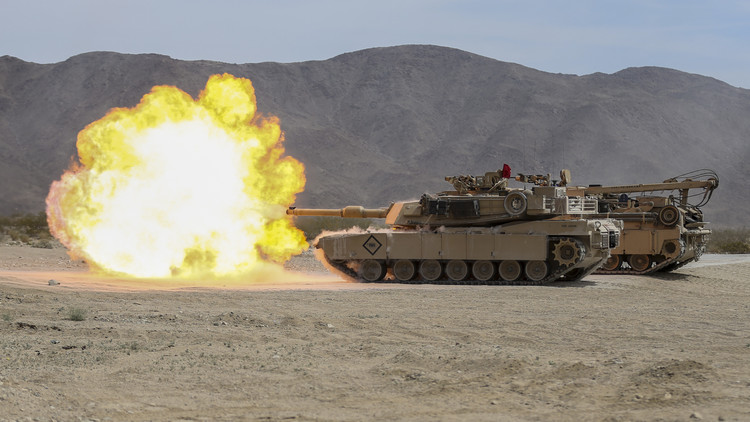
Một chiếc xe tăng M1A1 Abrams bắn một vòng tròn lửa như một cuộc biểu diễn trong Ngày tri ân vợ / chồng Jane Wayne của Tiểu đoàn xe tăng 1 trên Trung tâm Chiến đấu trên bộ của Lực lượng Thủy quân Lục chiến, Twentynine Palms, California, ngày 3 tháng 4 năm 2018

- Dùng lực lượng xe tăng tập trung theo các nhiệm vụ tác chiến độc lập và đúng chức năng là lực lượng tấn công cơ động thọc sâu, hạn chế dùng đơn lẻ phân tán làm các nhiệm vụ phụ trợ cho bộ binh.
- Xe tăng nên tấn công trong đội hình có bộ binh, bộ binh cơ giới và vũ khí phòng không đi kèm để khắc phục tầm quan sát kém và có bảo vệ từ trên không.
- Không nên sử dụng xe tăng trong việc đánh các mục tiêu trong thành phố, rừng núi, vì sẽ dễ dàng bị bộ binh địch áp sát và tấn công (Quân đội Nga phải chịu tổn thất lớn về thiết giáp khi sử dụng xe tăng trong Chiến tranh Chesnia lần thứ nhất, 1994–1996), tránh dùng xe tăng đánh các tuyến phòng thủ kiên cố của địch vì xe tăng không phát huy được tính cơ động của mình vì các hệ thống vật cản và mìn chống tăng địch giăng sẵn và là nơi tập trung các lực lượng chống tăng của địch.
- Tốt nhất chỉ nên sử dụng xe tăng vào chức năng thọc sâu và chống tăng: Theo kinh nghiệm của chiến tranh hiện đại nhất là trong thế chiến thứ hai thì nhiệm vụ đánh chọc thủng các vỏ cứng của tuyến phòng thủ kiên cố của đối phương nên được thực hiện bởi bộ binh kết hợp với xe tăng, yểm trợ bởi mật độ bắn phá cao của pháo binh cùng với sự giúp đỡ của không quân. Sau khi đã chọc thủng được tuyến phòng thủ, đã mở ra khoảng không gian chiến thuật thì lúc đó mới giao nhiệm vụ phát triển tấn công đánh cơ động thọc sâu cho các lực lượng xe tăng - thiết giáp có sự yểm trợ từ trên không của không quân và có bộ binh cơ giới đi kèm.

## Lịch sử phát triển của xe tăng

### Ra đời trong thế chiến I

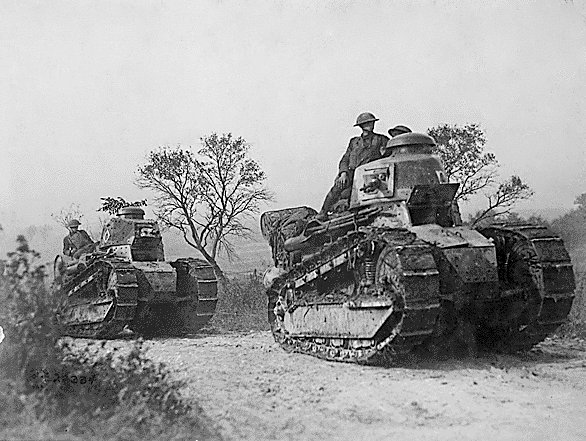
Quân đội Mỹ lái xe tăng Pháp Renault FT-17, Pháp, 1918

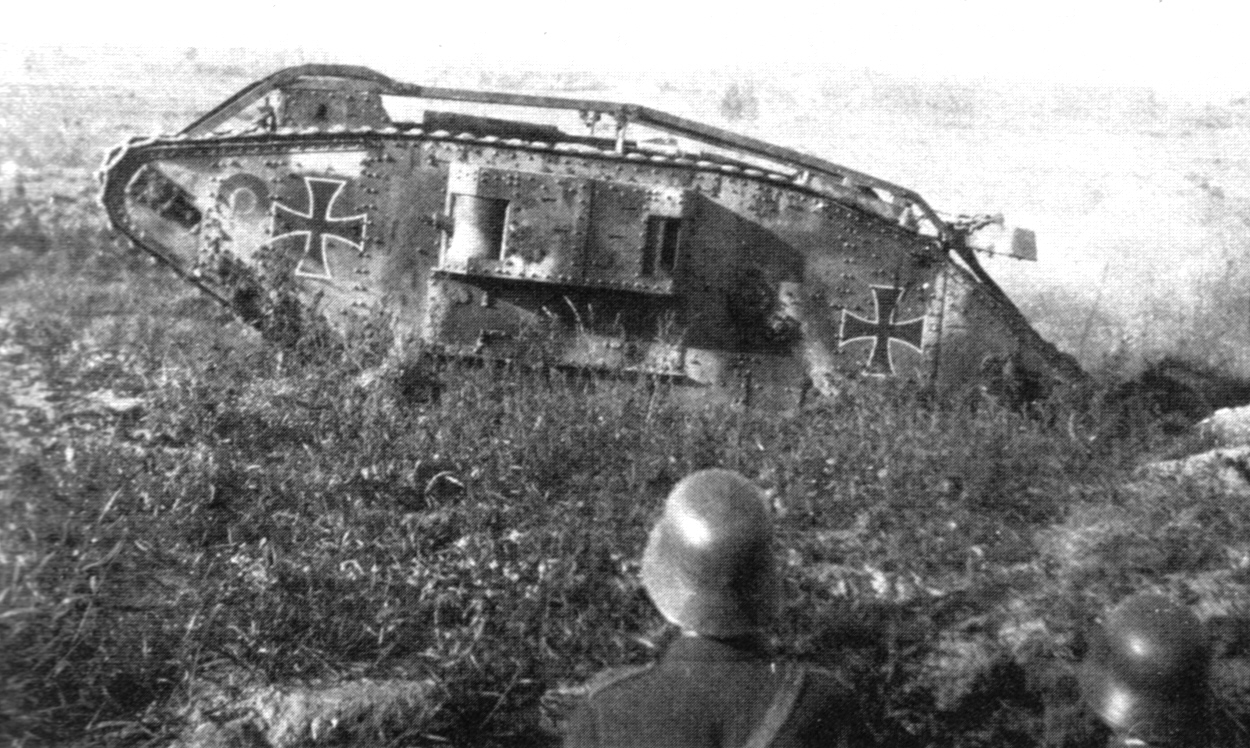
Xe tăng Mark IV của Anh bị quân Đức tịch thu và sử dụng trong cuộc Tổng tấn công Mùa xuân 1918

Chiến tranh thế giới thứ nhất là một cuộc chiến tranh trận địa điển hình hay còn gọi là chiến tranh chiến hào là loại chiến tranh mà "dễ phòng thủ, khó tấn công".
Quân đội hai bên cố thủ trong hệ thống chiến hào nhiều tầng lớp, dày đặc dây thép gai và bãi mìn. Lúc đó chưa có phương tiện cơ giới để yểm trợ bộ binh tiến công. Để đánh chiếm một đoạn tuyến phòng thủ của đối phương, quân tấn công phải chịu thương vong rất lớn và cũng không thể phát triển tấn công nhanh chóng và hiệu quả. Ngược lại quân phòng ngự có thể nhanh chóng tái lập phòng tuyến mới phía sau chiến tuyến của mình. Chiến tranh có hình thức giằng co hai bên ép dần chiến tuyến của nhau, chiến tuyến thay đổi chậm chạp, ổn định. Đánh nhau rất ác liệt, thương vong lớn nhưng ít có các trận đánh quyết định thắng bại dứt khoát. Kết cục chiến tranh phụ thuộc vào sự chịu đựng dẻo dai của xã hội các nước đối kháng đối với gánh nặng của chiến tranh...
Năm 1916, người Anh nghĩ ra loại xe tấn công đầu tiên mà để giữ bí mật khi sản xuất và vận chuyển vũ khí mới họ gọi là "tank" (cái thùng sắt) đó là xe tăng Mark I, Mark II, Mark III, Mark IV mỗi loại xe được sản xuất theo 2 phương án: "xe đực" có pháo (nòng pháo nhô ra nên gọi là "đực"), và "xe cái" không có pháo chỉ có lỗ châu mai để bắn súng máy nên gọi là "cái". Xe tăng đầu tiên lấy động cơ từ các động cơ ô tô đương thời nhưng chuyển động bằng bánh xích, cho phép xe đi được trên các địa hình phức tạp nhưng chậm hơn người đi bộ, vỏ thép thì dùng đinh tán. Các mẫu xe đầu tiên có hình dạng kết cấu rất khác xa so với xe tăng bây giờ: Xe đực Mark I đến Mark IV chưa có tháp pháo, pháo lắp 2 bên sườn xe với khung xích hình quả trám rất cao để bò qua các vật cản cao. Điều thú vị là tuy xe tăng là vũ khí lục quân nhưng việc nghiên cứu phát triển xe tăng đầu tiên lại do Bộ Hải quân Hoàng gia Anh tiến hành với sự chỉ đạo của Bộ trưởng Winston Churchill.
Lần đầu tiên người Anh đem xe tăng ra chiến trường là tại trận sông Somme tại miền Bắc nước Pháp ngày 15 tháng 9 năm 1916. Do xe tăng đầu tiên còn quá thiếu độ tin cậy nên trong số 49 xe để chiến đấu 17 chiếc trục trặc không thể xuất phát, trong số còn lại 5 chiếc bị sa xuống bùn, 9 chiếc trục trặc kỹ thuật trước khi tấn công, tổng cộng chỉ còn 18 chiếc thực sự tấn công. Nhưng chúng đã thành công lớn, gây hoảng loạn cho quân Đức phòng thủ, cuộc tấn công trong ngày hôm đó đã tiến lên chiếm được 5 km chiều sâu chiến tuyến với số thương vong cho binh sĩ thấp hơn mức trung bình tới 20 lần. Tuy Trận sông Somme năm 1916 vì nhiều lý do khác nhau mà cũng lại có kết cục không dứt khoát, nhưng xe tăng đã trở thành vũ khí tiến công rất có triển vọng.
Ngay sau đó người Đức cũng học theo và chế tạo được loại xe tăng A7V. Người Pháp cũng chế tạo xe tăng và năm 1917 họ đã sản xuất ra xe tăng hạng nhẹ Renault FT-17, đây là xe tăng có kết cấu hoàn chỉnh đầu tiên, đến mức nó còn được quân đội Pháp và Ba Lan dùng cho đến đầu thế chiến thứ II. Xe Renault FT17 đã có bố trí cấu tạo về cơ bản rất giống với xe tăng ngày nay với tháp pháo có thể quay nhanh và pháo có thể nâng hạ góc bắn, xe có tốc độ cao, tính cơ động tốt, khả năng việt dã tốt với các thông số như sau: Hoả lực là súng máy Hotchkiss hoặc pháo 37mm. Động cơ xăng Renault tốc độ 6–7 km/giờ leo dốc đến 35 độ, vượt hào rộng 1,8 m. Vỏ thép 6–22mm. Kích thước xe: dài × rộng × cao: 5 × 1,74 × 2,14 m.

### Trước và trong thế chiến II
Trước và đặc biệt trong thế chiến II, xe tăng có những bước phát triển rất nhanh, mạnh trong cả kỹ thuật chế tạo xe và chiến thuật sử dụng chúng. Trước chiến tranh các cường quốc thế giới đã nhận thức được vai trò của xe tăng trong chiến tranh và ra sức xây dựng một lực lượng xe tăng mạnh.
Về kỹ thuật: Trong thời gian này nhà kỹ thuật người Mỹ George Christie đã ứng dụng hệ thống treo cho xe tăng đã nâng cao độ tin cậy tác chiến của xe tăng: tháp pháo nhờ hệ thống này vẫn giữ nguyên vị trí khi xe chuyển động cho phép xe tăng có thể ngắm bắn khi đang chuyển động. Các loại xe tăng của Liên Xô ngay trước thế chiến II lần đầu tiên trên thế giới được lắp động cơ Diesel. Các xe tăng được trang bị liên lạc radio, hỏa lực được nâng cao (cỡ nòng từ 30–40mm của thế chiến I nâng lên 70–80mm đầu thế chiến II và cuối thế chiến II có loại mang pháo 122mm). Vỏ thép được gia cường rất nhiều để chống lại các loại vũ khí chống tăng của đối thủ. Các loại xe tăng tốt nhất của thời kỳ này là của hai cường quốc lục quân Liên Xô và Đức Quốc xã, kết quả của các đối chọi của quân đội hai nước này trên chiến trường.
Nhưng trong thời kỳ này có sự đánh giá rất khác nhau (ở các nước và trong một nước) trong quan niệm về vai trò của xe tăng trong chiến tranh dẫn đến sự phát triển xe tăng theo các hướng và phát sinh nhiều hạng xe tăng khác nhau cho các mục đích sử dụng khác nhau mà sau chiến tranh thế giới thứ 2 đã loại bỏ tất cả các loại xe không thích hợp, chỉ còn một vài loại được khẳng định qua chiến tranh. Do coi trọng chức năng trợ chiến cho bộ binh, một số loại xe của Pháp và Liên Xô được chế tạo với vỏ thép rất nặng, hỏa lực rất mạnh, cơ động rất kém, thậm chí có vài tháp pháo cho nhiều loại pháo, đây là loại xe thực sự là "ụ pháo biết đi" để yểm trợ hỏa lực cho bộ binh và chống xe tăng địch. Ví dụ, xe tăng T-35 của Liên Xô có số lượng rất ít ỏi (năm 1933-1939 Liên Xô sản xuất 61 chiếc), là một thử nghiệm của xe bọc thép hỗ trợ bộ binh với 5 tháp pháo rất nặng nề; hoặc loại xe tăng nặng đến 70 tấn Char 2C của Pháp. Các loại xe này trong thực tế chiến đấu tỏ ra khá vô dụng và nhanh chóng chết yểu.
Thời gian này có sự chạy đua giữa hỏa lực và vỏ thép trong chế tạo xe tăng. Các cường quốc chạy đua bằng việc gia tăng cỡ pháo, tăng độ dày của vỏ thép và tăng sức cơ động. Sự chạy đua của các tính năng mâu thuẫn lẫn nhau này làm cho xuất hiện rất nhiều phân hạng xe tăng: 
- Xe tăng hạng nhẹ: xe nhẹ, vỏ thép yếu, thường dưới 40mm, cơ động tốt nhưng hỏa lực pháo khá yếu (dưới 50mm), rất điển hình là xe tăng BТ-7, T-26 của Liên Xô, Panzer II của Đức. Trong chiến tranh, loại xe này tỏ rõ tính không hiệu quả khi đấu tăng, nhưng lợi thế của chúng là tốc độ và độ cơ động cao, nên được dùng chủ yếu để trinh sát.

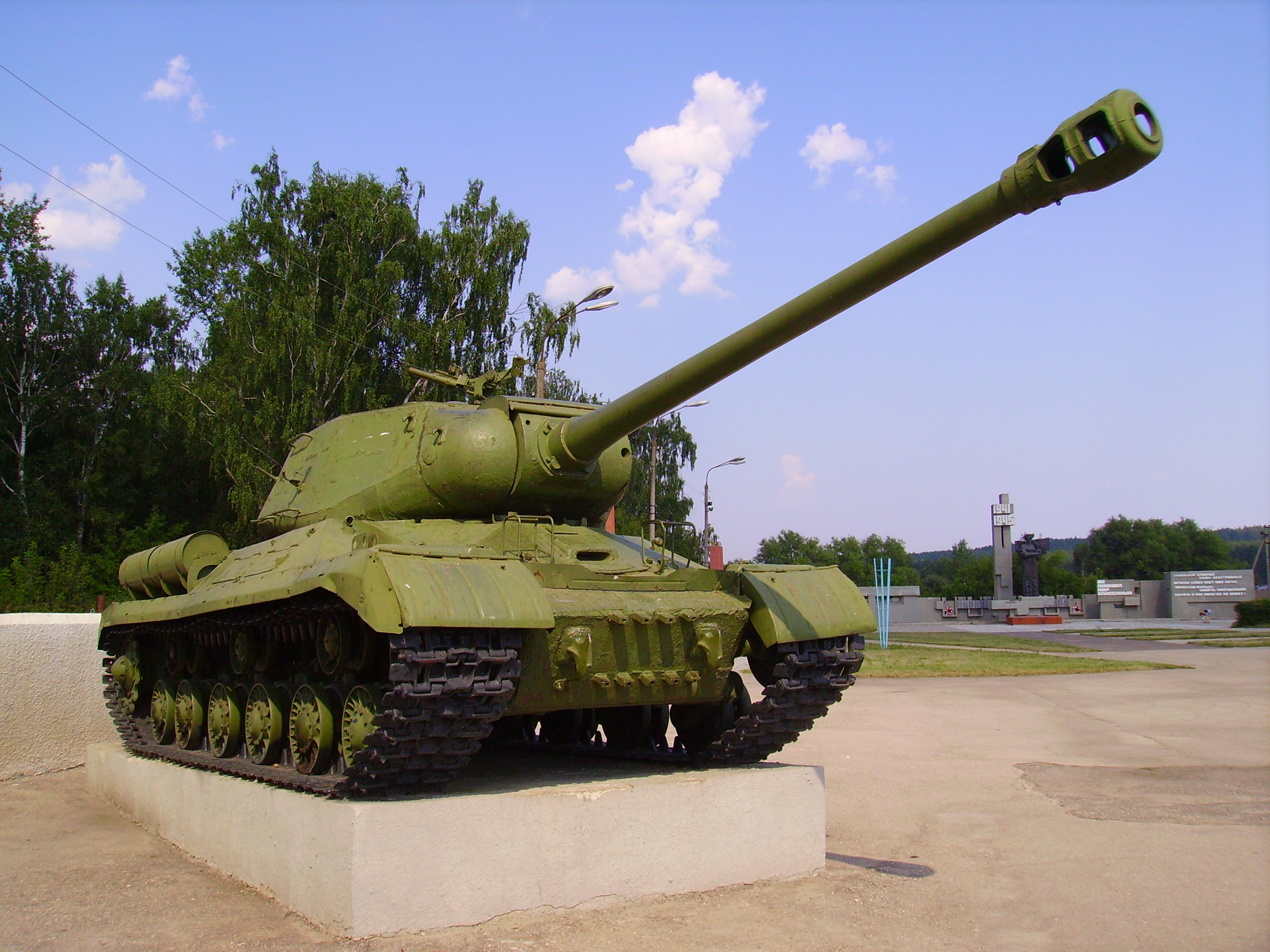
Xe tăng hạng nặng IS-2 Model 1944 của Liên Xô. Đây là loại xe tăng có hỏa lực mạnh nhất trong thế chiến thứ 2 với pháo 122mm nòng dài

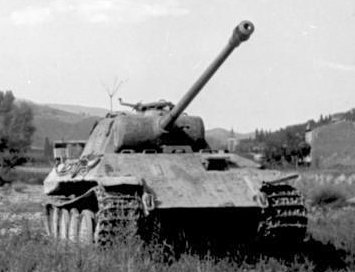
Xe tăng Panther của Đức trong Chiến tranh thế giới thứ hai. Đây là loại xe tăng được đánh giá là hiệu quả nhất của quân Đức

- Xe tăng hạng trung (theo tiếng Anh "Medium tank"): là kết hợp hợp lý của vỏ thép 40–70mm, hỏa lực pháo 70–90mm, tính cơ động tốt đây là hạng xe tăng tối ưu được thực tế chiến tranh khẳng định mà các mẫu xe tốt nhất là của Đức và Liên Xô, điển hình là loại xe tăng Panzer IV của Đức và T-34 của Liên Xô, trong đó có phiên bản T-34-85 là thành công nhất. Một thành công trong thiết kế của loại T-34 là vỏ thép không thật dày nhưng bố trí hình dạng vát nghiêng đã tăng hiệu quả chống đạn lên rất nhiều, kinh nghiệm này sẽ có mặt trong các thiết kế xe tăng sau này. Sau chiến tranh, xe hạng trung sẽ xóa nhòa các hạng khác và phát triển thành xe tăng chiến đấu chủ lực (tiếng Nga: Основной боевой танк, viết tắt ОБТ; tiếng Anh: main battle tank, viết tắt MBT).
- Xe tăng hạng nặng (tiếng Anh còn gọi là heavy tank): vỏ thép rất nặng, dày từ 80 đến trên 100mm, hỏa lực mạnh đến 85–122mm, chi phí đắt đỏ. Loại xe này trong thực tế thích hợp để chống tăng và diệt lô cốt (giống chức năng của pháo tự hành) hơn là tấn công đột phá nhanh do xe chậm chạp nặng nề, tầm hoạt động ngắn và bộ phận truyền động dễ bị hư hỏng. Ví dụ tiêu biểu là các loại Tiger (con cọp) và King Tiger ( Tiger II, vua cọp) của Đức và Xe tăng Kliment Voroshilov, xe tăng Iosif Stalin (ИС-2, ИС-3) của Liên Xô.

Về chiến thuật: Đây là thời kỳ của những tư tưởng táo bạo của chiến thuật sử dụng xe tăng mà các tướng lĩnh Đức Quốc Xã đã đi đầu và tạo nên cuộc cách mạng trong nghệ thuật chiến tranh. Các chiến thắng vũ bão của quân đội Đức Quốc xã trên chiến trường trên bộ đánh tan nhanh chóng quân đội các cường quốc địch thủ tại châu Âu trong chiến lược chiến tranh chớp nhoáng (Blitzkrieg) là nhờ các sáng tạo chiến thuật chứ không phải là nhờ chất lượng hơn hẳn của xe tăng Đức. Tuy trước chiến tranh tại nhiều nước đã có các trường phái lý luận quân sự đặt nền móng cho chiến thuật chiến tranh cơ động như Hobart tại Anh, Guderian tại Đức, tăng Chaffee tại Hoa Kỳ, De Gaulle tại Pháp, và Tukhachevsky tại Liên Xô, các nhà tư tưởng quân sự này đã cùng đi đến một kết luận như nhau về kịch bản của chiến tranh hiện đại, nhưng chỉ dừng lại ở ý tưởng lý thuyết. Chỉ có tại Đức các lý luận này được cấp lãnh đạo cao nhất của quốc gia là Adolf Hitler thực sự tin tưởng và ủng hộ và với quyết tâm cao đưa vào thực tế xây dựng quân đội. Quân đội Đức thay vì sử dụng xe tăng một cách xé lẻ biên chế vào các đơn vị bộ binh như các phương tiện hỗ trợ chiến đấu như ở các nước khác, đã tập trung lại thành các sư đoàn, tập đoàn quân xe tăng xung kích, phát triển một loại bộ binh mới là bộ binh cơ giới có chức năng đi kèm xe tăng cho các hành động chiến đấu cơ động tấn công, Phát triển các ngón đòn liên hoàn cho chiến thuật kết hợp mũi nhọn xe tăng cùng không quân. Tất cả đều lấy xe tăng làm vai trò trung tâm của chiến thuật tấn công theo sơ đồ các mũi nhọn thiết giáp thọc sâu, chia cắt, hợp vây và tiêu diệt các khối lớn các đạo quân phòng thủ của địch. Sau này chiến thuật tương tự được phía Liên Xô phát triển được gọi là chiến thuật chiến dịch tiến công chiều sâu. Các chiến thuật tiến công này đã đưa chức năng tấn công thọc sâu cơ động của xe tăng lên làm chức năng số một gây nên sự thay đổi lớn trong hình thức tác chiến của chiến tranh thế giới lần thứ hai và trong quan điểm chế tạo xe tăng trong các giai đoạn kế tiếp sau này.

### Thời chiến tranh lạnh và hiện đại
Sau thế chiến II có thể phân ra 3 giai đoạn phát triển xe tăng:

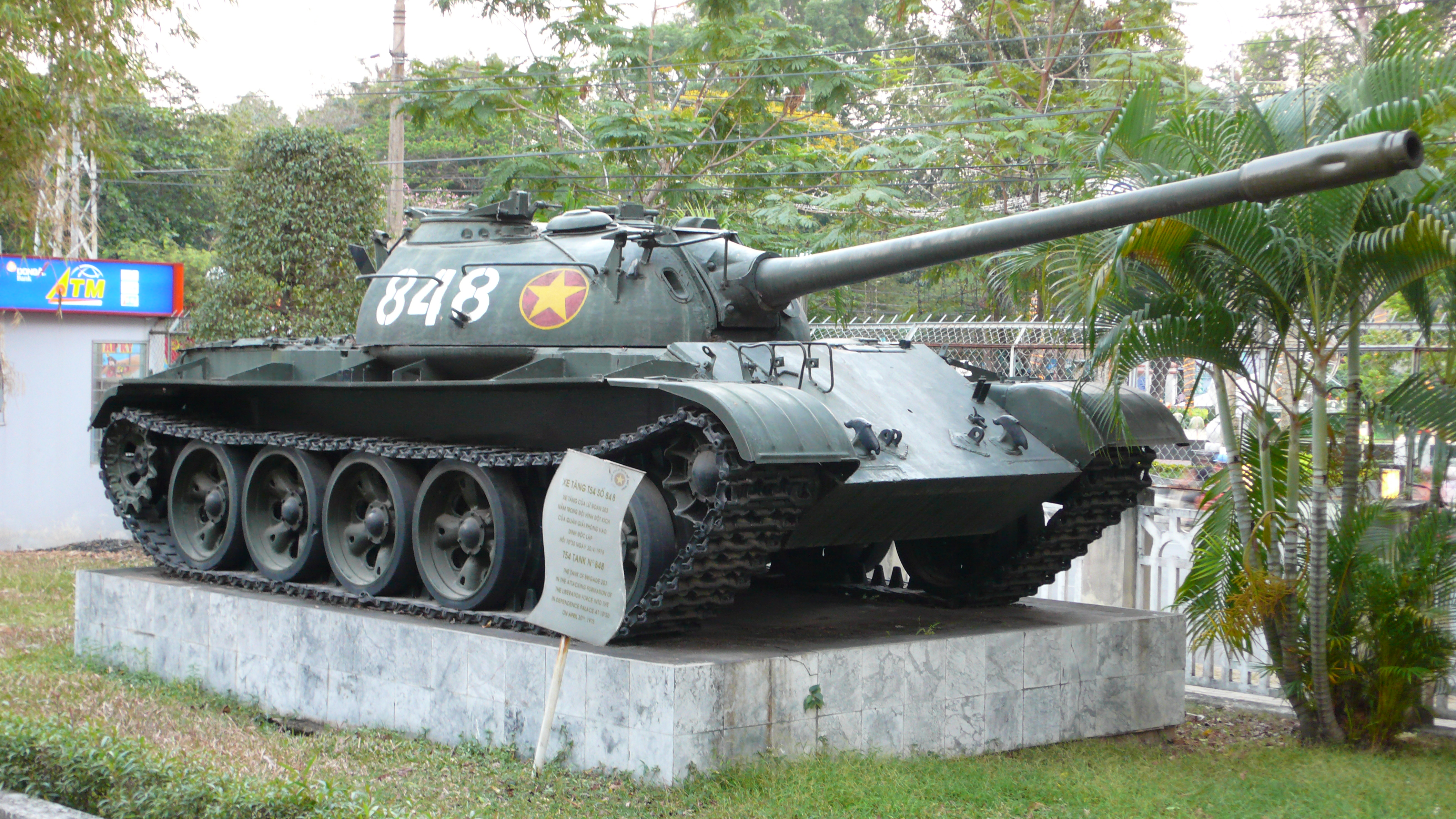
Xe tăng T-54 tại Việt Nam. T-54 và T-55 là xe tăng được sử dụng rộng rãi và là loại tăng được sản xuất nhiều nhất cho đến hiện nay.

- Giai đoạn thứ nhất là ngay sau chiến tranh và trong thập niên 1950: việc thiết kế, sản xuất xe tăng trong giai đoạn này vẫn theo các tiêu chuẩn của chiến tranh thông thường, theo xu hướng tăng cỡ nòng hoả lực và tăng vỏ thép. Sau chiến tranh loại xe tăng hạng nặng không còn chỗ đứng và tuyệt chủng, xe tăng hạng nhẹ vẫn còn vai trò hạn chế trong trinh sát vì nó nhẹ thuận tiện cho vận chuyển đổ bộ đường không nhưng rồi cũng hết vai trò và nhanh chóng tuyệt chủng. Các loại xe tăng hạng trung được nâng cao tính năng và biến đổi thành xe tăng chiến đấu cơ bản. Cơ cấu pháo về cơ bản ít thay đổi nhưng có thay đổi nhiều về đạn dược, hệ thống máy móc động cơ có nhiều hoàn thiện lên: động cơ Diesel thay thế hoàn toàn động cơ xăng tuy vẫn nhỏ gọn nhưng công suất mạnh hơn rất nhiều, hệ thống treo được hoàn thiện... Các xe tăng tiêu biểu của giai đoạn này là T-54, T-55, T-62 của Liên Xô, M-46, M48 Patton của Mỹ, AMX của Pháp, xe tăng Centurion của Anh
Ở thời kỳ này, để đáp ứng nhu cầu chở bộ binh cơ giới tấn công cùng xe tăng các cường quốc quân sự thế giới phát triển một loại xe đặc biệt là xe bọc thép có một số đặc điểm như xe tăng: xe bọc thép cũng chạy bằng xích, có tính năng cơ động rất tốt nhưng hỏa lực và vỏ thép yếu, có thể có hoặc không có tháp pháo. Vũ khí có thể là loại pháo cỡ nhỏ (dưới 40mm) nhưng chủ yếu là súng máy, các xe bọc thép hiện đại thường có trang bị thêm tên lửa chống tăng (Tên lửa ATGM). Vỏ thép yếu thường chỉ chống được đạn súng máy, không chống được trái phá, có loại có vỏ rất nhẹ bằng hợp kim nhôm. Tiêu biểu là các loại xe bọc thép lội nước M-113 của Hoa Kỳ, xe BTR-60, xe tăng PT-76 của Liên Xô viện trợ cho Việt Nam Dân chủ Cộng hòa sử dụng trong chiến tranh Việt Nam. Nhưng đặc trưng cơ bản phải có của xe bọc thép là có khoang rộng để chở bộ binh cơ giới, thường một xe cho một tiểu đội trên dưới 10 người. Thông thường trong tấn công hành tiến bộ binh cơ giới ngồi trong xe bọc thép trong đội hình đi kèm xe tăng, khi gặp tuyến cố thủ của bộ binh địch thì bộ binh cơ giới triển khai ra bên ngoài chạy cùng xe tăng tấn công để khắc phục nhược điểm tầm quan sát kém và khả năng đánh gần kém của xe tăng. Và khoang xe bọc thép còn có thể được sử dụng để bố trí các loại hỏa lực phụ trợ đi kèm rất lợi hại của bộ binh như súng cối, súng phun lửa, hoặc súng máy phòng không...

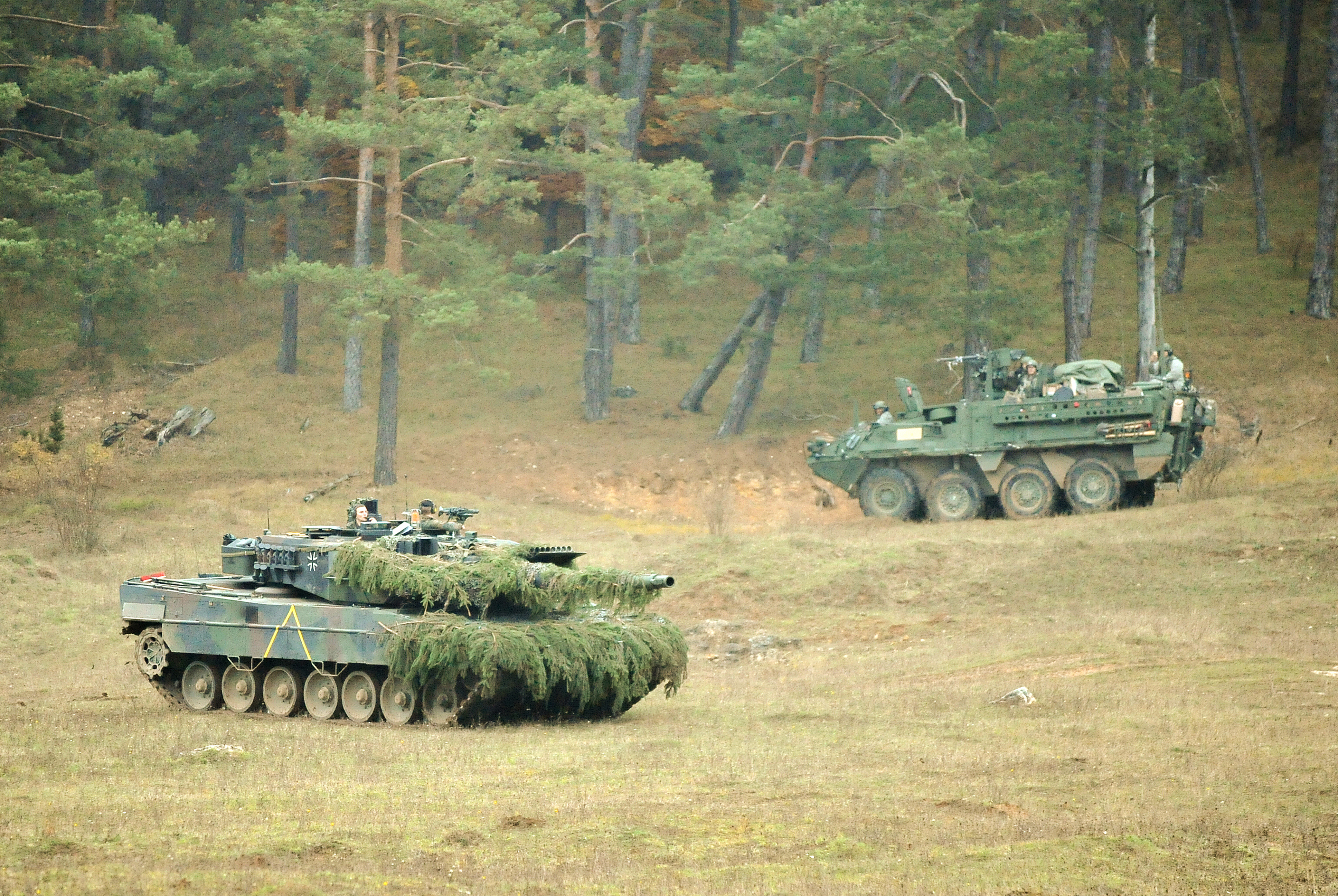
Leopard 2A6 của Đức là loại xe tăng có khả năng tham gia trong một cuộc chiến tranh hóa học

- Giai đoạn thứ hai là những năm 1960–1970: Xe tăng chủ lực xuất hiện. Đây là giai đoạn mà xe tăng tuy về kết cấu cơ bản không thay đổi nhiều nhưng tính năng được hoàn thiện cao chủ yếu nhờ vào công nghệ mới: độ bảo vệ của xe không phải do tăng độ dày của vỏ thép mà nhờ áp dụng các vật liệu mới siêu nhẹ, siêu bền vì với sự phát triển của đầu đạn lõm xuyên thép thì chạy đua bằng cách tăng mãi độ dày của vỏ thép trở nên vô nghĩa, do đó vỏ thép, trọng lượng không tăng lên mấy nhưng có thể chống lại mọi loại trái phá chống tăng thời đại chiến. Tính cơ động của xe tốt lên rất nhiều, xe có tốc độ rất lớn nên được gọi là xe tăng bay (xe Leopard – con báo của Đức, xe T-64 của Liên Xô). Đặc biệt xe tăng thời kỳ này được thiết kế để chiến đấu trong điều kiện chiến tranh có vũ khí huỷ diệt hàng loạt: vỏ xe bảo vệ được kíp chiến đấu khỏi bức xạ hạt nhân và xe được bảo đảm kín hoàn toàn với hệ thống tuần hoàn và lọc khí để bảo vệ khỏi bụi phóng xạ, vũ khí hoá học, vũ khí vi trùng. Thời kỳ này các loại vũ khí chống tăng phát triển mạnh nên xe tăng cũng phải thích nghi và chạy đua theo, xe tăng được trang bị các loại thiết bị điện tử và công nghệ cao: Về hoả lực độ chính xác rất cao nhờ máy tính đường đạn, máy đo xa bằng laze, máy nạp đạn tự động giúp tăng tốc độ bắn nhanh và giảm được 1 pháo thủ nạp đạn. Để chống lại các loại đầu đạn xuyên phá và tên lửa chống tăng của đối phương và các vũ khí dẫn đường chính xác, các xe tăng thời kỳ này (bắt đầu bằng loại xe T-55 của Liên Xô) đã trang bị hệ thống bảo vệ tích cực là các ống phóng lựu kết hợp cùng radar bảo vệ cục bộ chuyên dụng: Khi radar phát hiện có mục tiêu đang nhắm đến xe sẽ điều khiển hệ thống phóng lựu bắn lên các đầu đạn nổ mảnh tạo nên 1 đám mây mảnh kim loại khả dĩ phá huỷ vũ khí của đối phương hoặc làm nhiễu loạn độ chính xác của vũ khí địch, hệ thống này cũng dùng để bắn tạo màn khói ngăn cản các thiết bị ngắm bắn của đối phương, hệ thống bảo vệ tích cực này làm tăng sức sống của xe lên nhiều lần. Các xe tăng nổi tiếng và tiêu biểu của thời kỳ này là T-64, T-72 của Liên Xô, M60 Patton của Hoa Kỳ, xe tăng Chieftain của Anh, Leopard 1 của Đức.

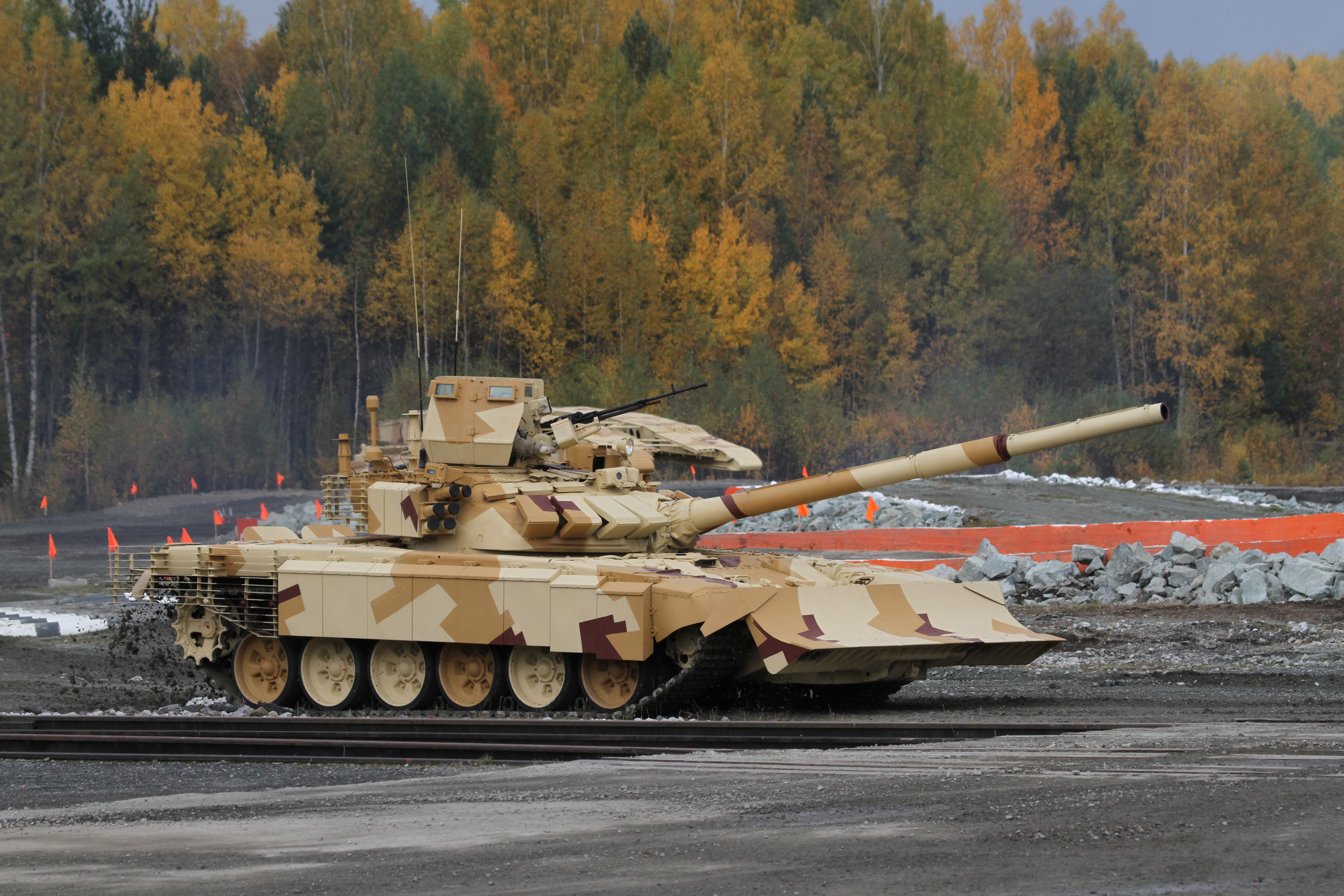
T-72 với gói hệ thống bảo vệ mới khi tác chiến trong đô thị. Triển lãm Russia Arms Expo 2013

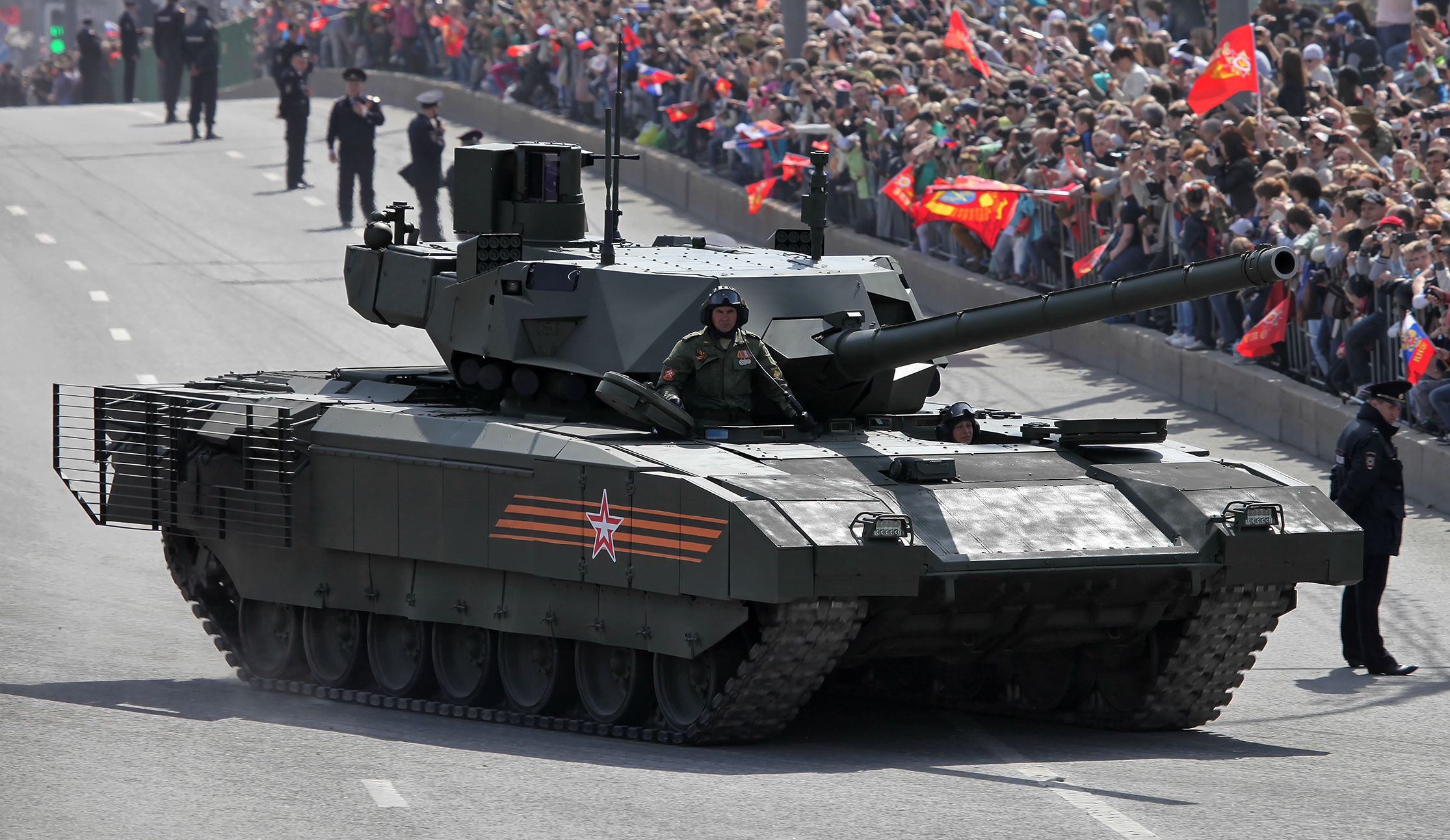
T-14 Armata, xe tăng thế hệ thứ 4 đầu tiên trên thế giới, năm 2015

- Giai đoạn thứ 3 là thời kỳ những năm 1980 và tiếp diễn đến 2014: là giai đoạn mà các tính năng "cổ điển" của xe (như tính cơ động, hoả lực, vỏ thép) đã không còn là các yếu tố duy nhất để đánh giá sức mạnh, mà các tính năng công nghệ cao giờ đây có vai trò rất quan trọng: như mức độ hiệu quả trong đấu tranh điện tử, độ bí mật về tiếng ồn và hồng ngoại (tia nhiệt), trong thời kỳ này xuất hiện xe tăng có động cơ tuốc bin khí (của Liên Xô – Nga và của Hoa Kỳ) làm xe có công suất máy cực mạnh, động cơ xe tăng thời kỳ này đều là đa nhiên liệu. Hệ thống bảo vệ của xe được cải tiến nhiều nhất và được coi là ưu tiên hàng đầu: trong thiết kế xe tăng hệ thống bảo vệ thụ động (vỏ xe) cũng vẫn được quan tâm hoàn thiện có loại xe được nhồi bằng vật liệu mật độ lớn như uranium nghèo của Mỹ để tăng độ chống xuyên phá của đầu đạn lõm của vũ khí chống tăng, một hướng khác lại dùng những vật liệu chất dẻo đặc biệt có cốt sợi đặc biệt siêu nhẹ, siêu bền để chế tạo xe tăng siêu nhẹ dùng cho đổ bộ đường không cho các lực lượng phản ứng nhanh. Hệ thống bảo vệ tích cực ra đời và được trang bị trên các xe tăng của Liên Xô - Nga, xe được sơn phủ bằng các lớp sơn và vật liêu hấp thụ sóng điện từ và chống hồng ngoại giúp xe khó bị máy bay và trực thăng địch phát hiện, hệ thống gây nhiễu dẫn đường vũ khí. Xuất hiện hệ thống bảo vệ bằng phản lực hay giáp phản ứng nổ, ví dụ như xe tăng T-72 cải tiến của Nga trên bề mặt có thể thấy các mảnh thuốc nổ Dynamit hình chữ nhật được dán trên vỏ xe. Nguyên tắc của hệ thống này là: Khi trái phá (nhất là tên lửa chống tăng) của địch bắn vào vỏ xe trước tiên nó gặp lớp thuốc nổ Dynamit và kích nổ lớp thuốc nổ này trước khi đầu đạn trái phá hoặc tên lửa tự nổ. Sức nổ của Dynamit sẽ tạo phản lực đẩy vào đầu đạn theo chiều ngược lại và hoặc là sẽ phá huỷ đầu đạn hoặc cân bằng với xung lực của đầu đạn làm giảm sức xuyên phá của nó, chí ít thì cũng hạn chế, triệt tiêu hiệu ứng đầu đạn lõm. Hệ thống bảo vệ này rất hiệu quả theo thử nghiệm trên thao trường nó làm giảm xác suất bị tiêu diệt xuống 2 lần. Về hoả lực, các loại đạn trên xe rất phong phú tinh xảo, các xe T-80, T-90 của Nga và Merkava của Israel có hệ thống pháo – tên lửa tích hợp (có thể phóng tên lửa qua nòng pháo). Các xe tăng tiêu biểu thời kỳ này là T-72B3 cải tiến, T-80, T-90 của Nga, M1 Abrams của Hoa Kỳ, Leopard 2 của Đức.
- Giai đoạn thứ 4, bắt đầu từ năm 2014: là giai đoạn mà xe tăng trở nên tự động hóa ngày càng cao, mở đầu là xe tăng T-14 Armata của Nga có tháp pháo hoàn toàn tự động. Trong tương lai, dự đoán rằng mức tự động hóa sẽ tiếp tục tăng lên, biến xe tăng trở thành cỗ máy chiến đấu không người lái. Xe tăng tương lai còn có thể điều khiển máy bay không người lái để tự trinh sát mục tiêu, và trang bị các loại tên lửa tầm xa có thể tấn công mục tiêu từ tầm xa hàng chục km theo sự chỉ dẫn của máy bay không người lái.

## Phân loại xe tăng[2]
Theo thời gian cũng như sự phát triển của lý thuyết quân sự, của khoa học và công nghệ, sự hiện hóa của vũ khí và các phương tiện chiến tranh, sự phân loại xe tăng từng thời kỳ cũng có những biến đổi:

### Trước năm 1920
Có bốn loại xe tăng, được phân loại theo trọng lượng:
- Xe tăng siêu nhẹ: Trọng lượng toàn bộ từ 2 đến 3 tấn
- Xe tăng hạng nhẹ: Trọng lượng từ 3 đến 15 tấn
- Xe tăng hạng trung: Trọng lượng từ 15 tấn đến 40 tấn
- Xe tăng hạng nặng: Trọng lượng trên 40 tấn

### Trước năm 1960
Khối Warszawa
Có ba loại xe tăng, được phân loại theo trọng lượng:
- Xe tăng hạng nhẹ: Trọng lượng dưới 20 tấn
- Xe tăng hạng trung: Trọng lượng từ 20 tấn đến 40 tấn
- Xe tăng hạng nặng: Trọng lượng trên 40 tấn

Khối NATO
Có ba loại xe tăng, được phân loại theo trọng lượng và kích cỡ của pháo tăng:
- Xe tăng hạng nhẹ: Trọng lượng dưới 25 tấn, pháo tăng có cỡ nòng đến 85mm
- Xe tăng hạng trung: Trọng lượng từ 25 tấn đến 50 tấn, pháo tăng có cỡ nòng đến 105mm
- Xe tăng hạng nặng: Trọng lượng trên 50 tấn, pháo tăng có cỡ nòng lớn hơn 105mm

### Từ năm 1960
Xe tăng được phân loại không chỉ theo trọng lượng, kích cỡ pháo tăng mà còn được phân loại theo công dụng, tính năng. Theo cách phân loại này, xe tăng có các chủng loại sau:
- Xe tăng chủ lực: Kết hợp các tính năng của xe tăng hạng nặng và xe tăng hạng trung, được trang bị nhiều loại vũ khí khác nhau phục vụ cho nhiều mục đích chiến đấu khác nhau, có thể sử dụng trong nhiều môi trường tác chiến khác nhau, kể cả tác chiến mặt đất, tác chiến phòng không và đổ bộ đường biển.
- Xe tăng đặc chủng: Còn gọi là xe tăng chuyên biệt. Loại xe này có những thiết bị đặc biệt chuyên dùng để thực hiện những nhiệm vụ chuyên môn riêng như diệt tăng, trinh sát, phun lửa, phá công sự kiên cố, rà phá mìn, bắc cầu, đổ bộ từ tàu biển, đổ bộ từ trên không...

Từ năm 1960, xe tăng hiện đại trang bị nhiều loại vũ khí như pháo, tên lửa chống tăng( tên lửa ATGM), tên lửa phòng không tầm ngắn và trung bình.
Hiện nay. ở những nước có nền công nghiệp quốc phòng hiện đại, phần lớn các loại xe tăng hạng nhẹ trước đây không được mở rộng sản xuất. Họ chuyển sang chế tạo xe thiết giáp chiến đấu của bộ binh dùng bánh xích có tính năng giống với xe tăng hạng nhẹ nhưng đa năng hơn, (BMP, BMD, M2 Bradley); xe thiết giáp trinh sát (BRDM), hay xe chiến đấu hỗ trợ tăng dựa trên khung thân xe tăng, có thể chiến đấu độc lập hoặc phối hợp với xe tăng trong thực hiện nhiệm vụ đột kích tốc độ cao của lục quân hiện đại.

## Các xu hướng phát triển trong chiến tranh hiện đại

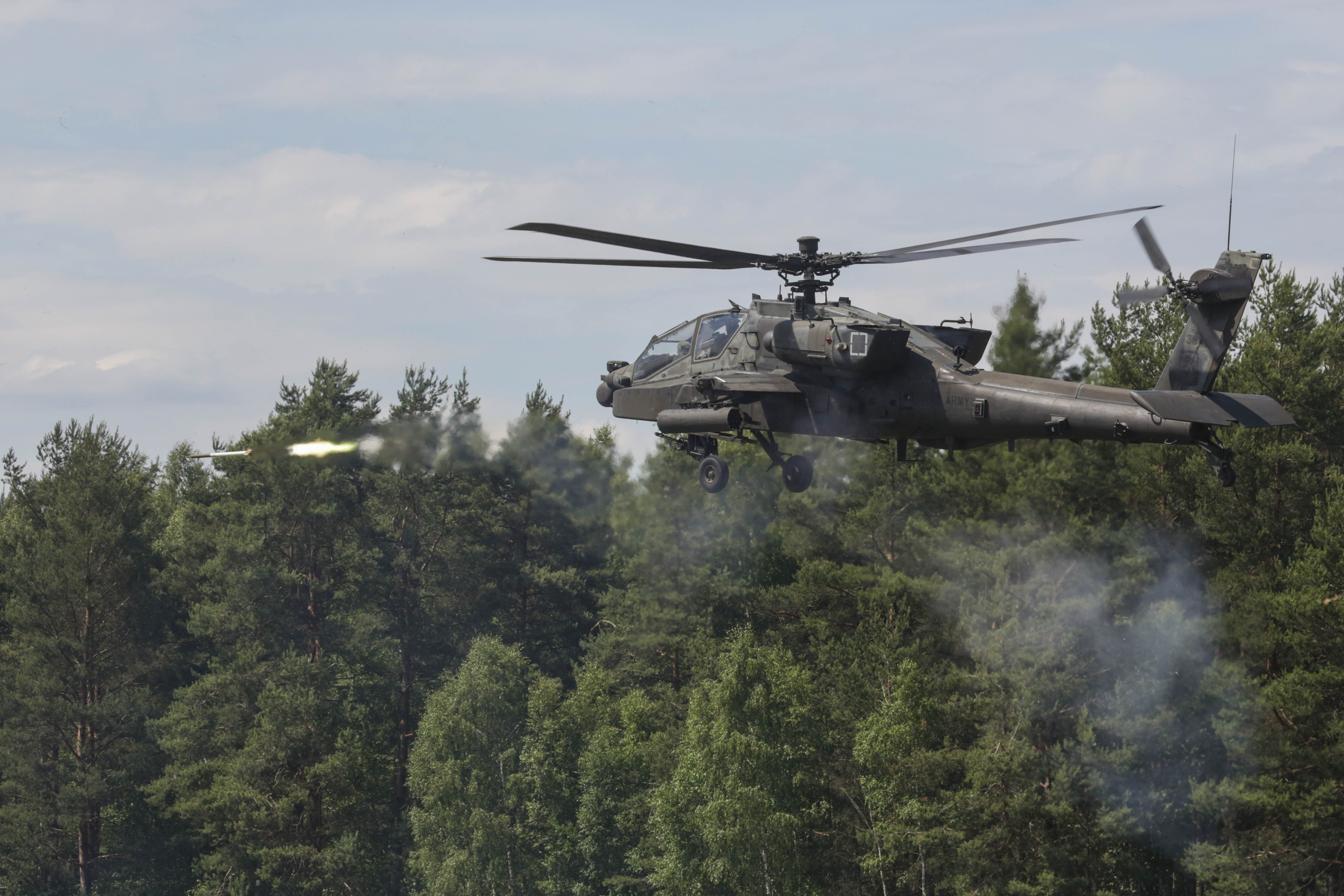
Trực thăng AH-64D khai hỏa tên lửa chống tăng AGM-114 Hellfire

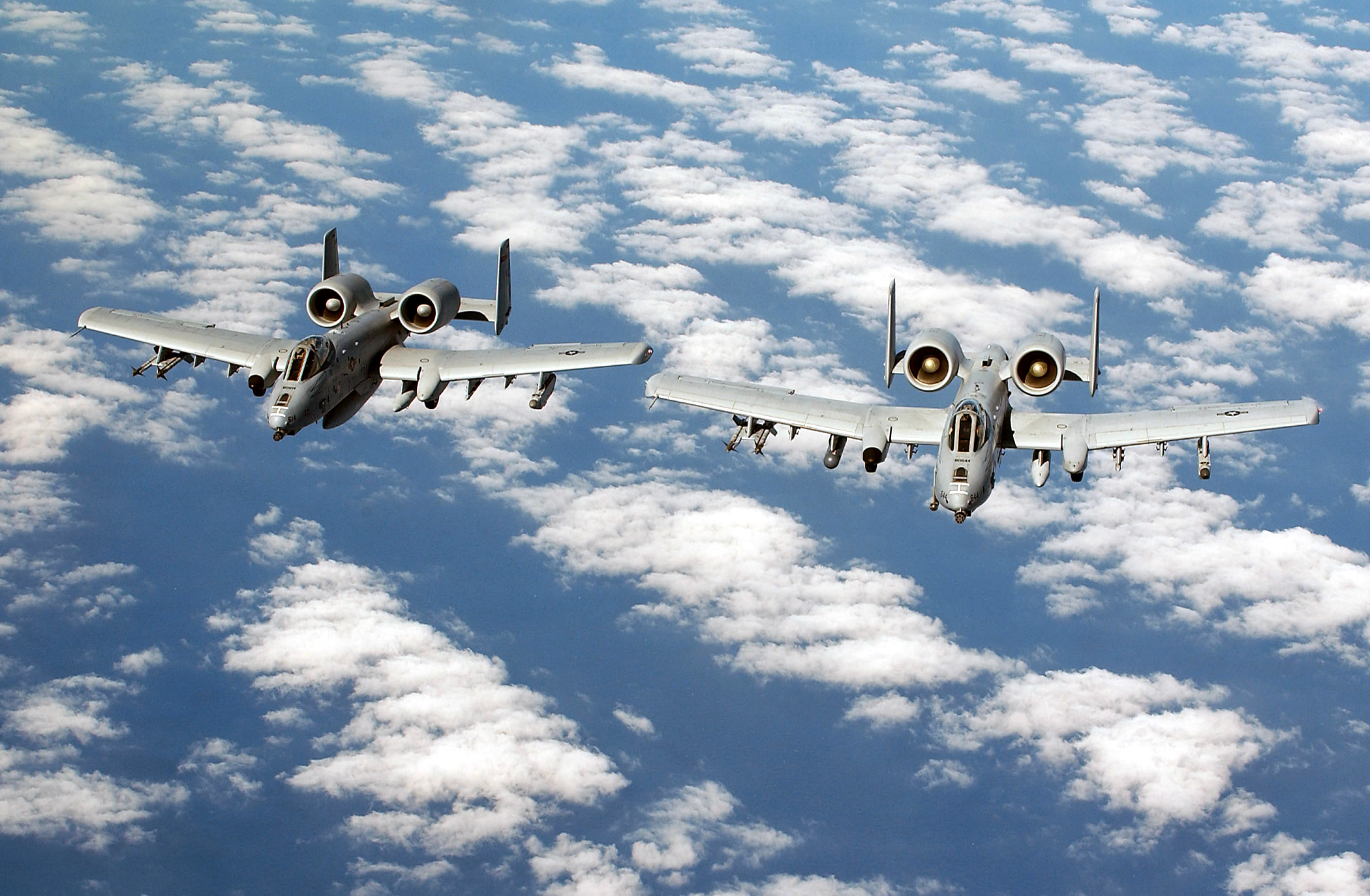
Máy bay cường kích A-10 Thunderbolt II của Không lực Hoa Kỳ, máy bay cường kích được coi là sát thủ diệt tăng trong chiến tranh hiện đại

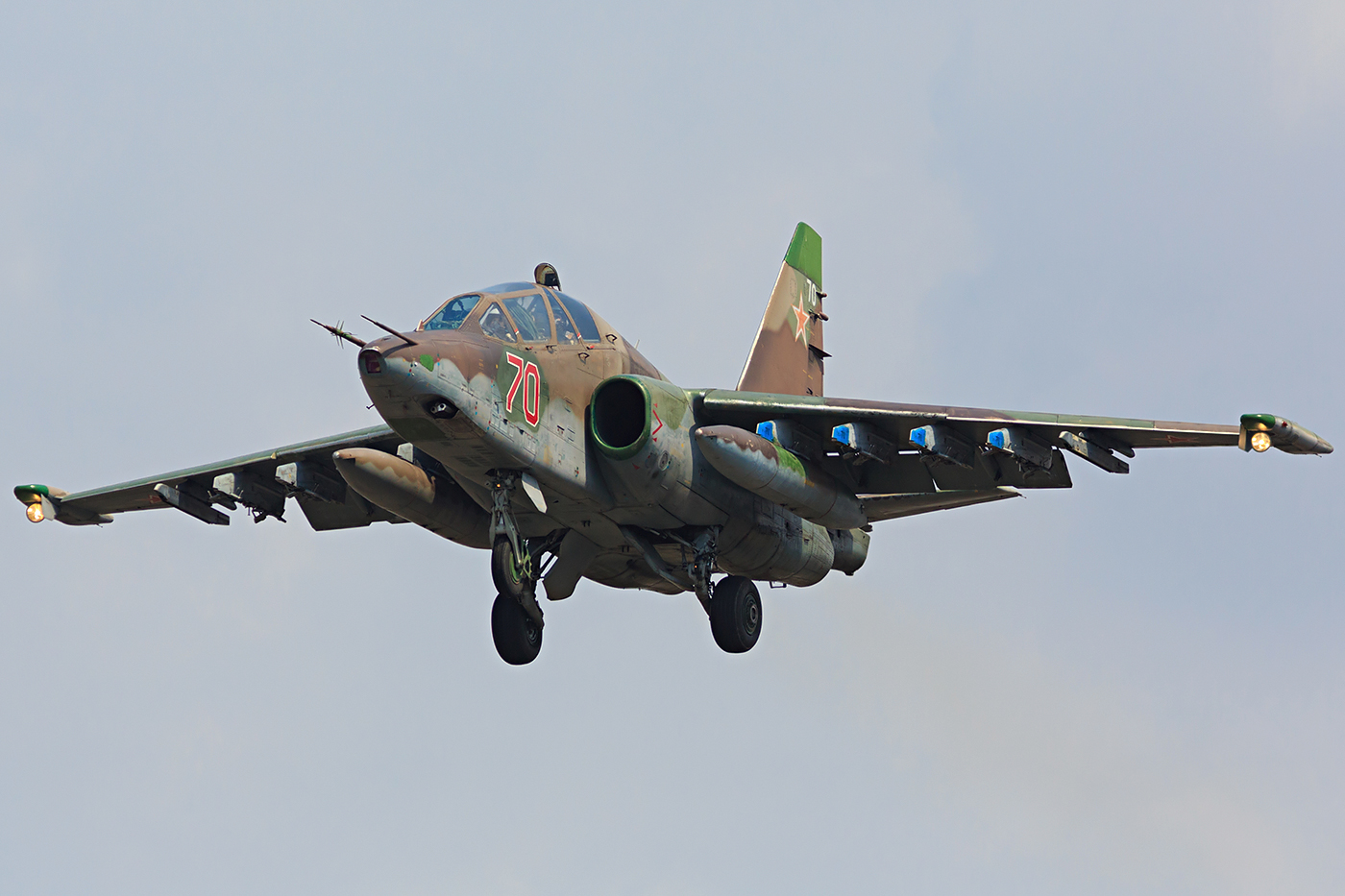
Máy bay cường kích Sukhoi Su-25 của Nga

Trong thời đại ngày nay nhất là sau khi nguy cơ chiến tranh thế giới tổng lực không còn và với sự lên ngôi vai trò của không quân thì tương lai sử dụng xe tăng vẫn chưa rõ ràng:
- Một mặt với sự xuất hiện ngày càng nhiều và tích cực của máy bay cường kích và trực thăng thì xe tăng mất độc quyền trong việc tiến công cơ động: tốc độ cơ động và các khả năng cơ động với mọi địa hình, tính bất ngờ của máy bay trực thăng mang quân đổ bộ thì xe tăng không thể so sánh được. Ngày nay xe tăng khi tiến công rất dễ trở thành mồi săn cho các loại máy bay và trực thăng: để chống lại các mũi tiến công của xe tăng bên phòng thủ không cần phải duy trì một lực lượng thiết giáp mạnh để phản công mà hiệu quả hơn là dùng các đội trực thăng vũ trang chống tăng hoặc các loại máy bay yểm trợ mặt đất như máy bay A-10 Thunderbolt của Hoa Kỳ, máy bay Su-25 của Liên Xô/Nga là điển hình của tính hiệu quả. Máy bay và trực thăng chống tăng có thể bao phủ một khoảng rất rộng chiến trường hiệu quả diệt tăng rất cao, do đó chỉ cần duy trì một lượng máy bay tương đối nhỏ là có thể thay thế cho một lực lượng xe tăng rất lớn trong phòng thủ, và bộ binh ngày nay cũng được trang bị các loại vũ khí chống tăng hữu hiệu nên bộ binh không còn quá yếu thế trước các lực lượng xe tăng đối phương. Do đó vai trò chủ lực của xe tăng như trong thế chiến II đã không còn và vai trò của xe tăng sẽ ngày càng suy giảm trong chiến tranh hiện đại. Trong chiến tranh vùng Vịnh lần thứ nhất và chiến tranh vùng vịnh thứ hai, lực lượng xe tăng với số lượng khá hùng hậu của Iraq được trang bị chủ yếu bằng các loại xe tăng T-55 và Sư tử Babylon - một biến thể do Iraq sản xuất từ T-72, đã tỏ ra bất lực vô vọng trước ưu thế trên không của quân đội Mỹ cùng chư hầu, và thực tế bị vô hiệu hoá nhanh chóng. Đó là khía cạnh suy giảm vai trò của xe tăng trong chiến tranh hiện đại.
- Mặt khác trong chiến tranh trong tương lai gần cũng có nhiều đặc điểm làm tăng khả năng sử dụng của xe tăng: Trong điều kiện ngày nay không còn các chiến tuyến phòng thủ chiều sâu chạy dài theo phân cách quân hai phía như trong thế chiến thứ nhất và thế chiến thứ hai mà việc phòng ngự được tổ chức theo các trung tâm phòng thủ. Giữa các trung tâm đó là khoảng không gian lớn rất tiện dụng cho các hoạt động của xe tăng. Hơn nữa các cuộc chiến tranh và xung đột thường nổ ra giữa các nước không phải là các cường quốc vũ trang với lực lượng không quân hùng hậu mà là các quốc gia vũ trang trung bình hoặc yếu kém về không quân và khi đó xe tăng vẫn là một lực lượng xung kích hàng đầu. Với giá rẻ tương đối của loại vũ khí tấn công này nếu so với không quân làm cho xe tăng vẫn là vũ khí tấn công được ưu tiên.

Do các yếu tố trên nên một mặt lục quân của các cường quốc quân sự thế giới không đặt ưu tiên hàng đầu cho lực lượng tiến công vào lực lượng xe tăng thiết giáp nữa mà chọn các loại khác như bộ binh trực thăng vận. Nhưng đồng thời các quốc gia dẫn đầu về chế tạo xe tăng vẫn tăng cường nghiên cứu và chế tạo các loại xe tăng ngày càng hiện đại cho quân đội của mình và bán cho các nước khác. Trong điều kiện hiện nay vẫn chưa thấy có xu hướng rời bỏ xe tăng, ngay như quân đội Hoa Kỳ đứng đầu thế giới về các loại máy bay chiến đấu và trực thăng vẫn duy trì lực lượng xe tăng mạnh cho lục quân của họ.

### Cấu tạo
Xe tăng hiện nay thường gồm 1 thân xe được làm thấp đến nỗi người lái phải nằm gần như lái xe công thức 1 để giảm độ cao nhằm tránh phát hiện và trúng đạn. Thân xe thường được bọc thép chủ yếu phía trước để đối đầu trong các cuộc đấu tăng, các loại xe hiện đại như T-90, Leopard 2... có giáp trước tương đương 600mm đến 900mm thép chống đạn xuyên giáp động năng và hơn 1m chống đầu đạn xuyên thuốc nổ. Tại gầm xe, hai bên hông thì giáp mỏng hơn rất nhiều.
Thân xe đặt trên hệ thống bánh xích, với 6 hoặc 7 bánh chịu lực và đảm bảo độ ổn định, 1 bánh truyền động từ động cơ ra xích, 1 bánh định hướng đặt cao hơn so với mặt đất để tạo moment lớn khi vượt chướng ngại vật. Áp suất xe xuống mặt đường thường xấp xỉ 1 kg/cm2 và nhỏ hơn áp suất của người đứng bằng chân trần, điều đó giúp xe chạy được trên nền đất yếu. Động cơ xe tăng thường từ 1000 hp đến 1500 hp (sức ngựa), rất khỏe để có thể đảm bảo độ cơ động cho khối lượng xe từ 40 tấn đến 70 tấn, và tốc độ tối đa như M1 của Hoa Kỳ lên đến 70 km/h (bị giới hạn bởi máy điều tốc).
Hai bên thân xe, phía ngoài xích thường có gắn các tấm giáp thép hoặc lưới thép chủ yếu để kích nổ các đầu đạn từ ngoài giáp chính hoặc cũng có thể chỉ là tấm cao su. Đối với yêu cầu tác chiến thành phố, các tấm giáp hai bên thường được đặc chế để chống lại đầu đạn CE dùng sức xuyên hóa học.
Trên thân xe đặt tháp pháo, nhằm nâng và xoay một khẩu pháo chính thường là nòng trơn (không có rãnh, trừ Challenger II của Anh) cỡ nòng chung khối Nato (Mĩ, Tây Âu) là 120mm và phương Đông là 125mm (Nga, Trung Quốc). Góc xoay quanh không bị hạn chế, góc nâng hạ nòng súng từ -10 đến 20 độ (phương Tây). Trên tháp pháo có gắn rất nhiều thiết bị điện tử như kính hồng ngoại, các đơn vị thu thập tín hiệu, lọc khí,.. và chứa toàn bộ thành viên tổ điều khiển trừ lái xe.
Đối với các xe tăng phương Tây, tháp pháo cũng chỉ được bọc giáp chủ yếu ở phía trước như một tấm khiên, độ bảo vệ tương đương phía trước thân xe, còn bên hông rất mỏng và thậm chí nóc tháp pháo chỉ tương đương 20mm thép.
Một tổ điều khiển thường có ba người (xe tăng Nga, Trung Quốc, Pháp) với một tổ trưởng, lái xe và pháo thủ, với pháo được nạp đạn tự động bằng máy. Trong khi đó các nước Mĩ, Anh, Đức, Nhật, Israel... sử dụng tổ lái 4 người với thêm một người nạp đạn, họ cho rằng một người nạp đạn được huấn luyện tốt sẽ nhanh hơn máy và giúp bố trí đạn thuận tiện hơn. Tuy nhiên kết cấu 4 người khiến kích thước xe lớn hơn, nặng nề hơn, cần nhiều giáp hơn, và trong các xu hướng phát triển thì việc nạp đạn thủ công sớm muộn sẽ bị thay bởi máy vì các loại đạn tương lai ngày càng nặng và lớn (dài tổng cộng 1,5 mét/viên và nặng hàng chục kg) thì người nạp đạn không thể mang vác nhanh được. Khoang đạn thường được bố trí sau tháp pháo, khiến cho tháp pháo trở nên to nặng, rất dễ trúng đạn, làm cho kích thước tổng thể của xe to nặng hơn, việc chế tạo sẽ trở nên tốn kém hơn.
Xe tăng Nga thường gắn thêm giáp phản ứng nổ ERA. Vì thiết kế ban đầu của xe tăng Nga chỉ có kíp lái 3 người, hệ thống nạp đạn tự động, khoang đạn được đưa xuống gầm xe, nơi được bảo vệ tốt nhất, do đó thể tích trong xe nhỏ đi, có thể làm giáp dày lên ngay cả bên hông xe. Do đó xe tăng Nga khá nhẹ, ngay cả khi đã mang ERA. Yêu cầu đối với tất cả các xe tăng trong quân đội Nga hiện nay phải được lắp ERA đầy đủ.

### Vai trò
Sau khi kết thúc chiến tranh lạnh, xe tăng vẫn có chỗ đứng quan trọng nhất trong các binh chủng đột kích của lục quân. Khác với chiến tranh thế giới thứ hai và các cuộc chiến tranh 1956, 1967 và 1973 ở Trung Đông thường chuyên dùng xe tăng để thực hiện các trận "đấu tăng" trên chiến trường, xu hướng sử dụng xe tăng phối hợp với các loại xe thiết giáp của bộ binh (những biến thể của xe tăng hạng nhẹ trước đây) được trang bị nhiều loại vũ khí mặt đất và phòng không hiện đại, được tin học hoá, tự động hóa ở cấp độ cao và phối hợp với trực thăng chiến đấu trở tổ chức quân binh chủng hợp thành có sức cơ động cao, hiệu suất đột kích lớn.
Điển hình cho việc sử dụng các đơn vị quân - binh chủng hợp thành này là quân đội Hoa Kỳ và liên quân trong hai cuộc chiến tranh vùng vịnh 1991 và 2003. Do sự phối hợp quân binh chủng đó, vai trò của xe tăng có thể mờ nhạt nếu nhìn về hình thức. Các hình ảnh thường thấy trên truyền thông là các loại tên lửa nhỏ từ bộ binh, trực thăng dễ dàng tiêu diệt xe tăng, hình ảnh cuộc chiến Iraq với sự áp đảo về không quân dẫn đến câu hỏi: phải chăng xe tăng đã lỗi thời? Thế nhưng thực tế phát triển xe tăng từ năm 1990 đến nay đã cho câu trả lời ngược lại. Bên cạnh việc tập trung nghiên cứu các xe thiết giáp nhẹ với hỏa lực mạnh nhằm vận chuyển bằng máy bay để sử dụng trong cuộc chiến nhỏ, các nước vẫn liên tục nghên cứu, chế tạo các mẫu xe tăng mới. Sau M1A1, Hoa Kỳ cho ra đời loại M1A2 tiện dụng hơn. Nga nâng cấp xe tăng T-72 lên T-72B3 và T-90, đồng thời đang đưa vào sản xuất loại tăng mới T-14 với nhiều thiết kế mới dựa trên khung gầm Armata đã xuất hiện trong lễ duyệt binh chiến thắng phát xít vào ngày 9-5-2015. Trung Quốc phát triển xe tăng chủ lực Type-99, Nước Đức liên tục nâng cấp xe tăng chủ lực Leopard 2, Anh vẫn tiếp tục sản xuất xe tăng chủ lực Challenger, Pháp vẫn cho ra đời xe tăng chủ lực Leclerc; tất cả đều là xe tăng hạng nặng. Nếu tính đến chiến tranh tổng lực giữa các quốc gia có tiềm lực quân sự mạnh, trực thăng tấn công không thể đáp ứng được vai trò so với một đội hình chiến đấu gồm xe tăng và các phương tiện phòng không đi cùng. Hơn nữa nhu cầu về các loại chiến xa để chịu đựng hỏa lực và đối phó với xe thiết giáp nhẹ của đối phương sẽ lại dẫn tới nhu cầu về xe tăng.

## Một số đặc điểm ưu tiên khi chế tạo xe tăng của các quốc gia
Các quốc gia đầu bảng trên thế giới trong lĩnh vực chế tạo xe tăng là Hoa Kỳ, Liên Xô – Nga, Anh, Pháp, Đức, Israel. Mỗi quốc gia khi chế tạo xe tăng đều có hướng ưu tiên trong cách lựa chọn các giải pháp nhiều khi mâu thuẫn nhau. Điều đó tạo ra "trường phái" của các nước này.

### Trường phái Liên Xô-Nga
Quân đội Liên Xô cũ và Nga trước đây đi theo hướng nghĩa vụ quân sự, chuẩn bị cho chiến tranh tổng lực với quân số đông nhưng đã có sự xuất hiện của những binh sĩ chuyên nghiệp, theo phương châm bên trong giới quân sự Nga là chất lượng phải song hành cùng số lượng. Dòng tăng Liên Xô-Nga đi đầu trong nhiều đột phá công nghệ như đạn liều rời, pháo nòng trơn, giáp bằng vật liệu tổng hợp, máy nạp đạn tự động, tên lửa bắn qua nòng pháo. Xe tăng T-14 sử dụng khung gầm Armata còn có tháp pháo không người lái điều khiển hoàn toàn bằng điện tử.
Xe tăng Xô-Nga đặc trưng với kích thước nhỏ gọn, diện tích bề mặt giảm thiểu, nên giảm khả năng bị bắn trúng, và vỏ giáp được làm rất dầy mà tổng khối lượng vẫn rất nhẹ (trừ BM Oplot của Ukraina thì không có xe tăng Nga-Xô nào vượt quá 50 tấn). Ngoài vỏ giáp dầy cứng, các phiên bản gần đây của xe tăng Xô-Nga cũng được trang bị giáp phản ứng nổ, hệ thống gây nhiễu quang-điện tử (như Shtora), hệ thống đánh chặn (như Drozd, ARENA và Afghanit).
Đạn dược của xe tăng T-64 trở về sau để trong băng nạp đạn đứng (T-64, T-80) hay băng nằm (T-72, T-90), đặt ở dưới tháp pháo, trung tâm thân xe nơi được che chắn kỹ. Phần đạn còn lại đặt trong khoang của binh sĩ, cách đặt này bị phê phán là thiếu an toàn do kíp lái bị ảnh hưởng bởi sức nổ của khối đạn dược (nếu chẳng may bị kích nổ) nên gần đây phần đạn dược "thêm" này được chuyển sang đặt trong khoang sau tháp pháo như T-90AM hay T-14 Armata.
Trừ các phiên bản đầu của T-80 dùng động cơ tuabin khí, xe tăng Xô-Nga đều dùng động cơ diesel. T-72 dùng dòng động cơ V 4 thì sản xuất bởi nhà máy ở Nga, trong khi T-64 và T-80 dùng động cơ 2 thì nhỏ gọn và công suất cao hơn (nhưng tốn nhiên liệu hơn), sản xuất ở nhà máy Malyshev tại Ukraina. Sau khi Liên Xô tan rã, xe tăng Nga tiếp tục dùng động cơ dòng V yếu hơn do mất nguồn cung từ Ukraina, nhưng Nga đã nỗ lực cải tiến để khắc phục và đã tăng công suất động cơ dòng V lên 1.000-1.250 mã lực. Động cơ mới dùng trong khung gầm Armata có công suất đến 1.500 mã lực.
Các xe tăng Liên Xô-Nga hiện nay đều dùng pháo nòng trơn 125mm bắt đầu từ T-64. Loại xe mới như T-90 và T-14 Armata đã được thử nghiệm để trang bị pháo nòng trơn 135mm và 152mm (cỡ nòng pháo tăng lớn nhất thế giới), nhưng do sự đối đầu thời Chiến tranh Lạnh đã qua nên chưa áp dụng rộng rãi để tiết kiệm chi phí.

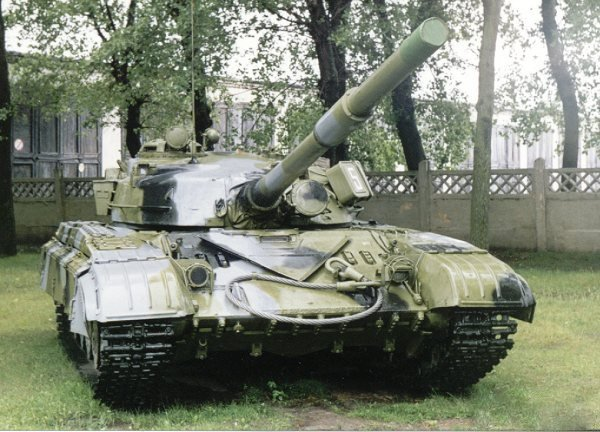
T-64A
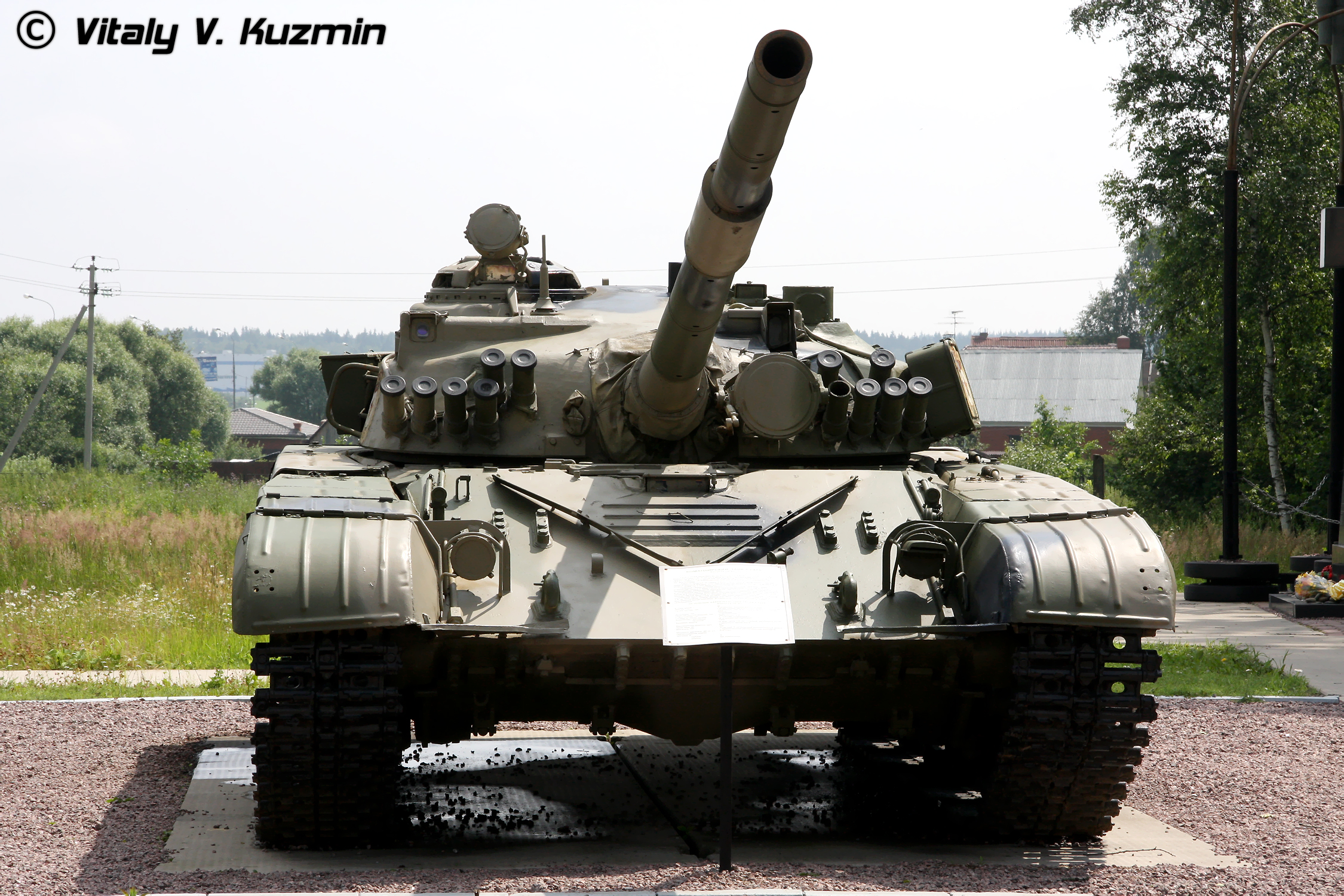
T-64AK
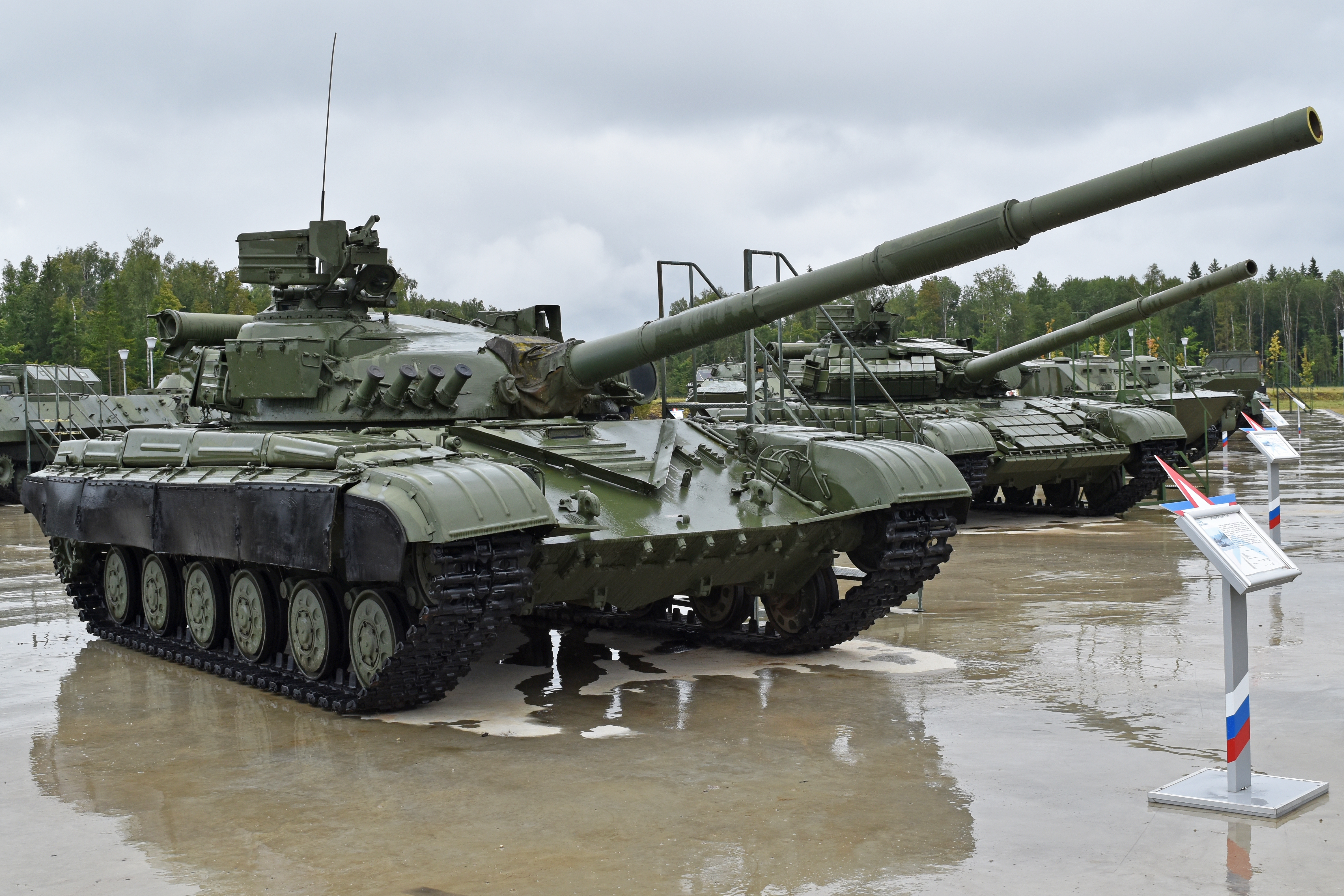
T-64B
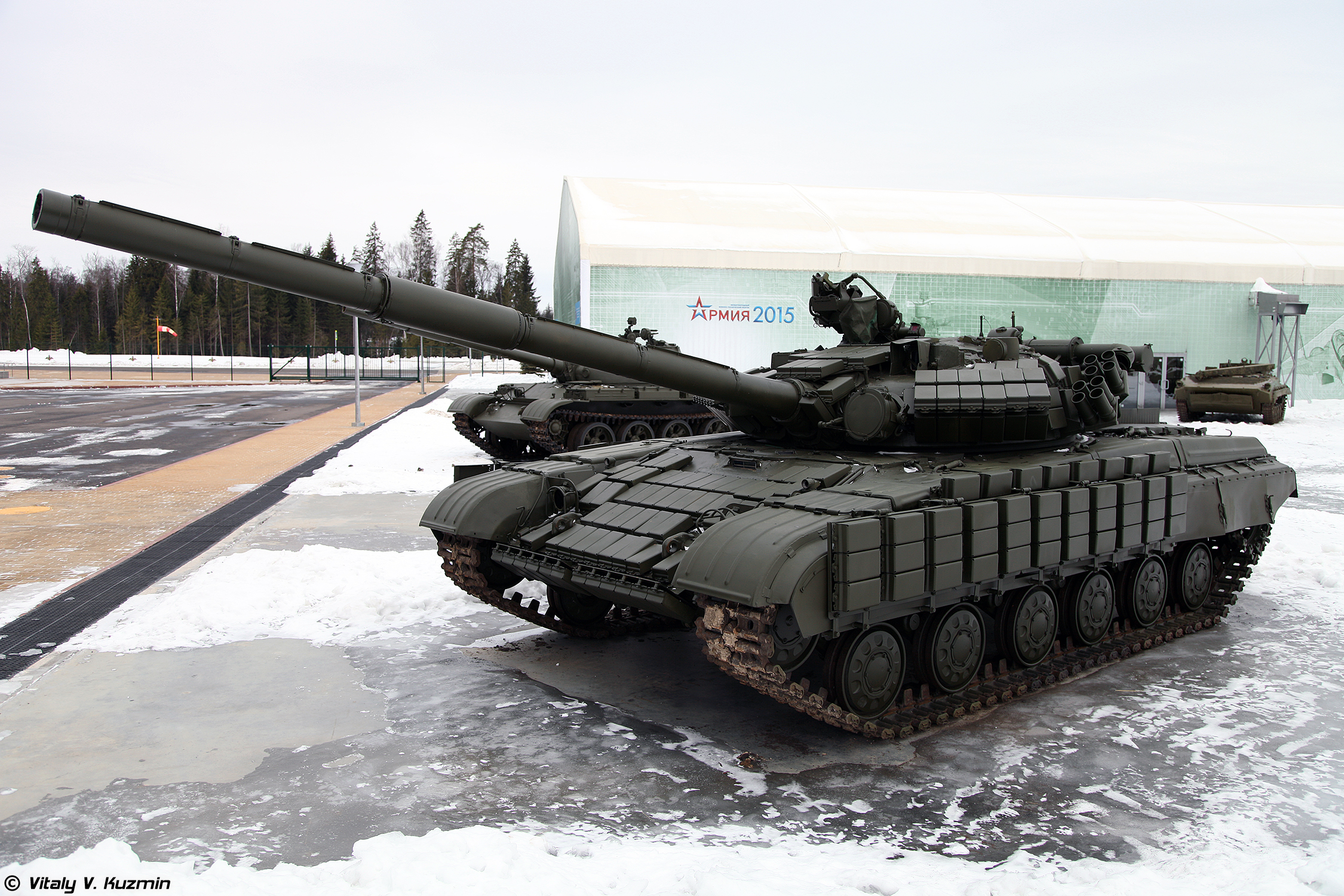
T-64BV
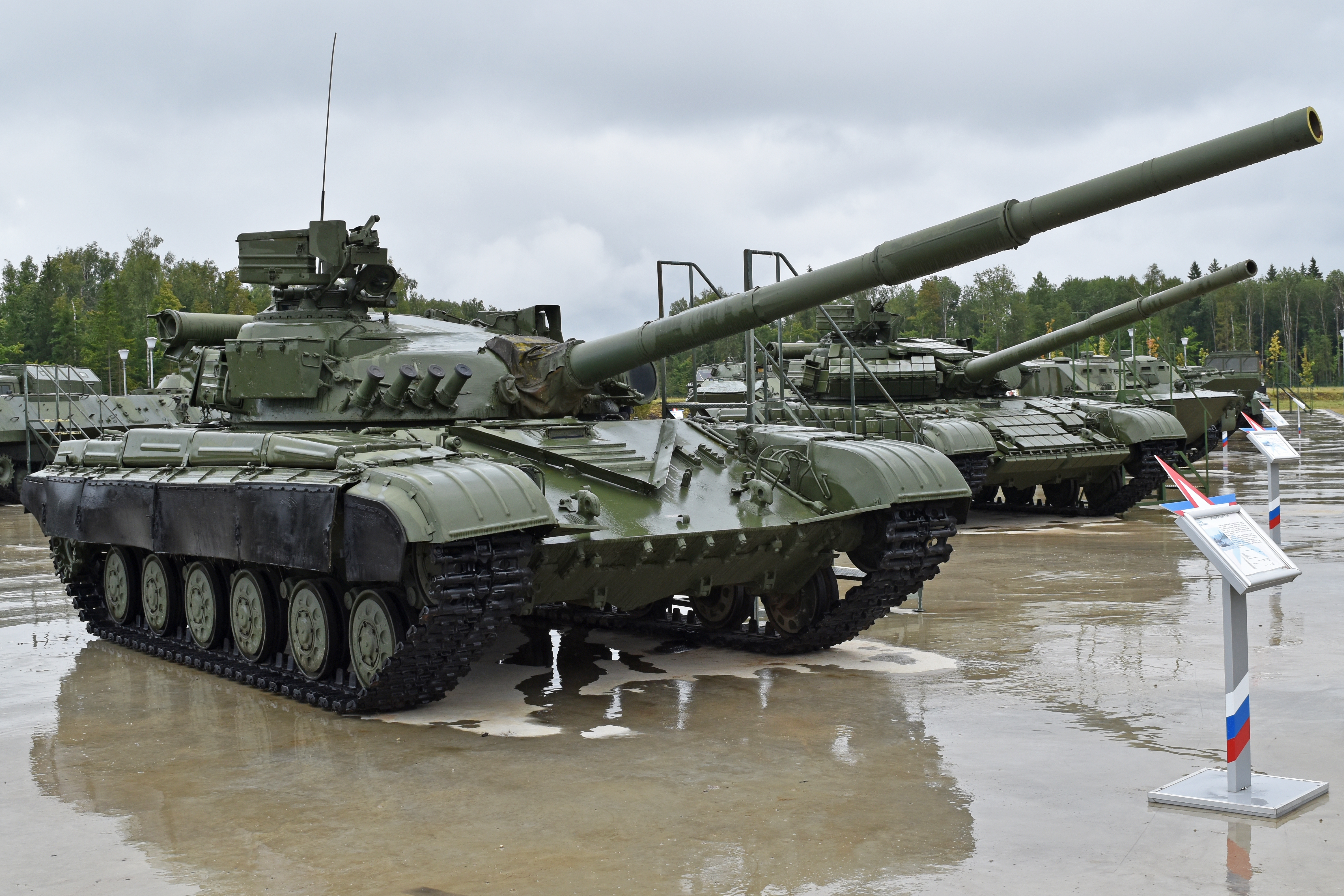
T-64B1
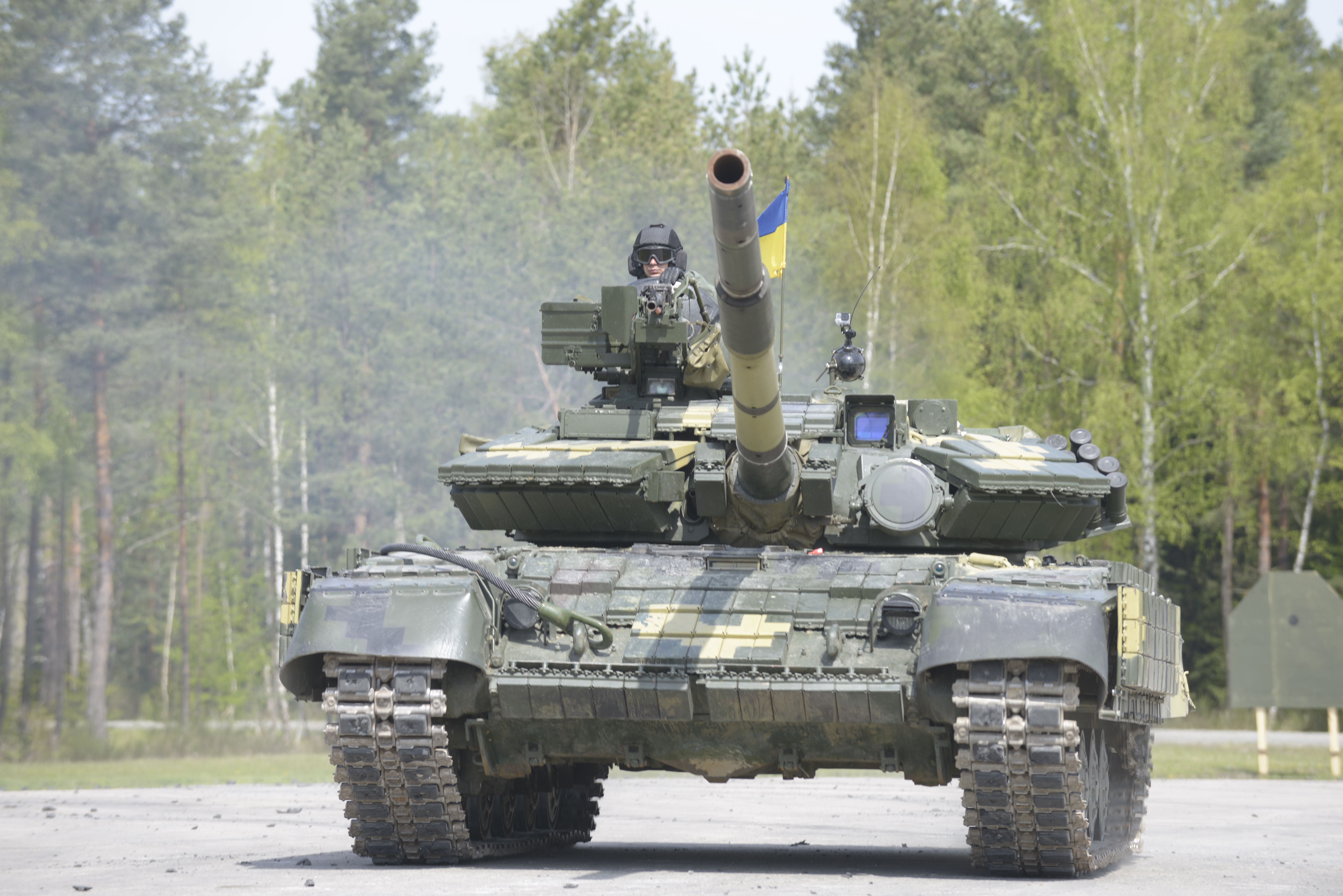
T-64BM Bulat
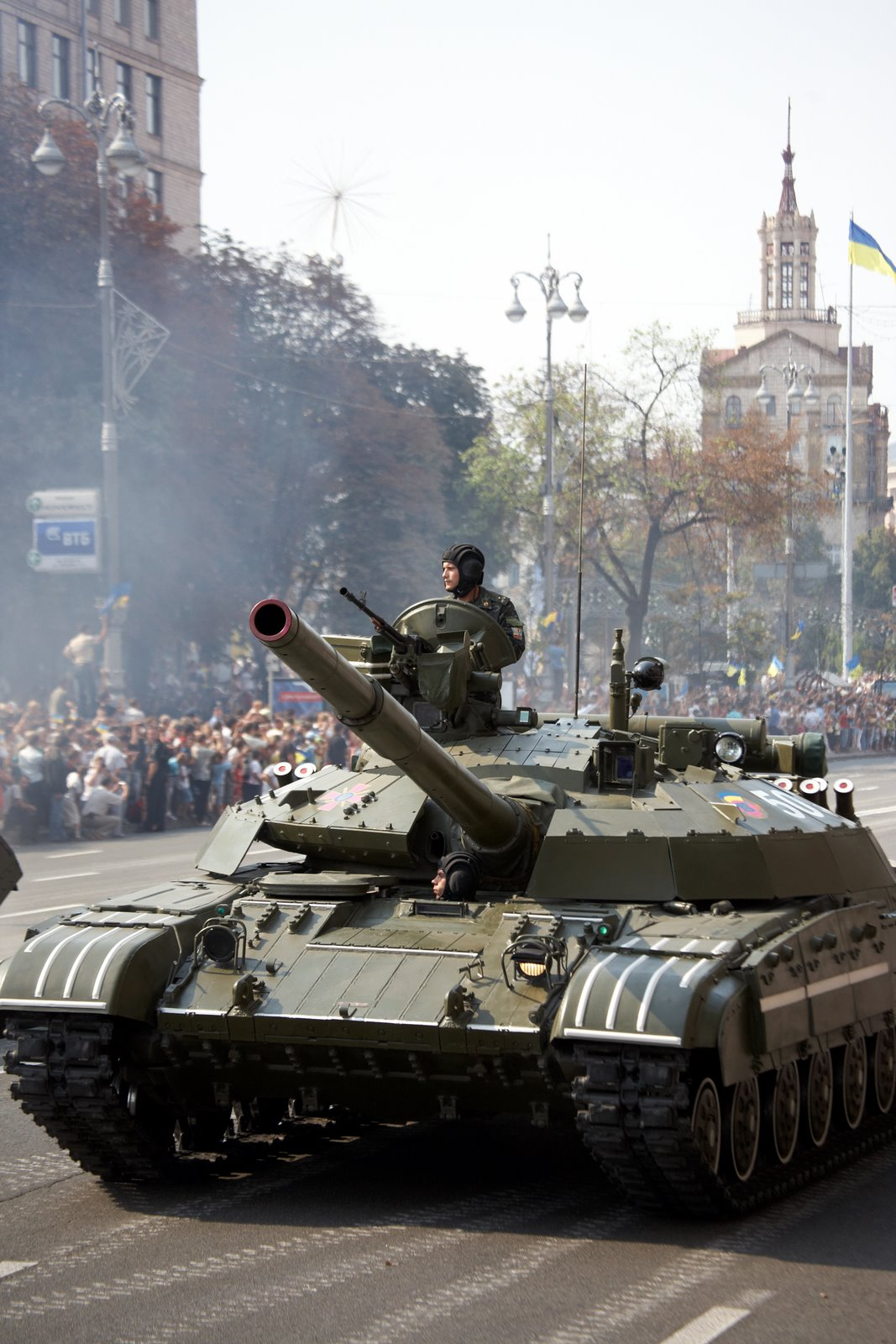
T-64BM của Ukraina
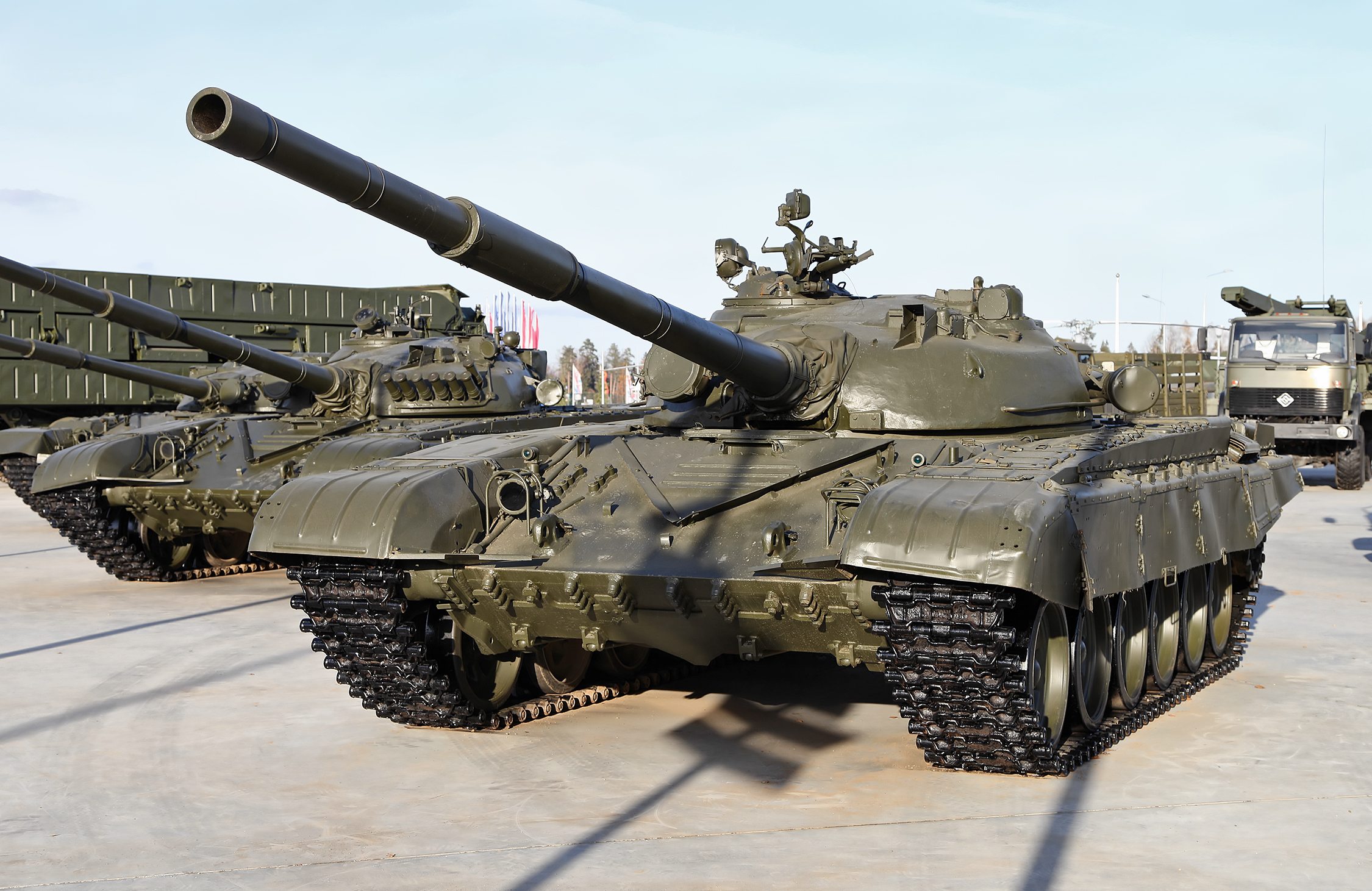
T-72 Ural
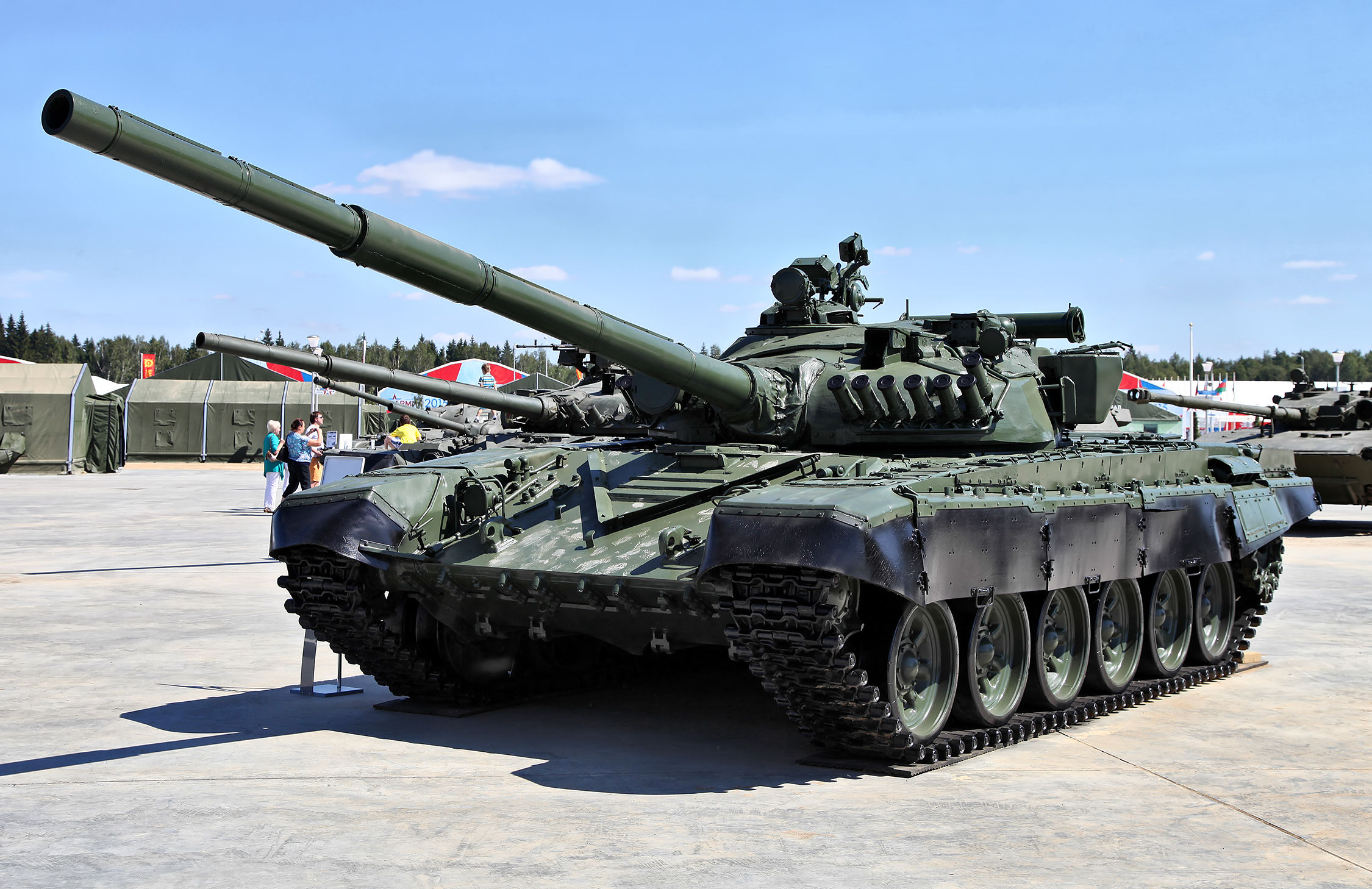
T-72A
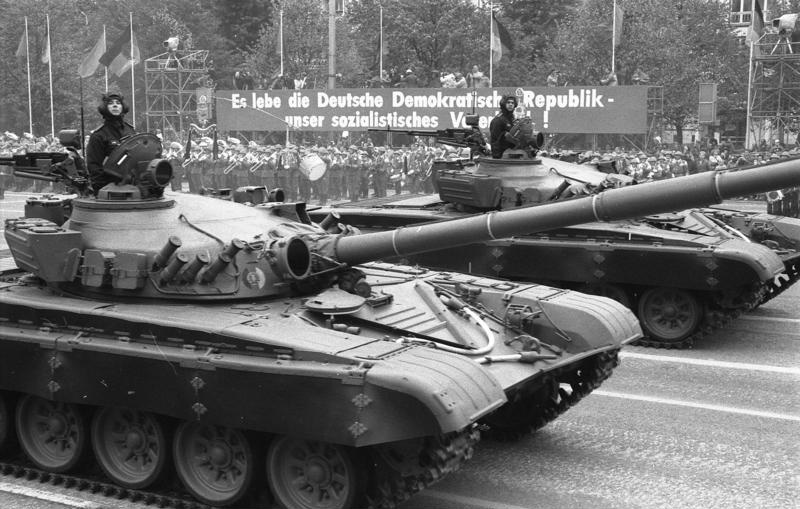
T-72M
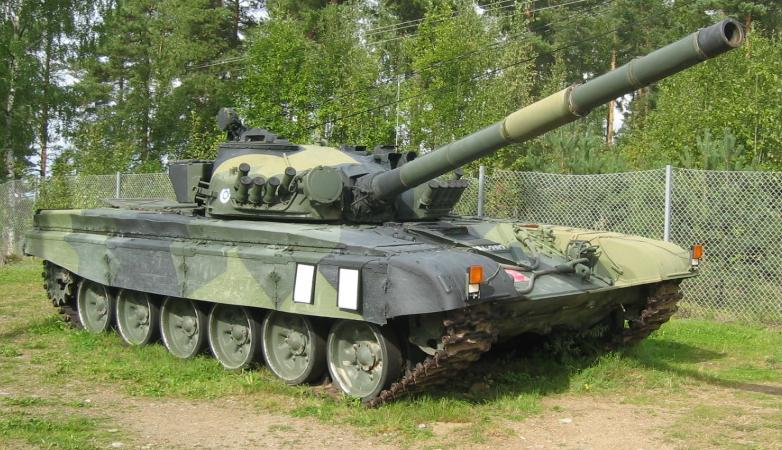
T-72M1
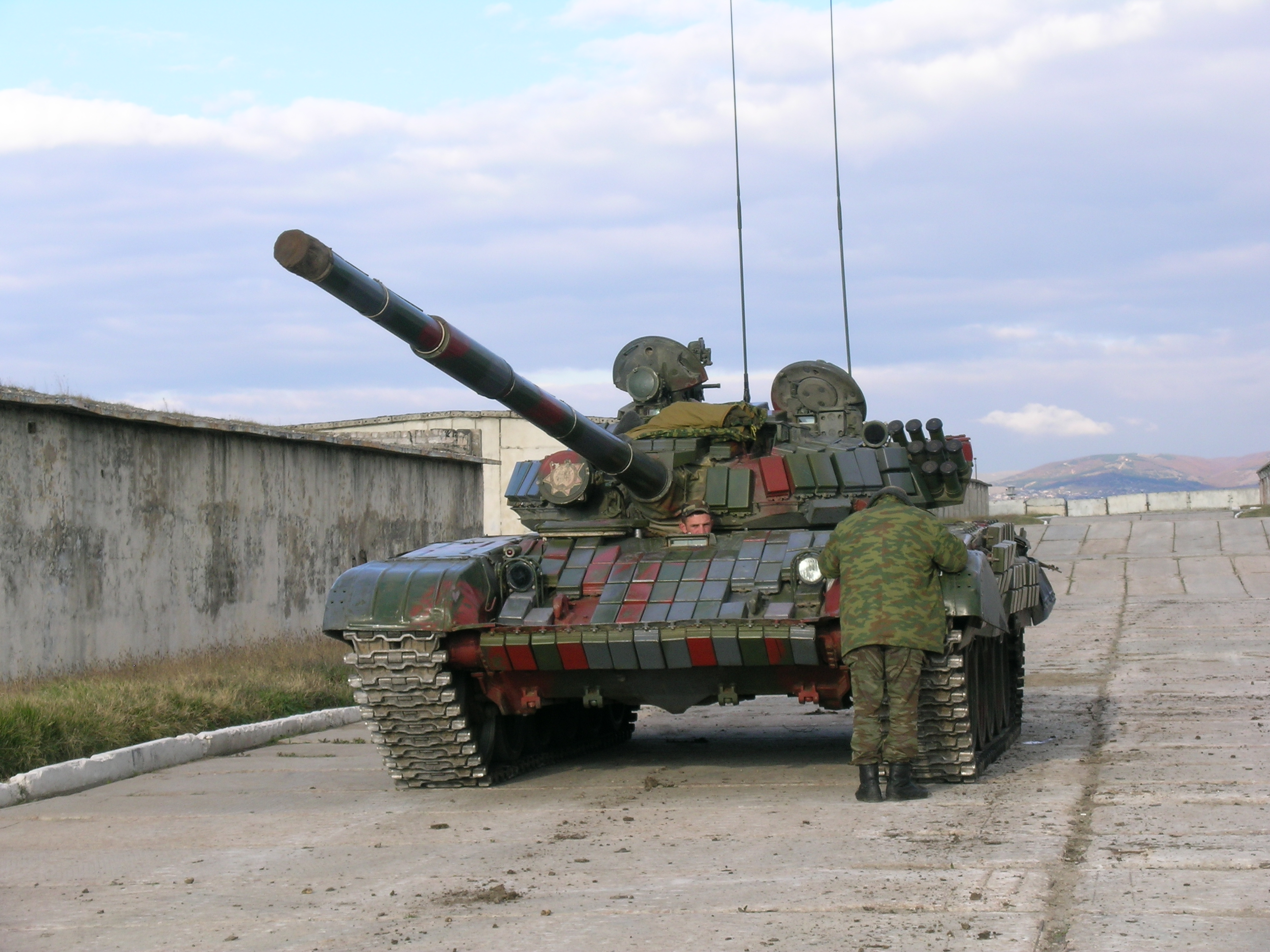
T-72B
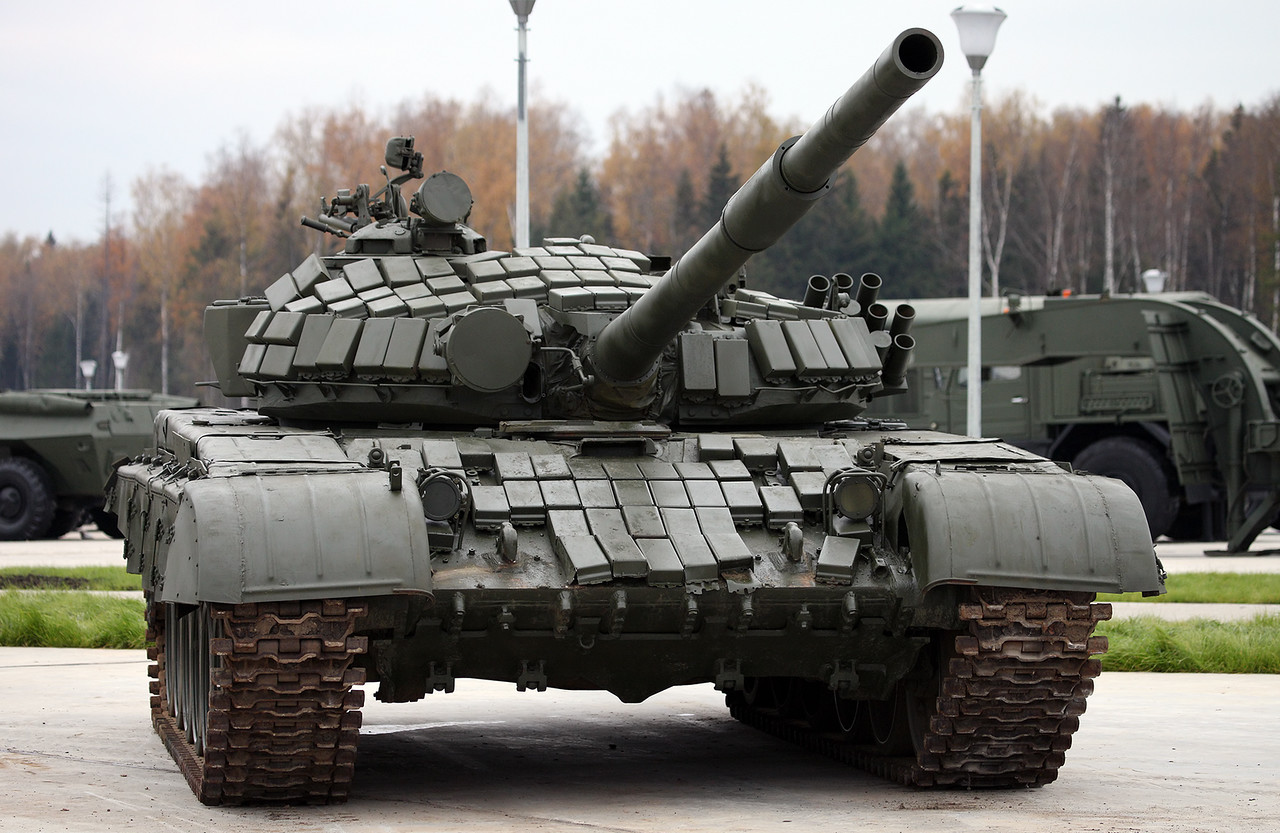
T-72B1
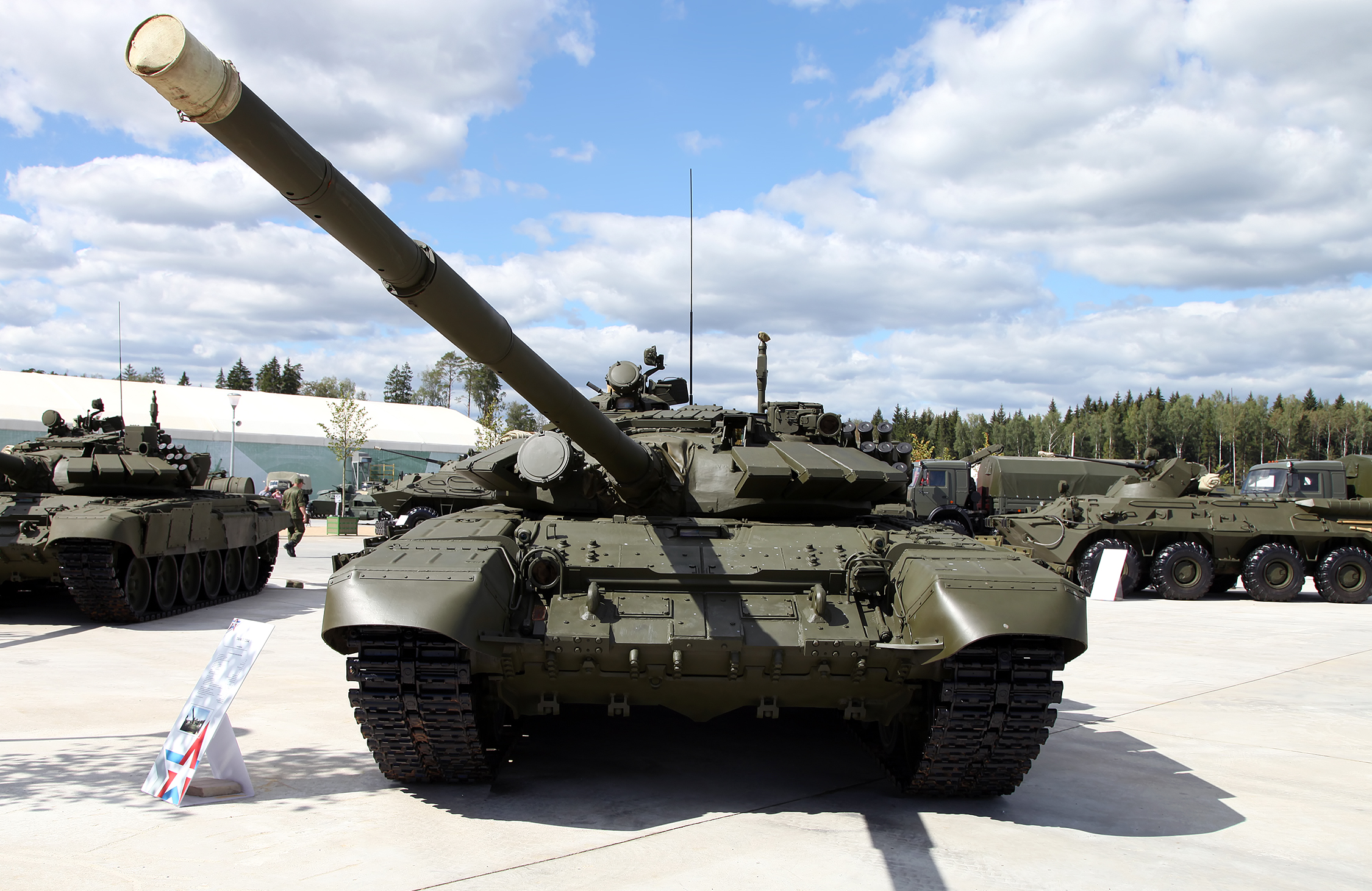
T-72BA
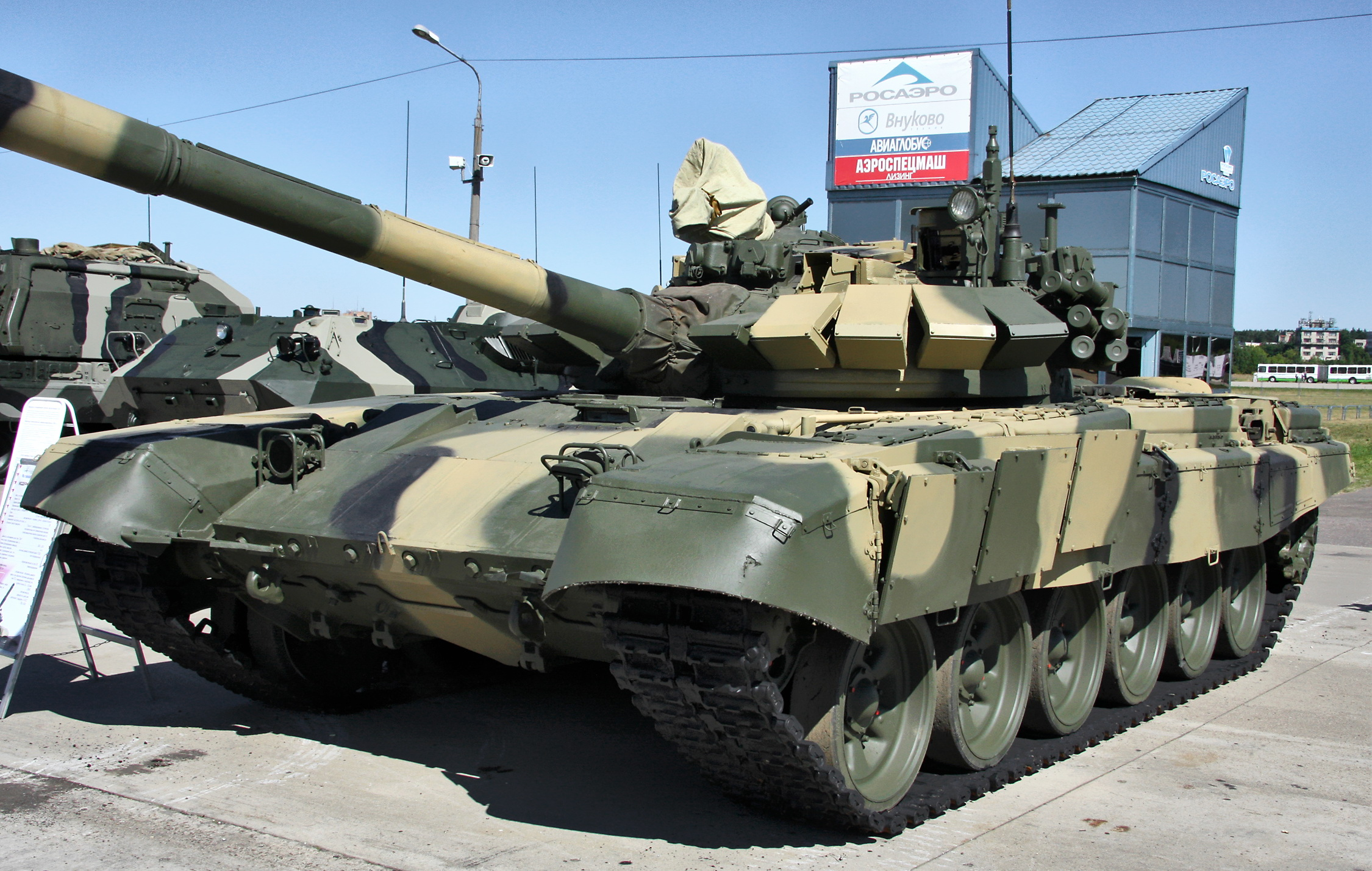
T-72B2
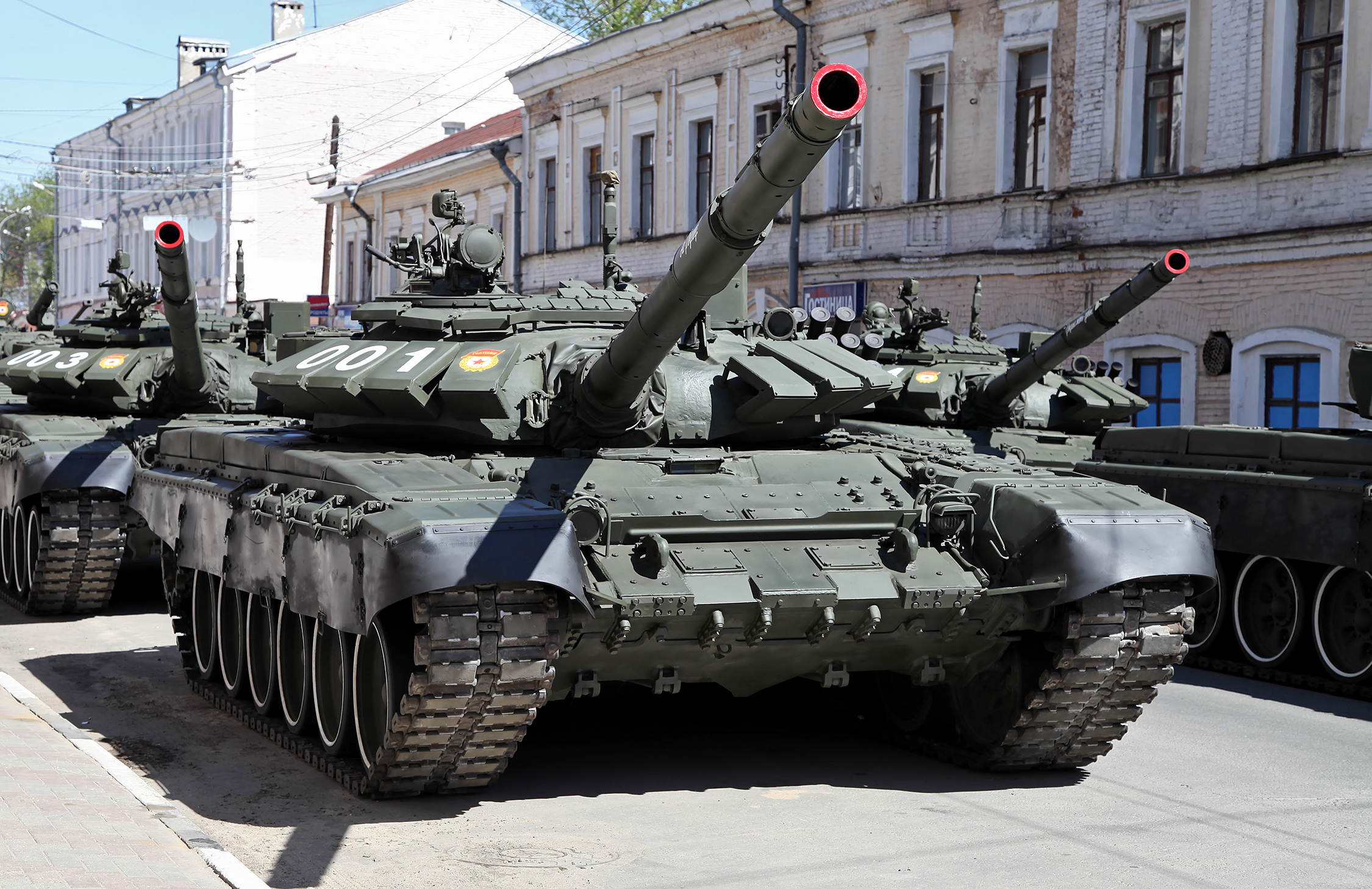
T-72B3
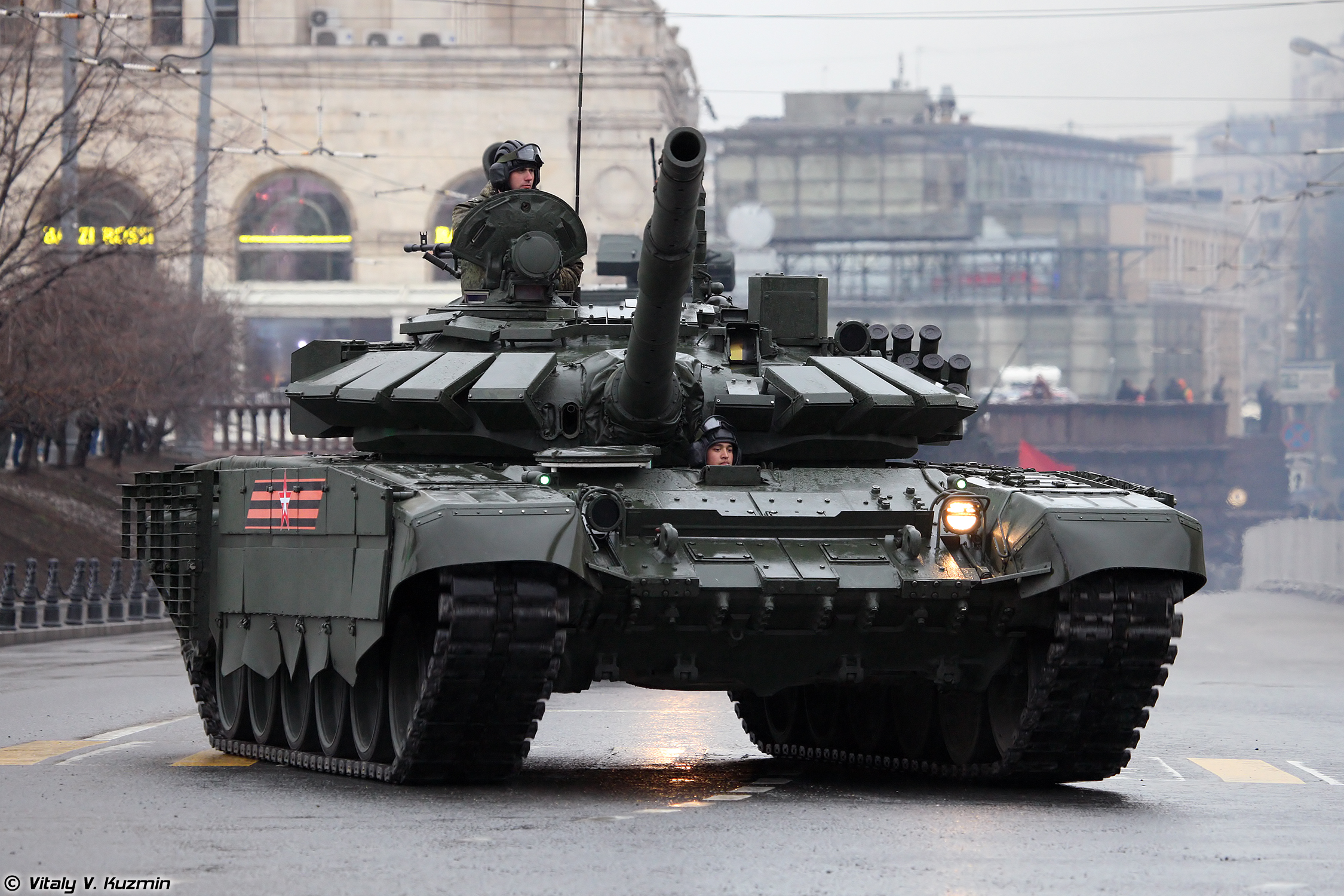
T-72B3M
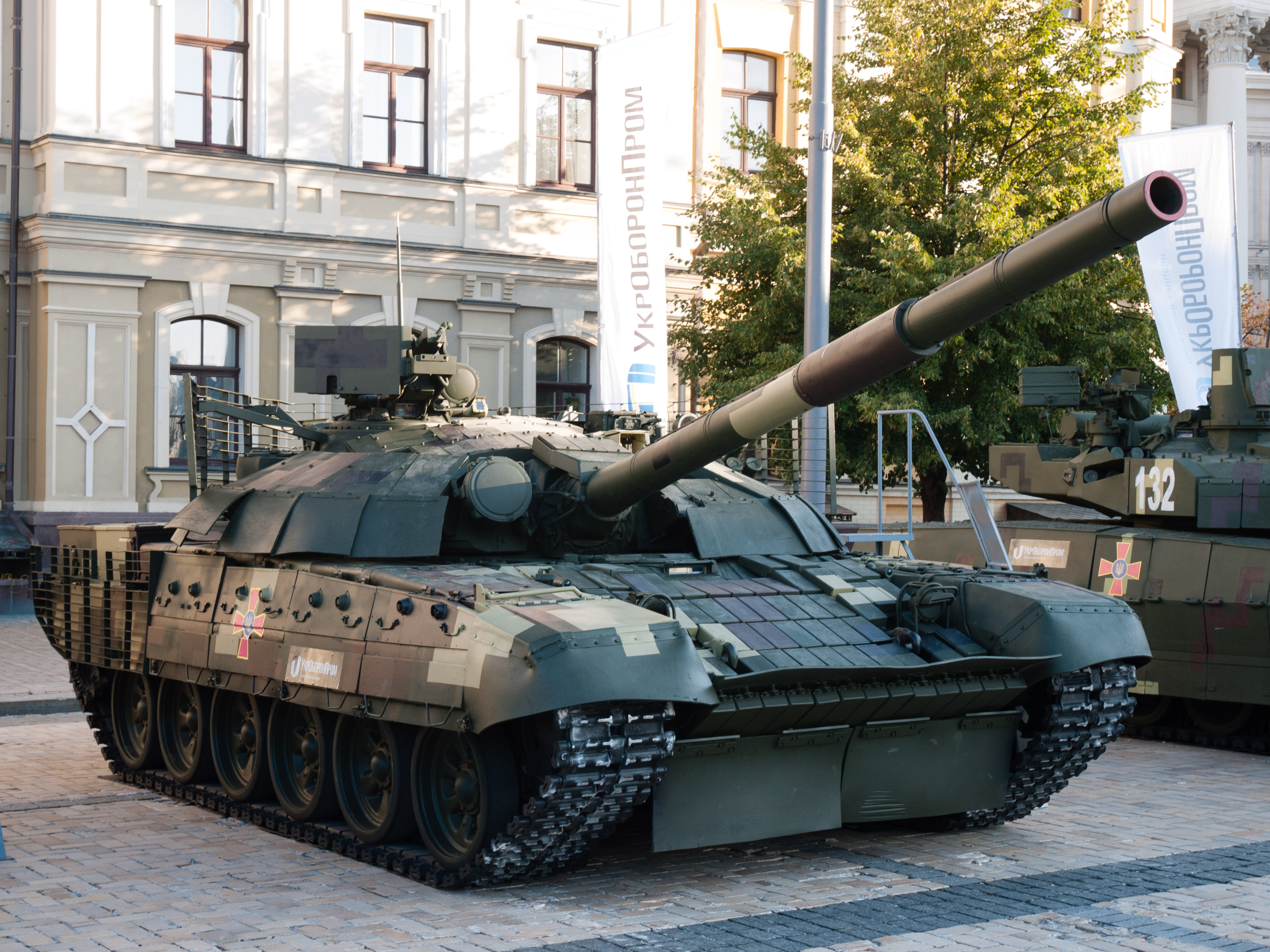
T-72AMT của Ukraine
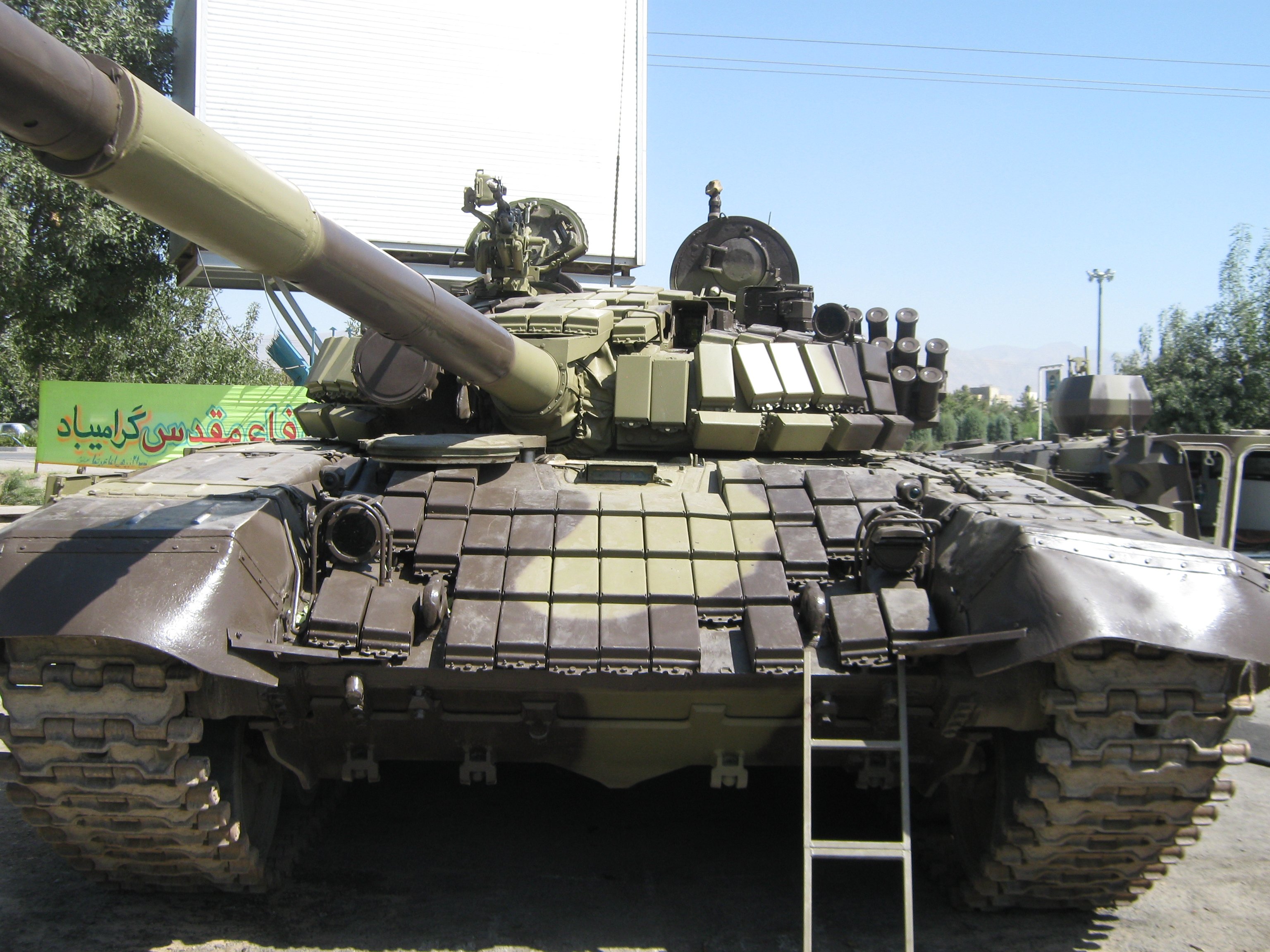
T-72S
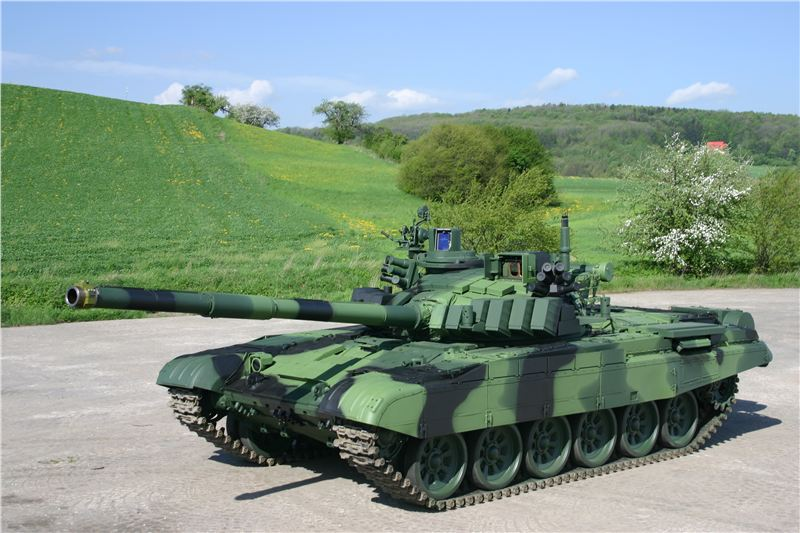
T-72M4 CZ
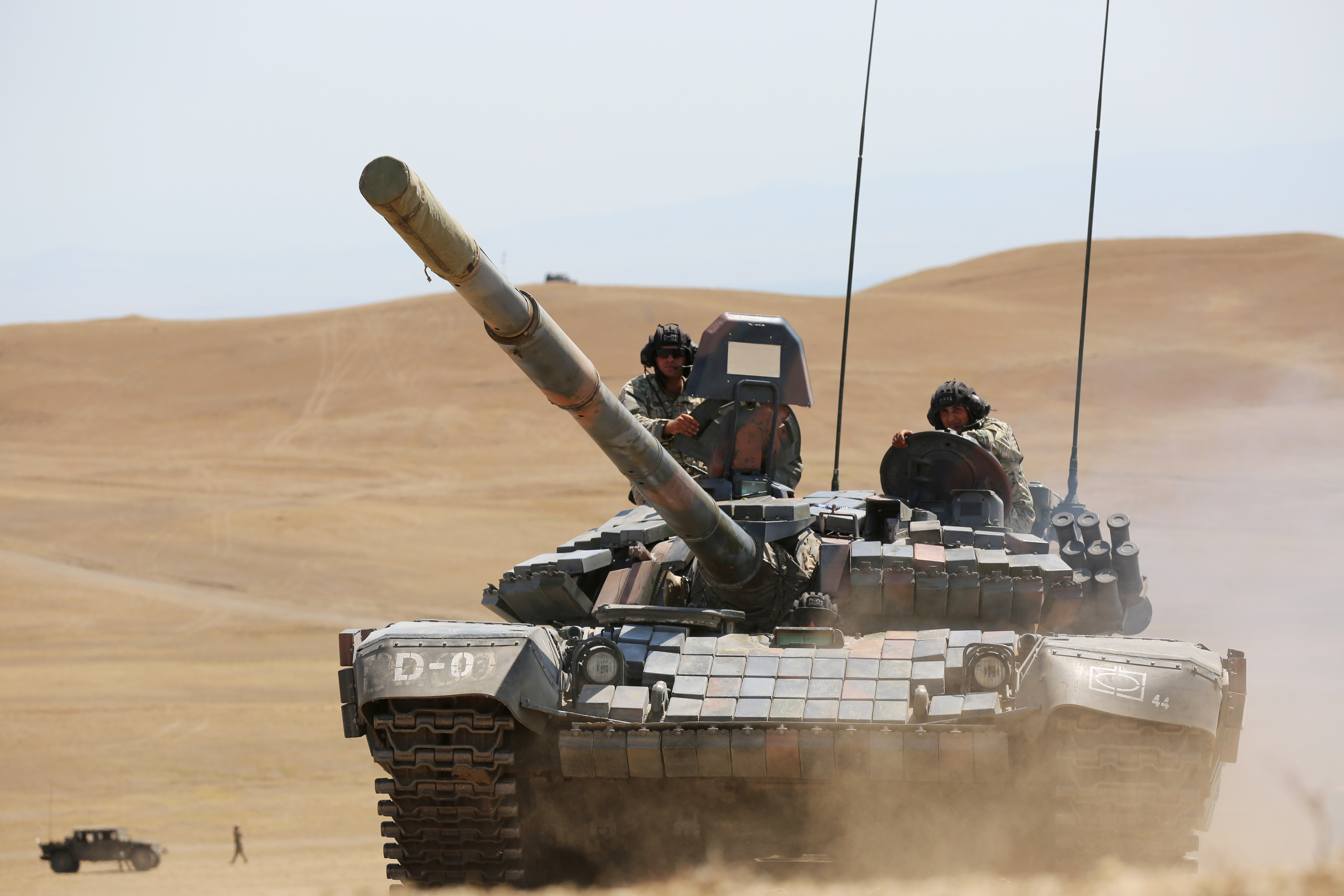
T-72Sim1 của Gruzia
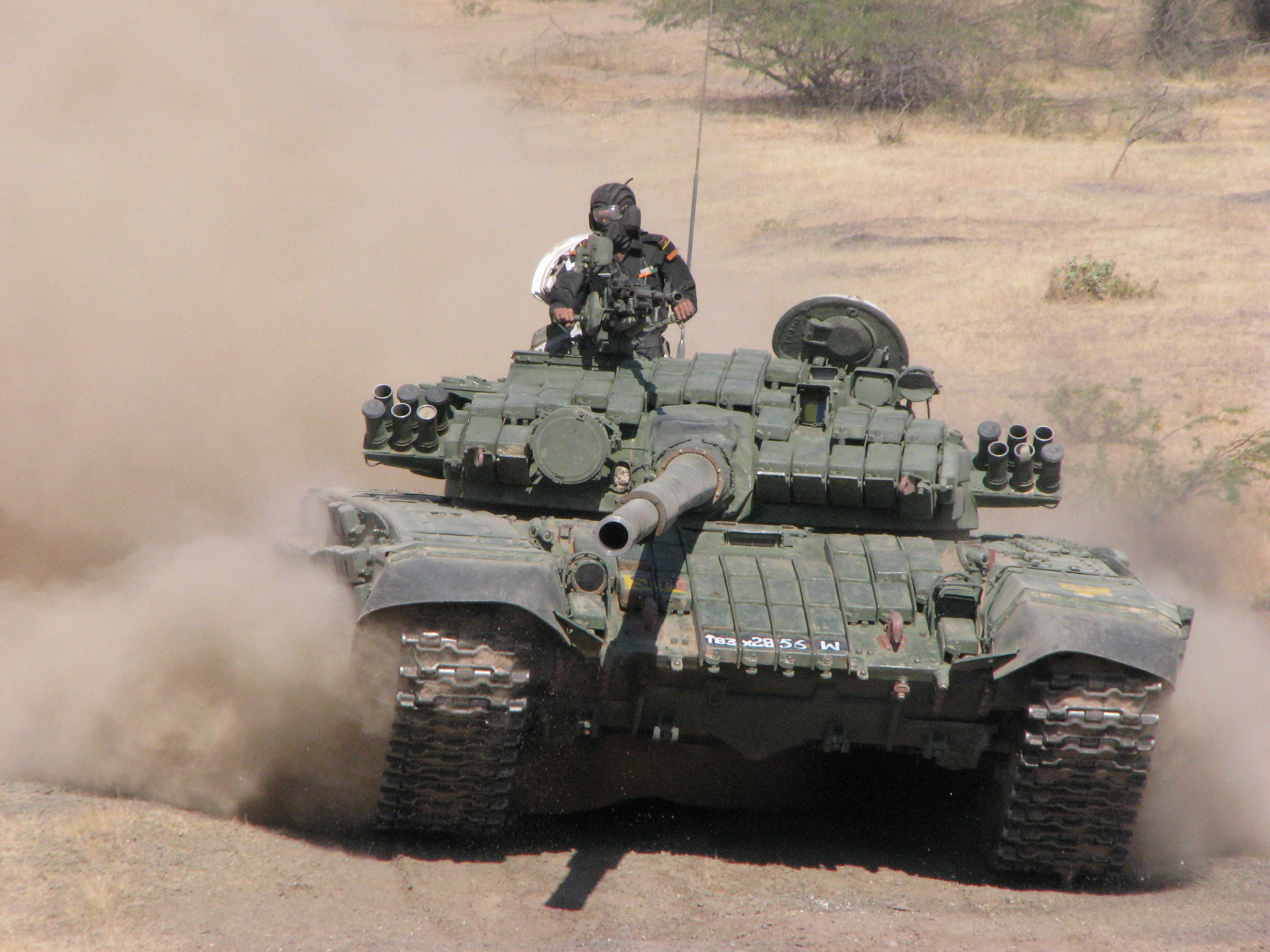
T-72 Ajeya của Ấn Độ
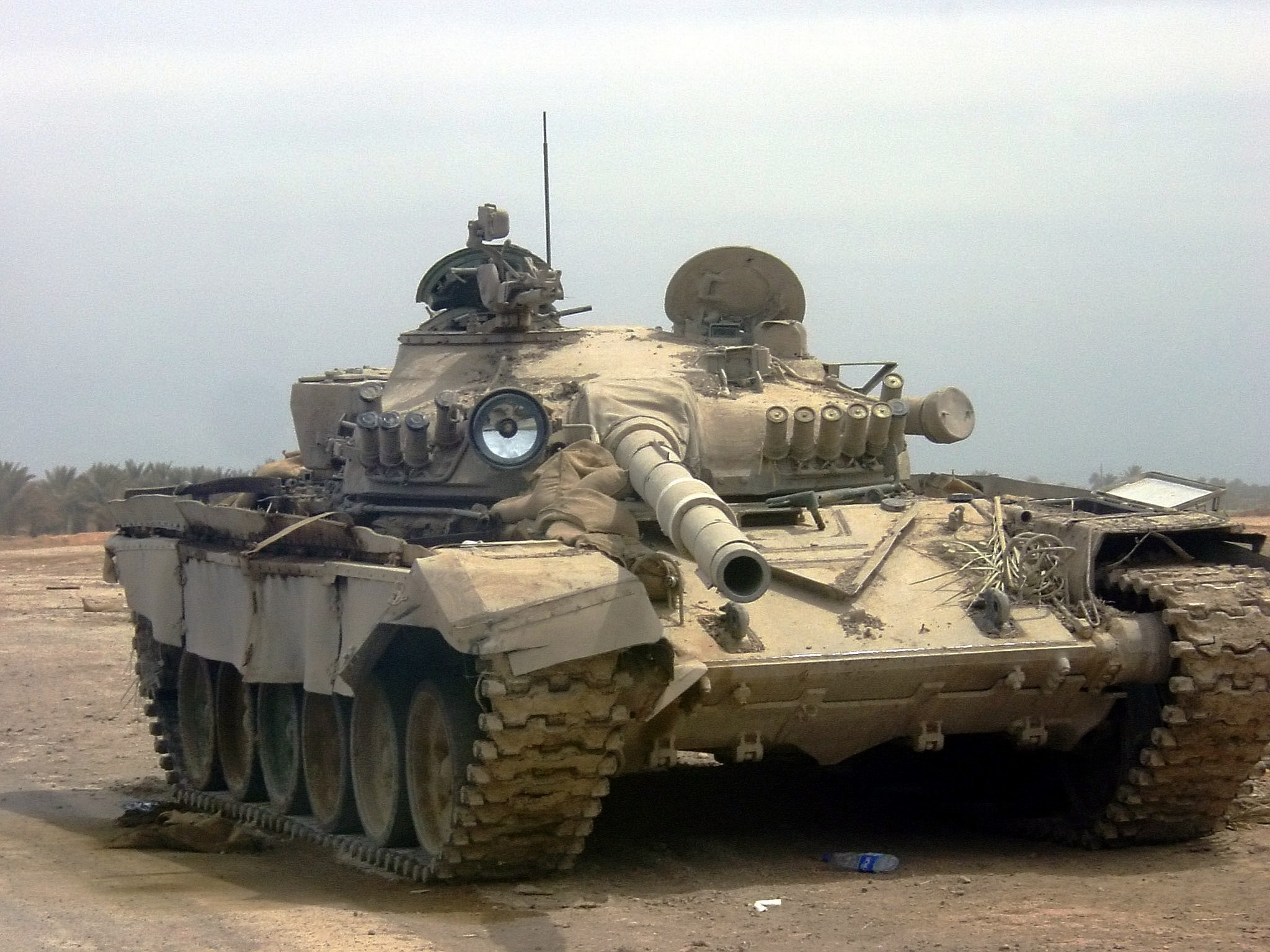
T-72 Asad Babil Iraq
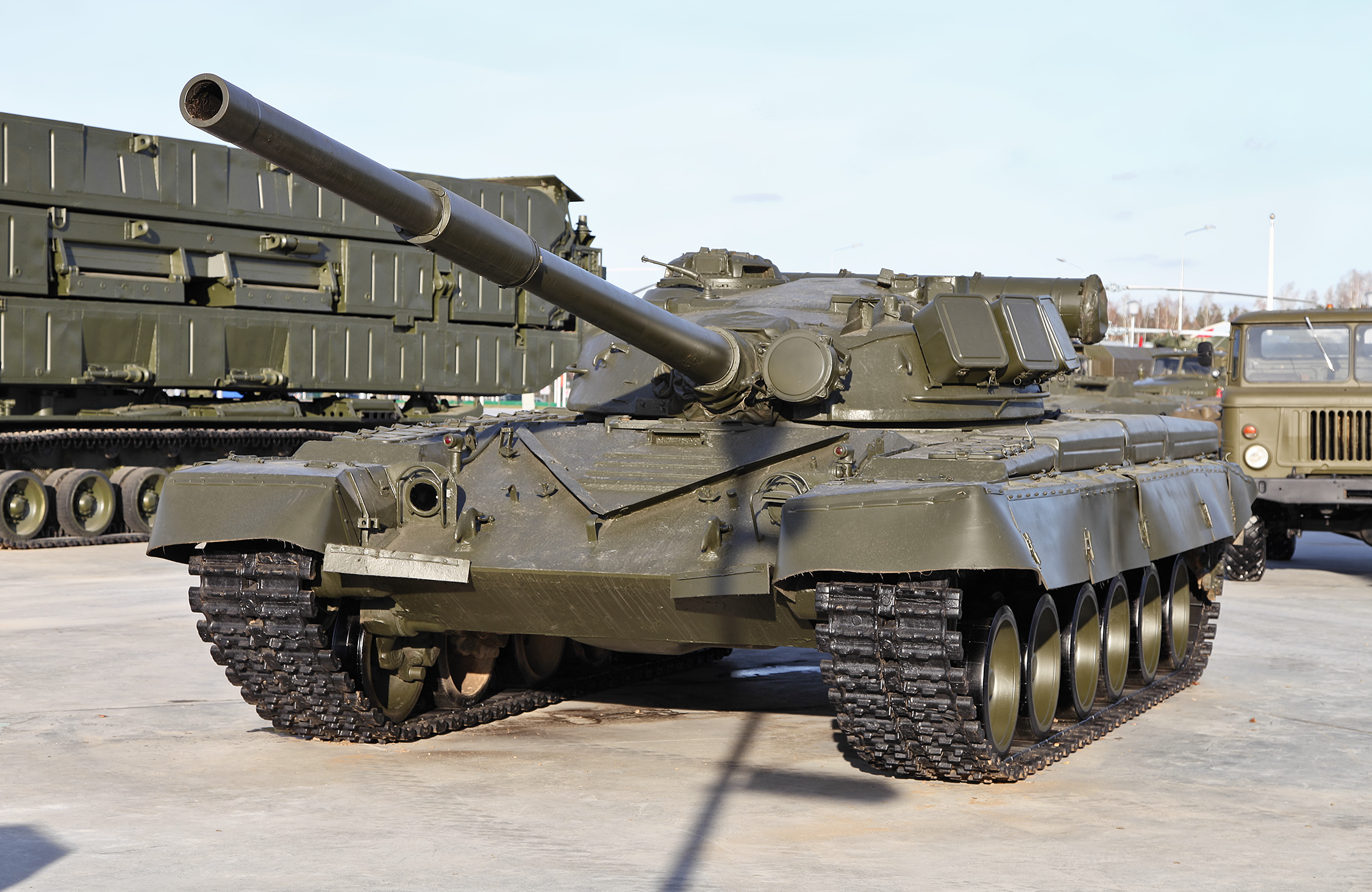
T-80
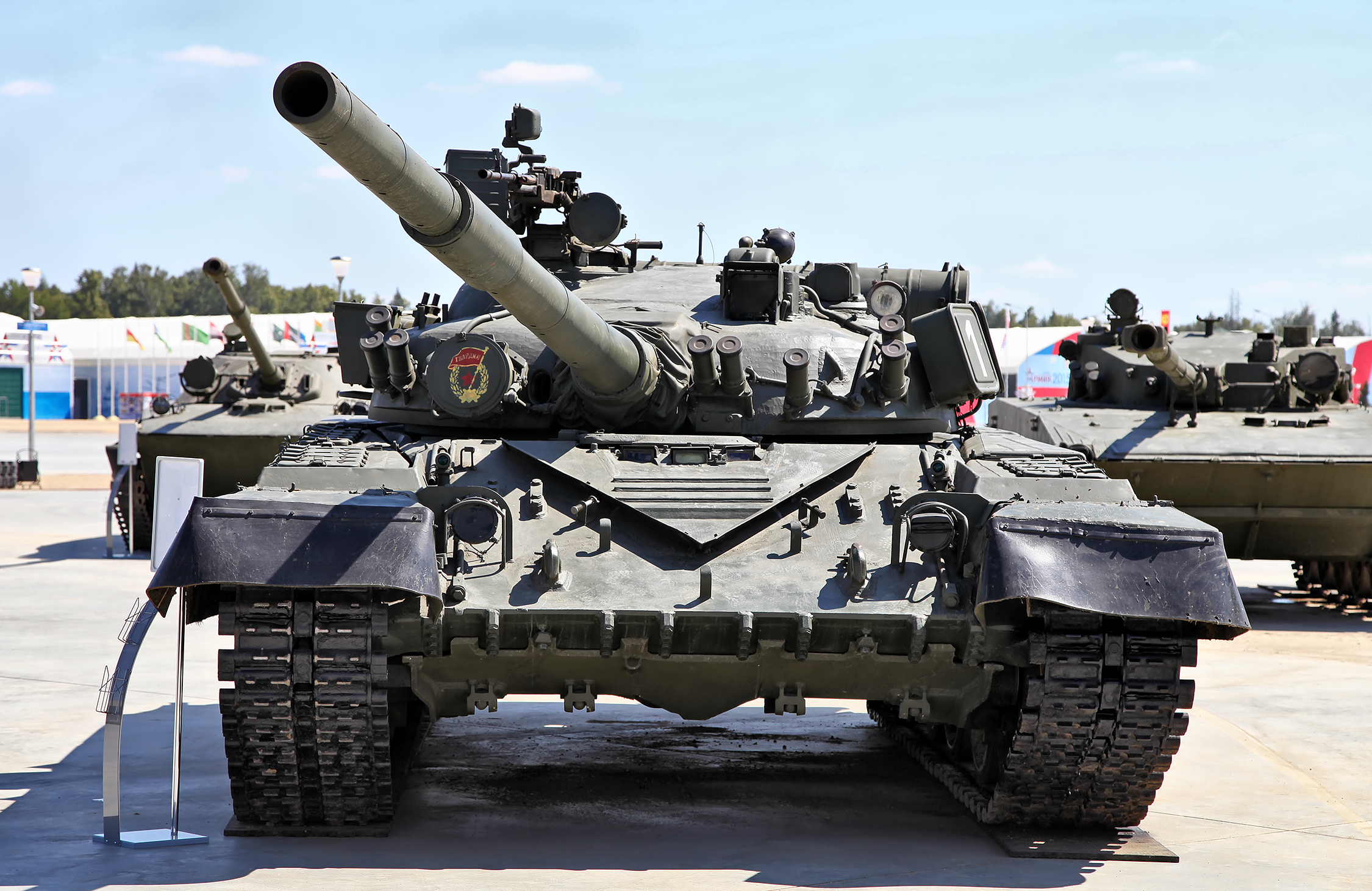
T-80B
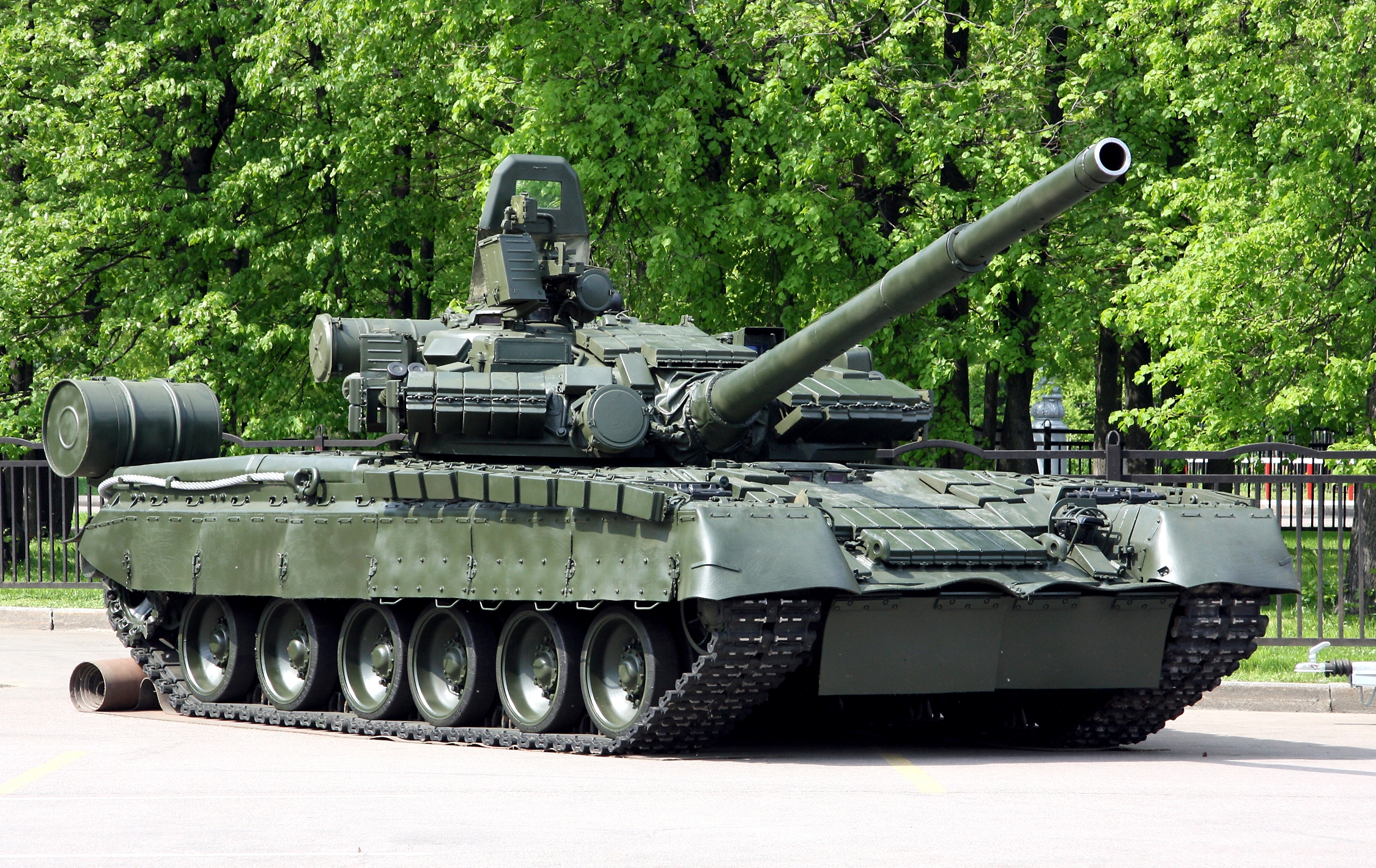
T-80BV
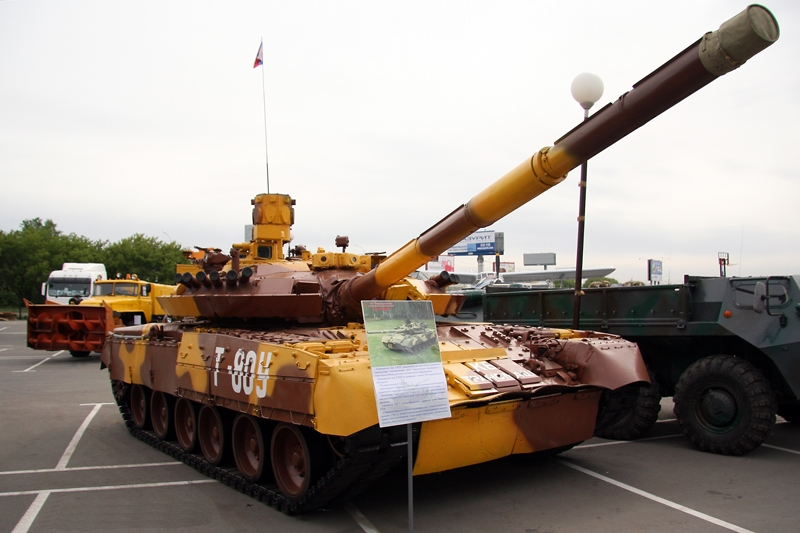
T-80UM-1
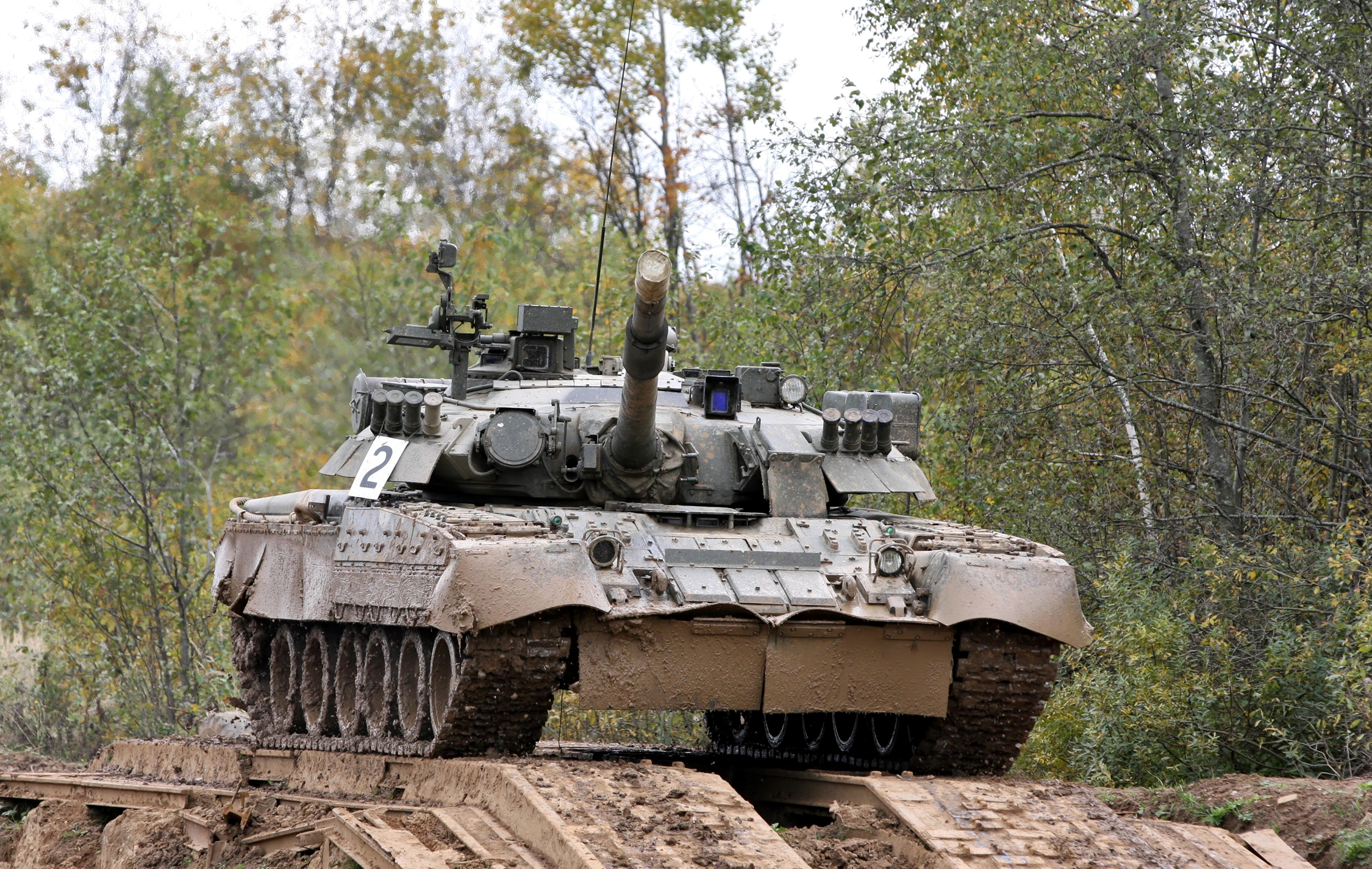
T-80U
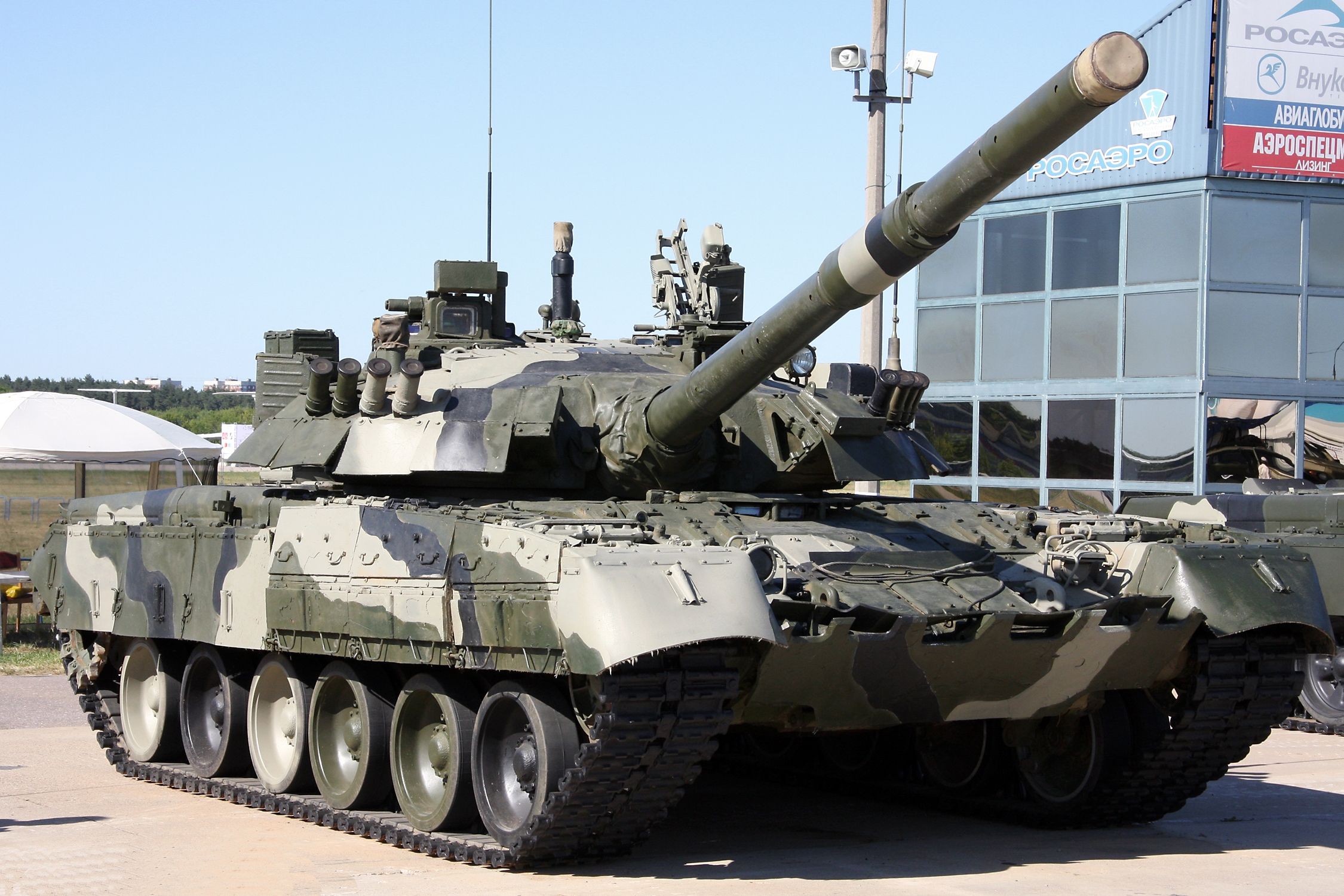
T-80UK
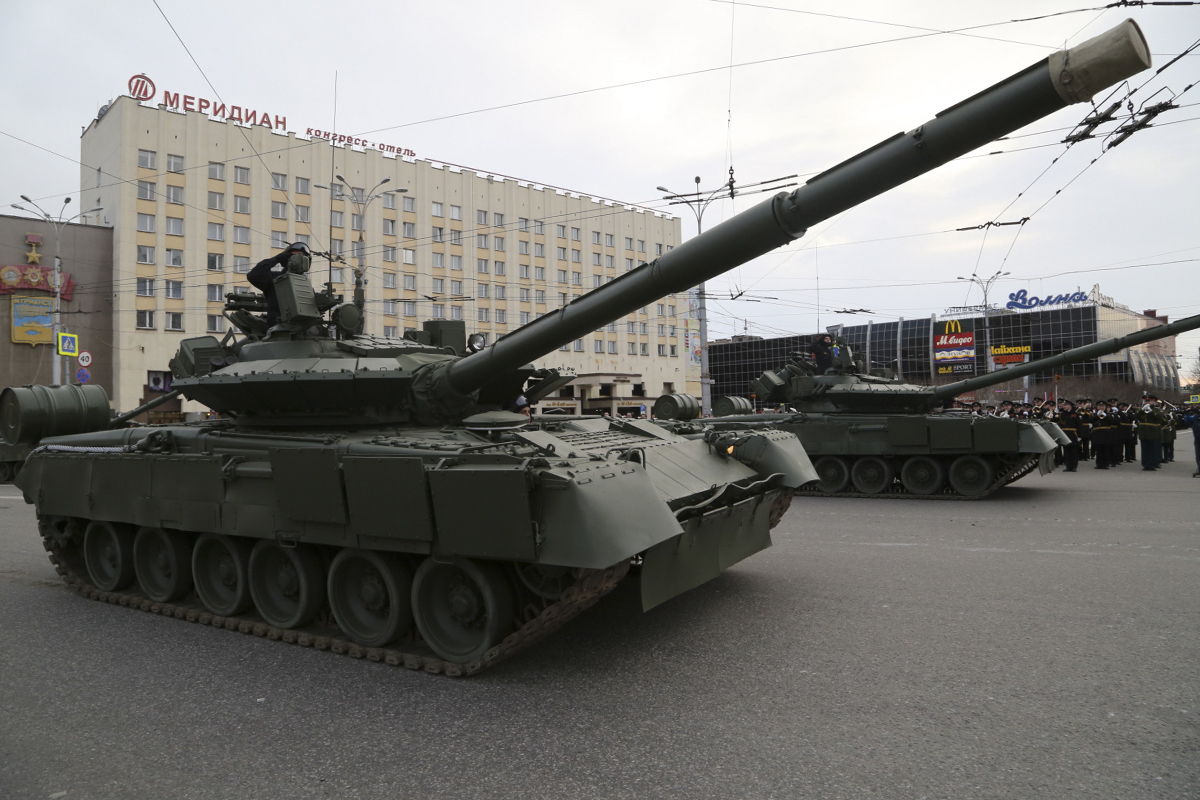
T-80BVM
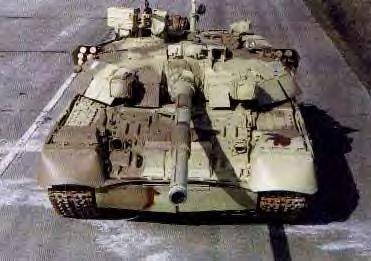
T-84 của Ukraina
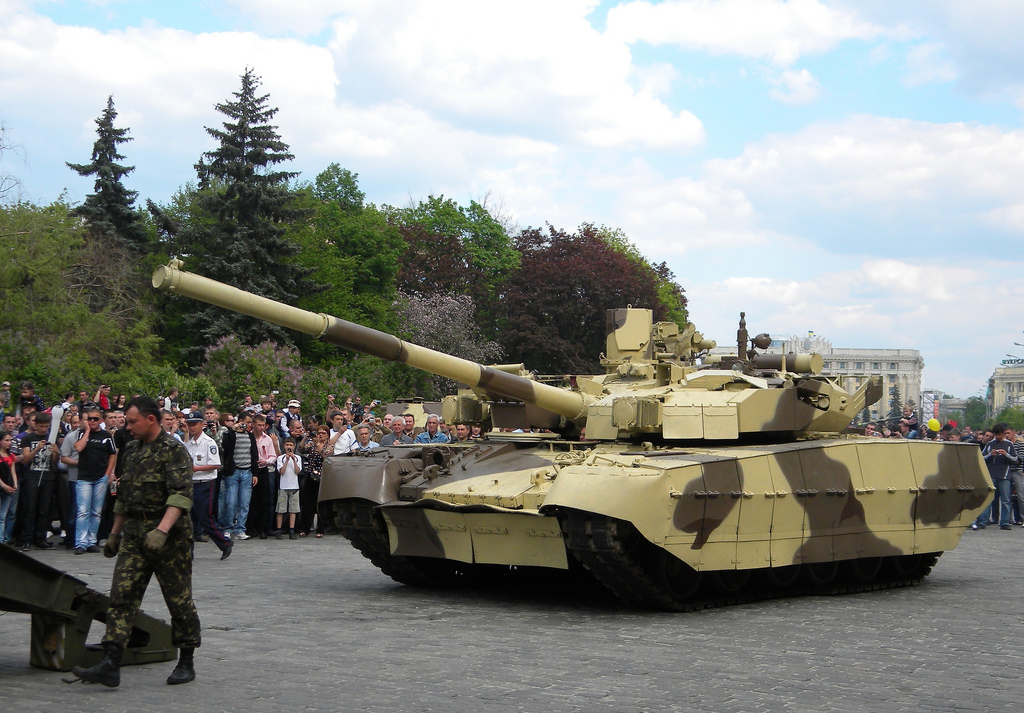
BM-Oplot của Ukraina
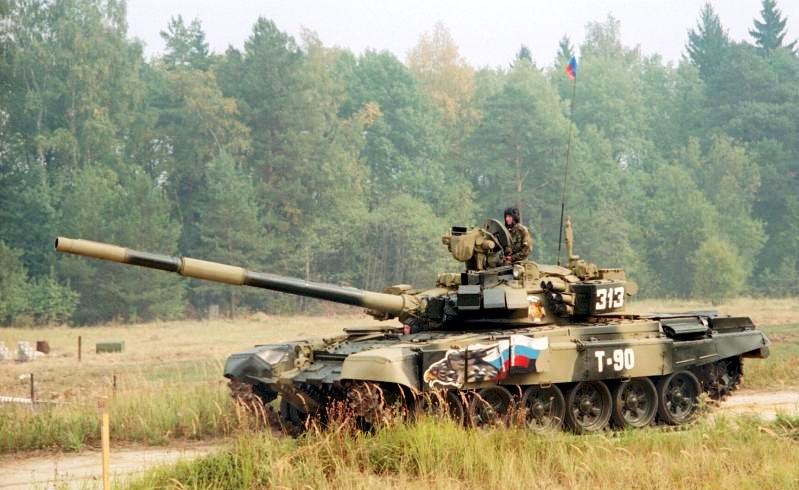
T-90
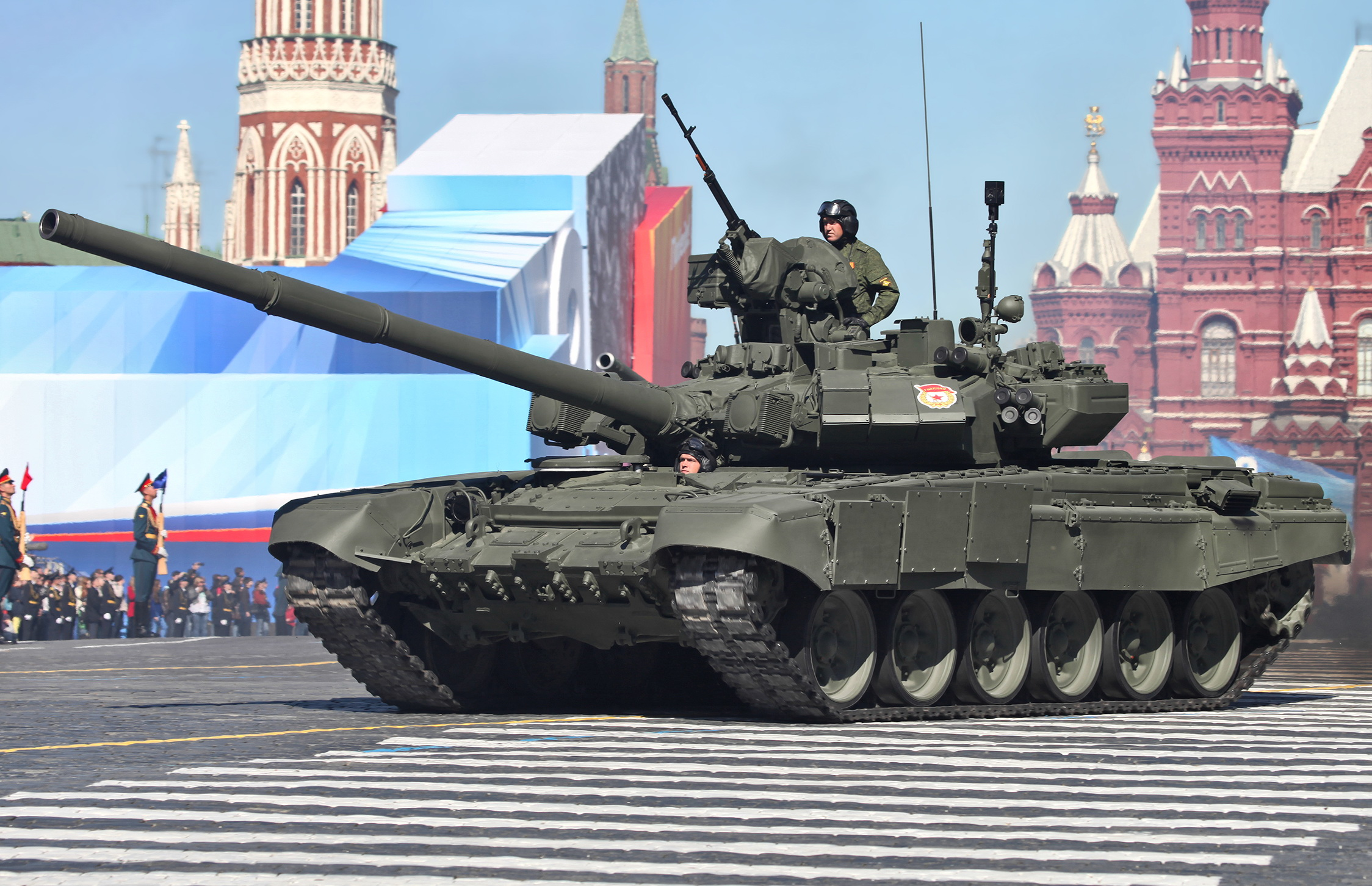
T-90A trong lễ duyệt binh 9-5
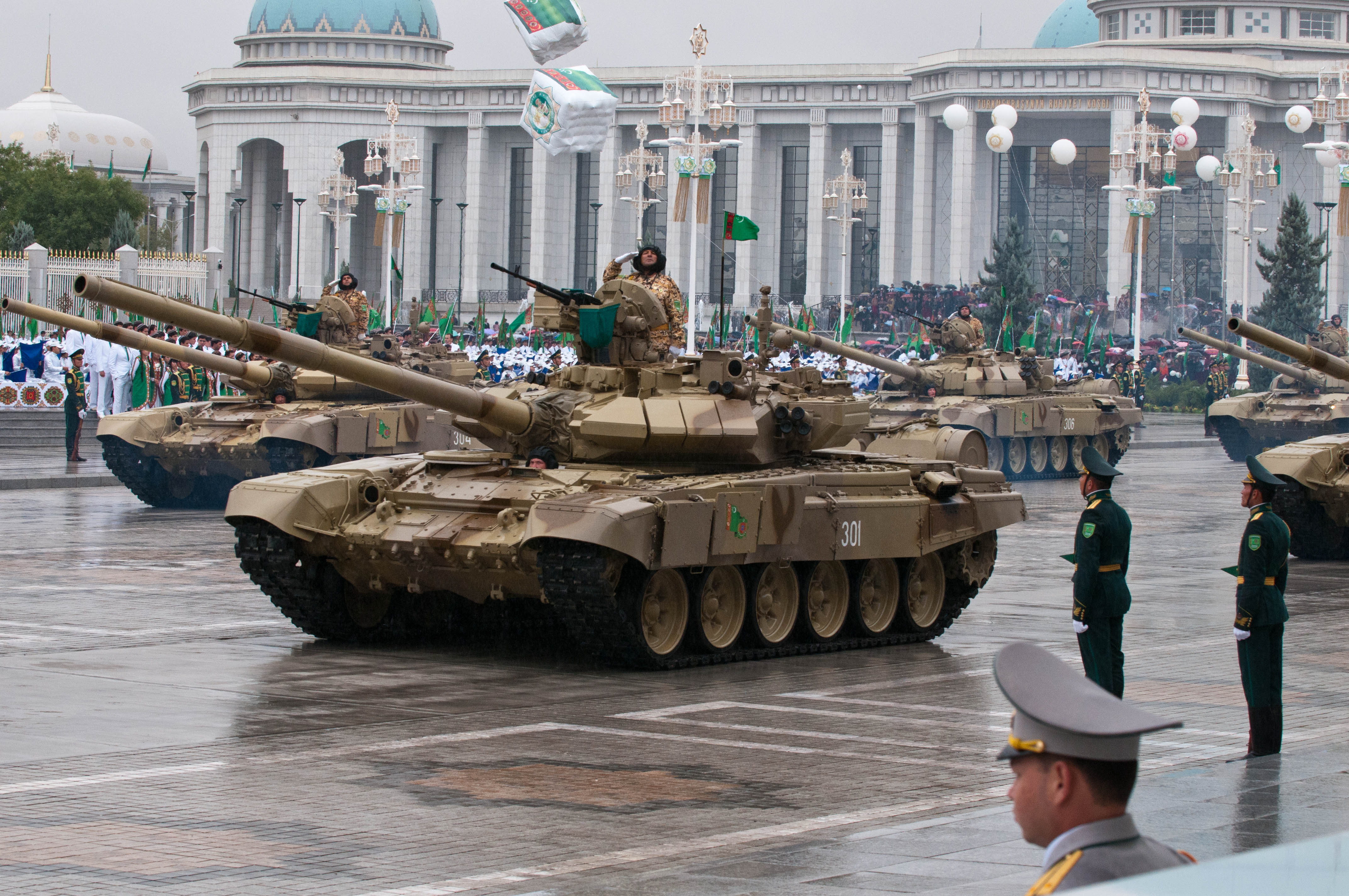
T-90SA
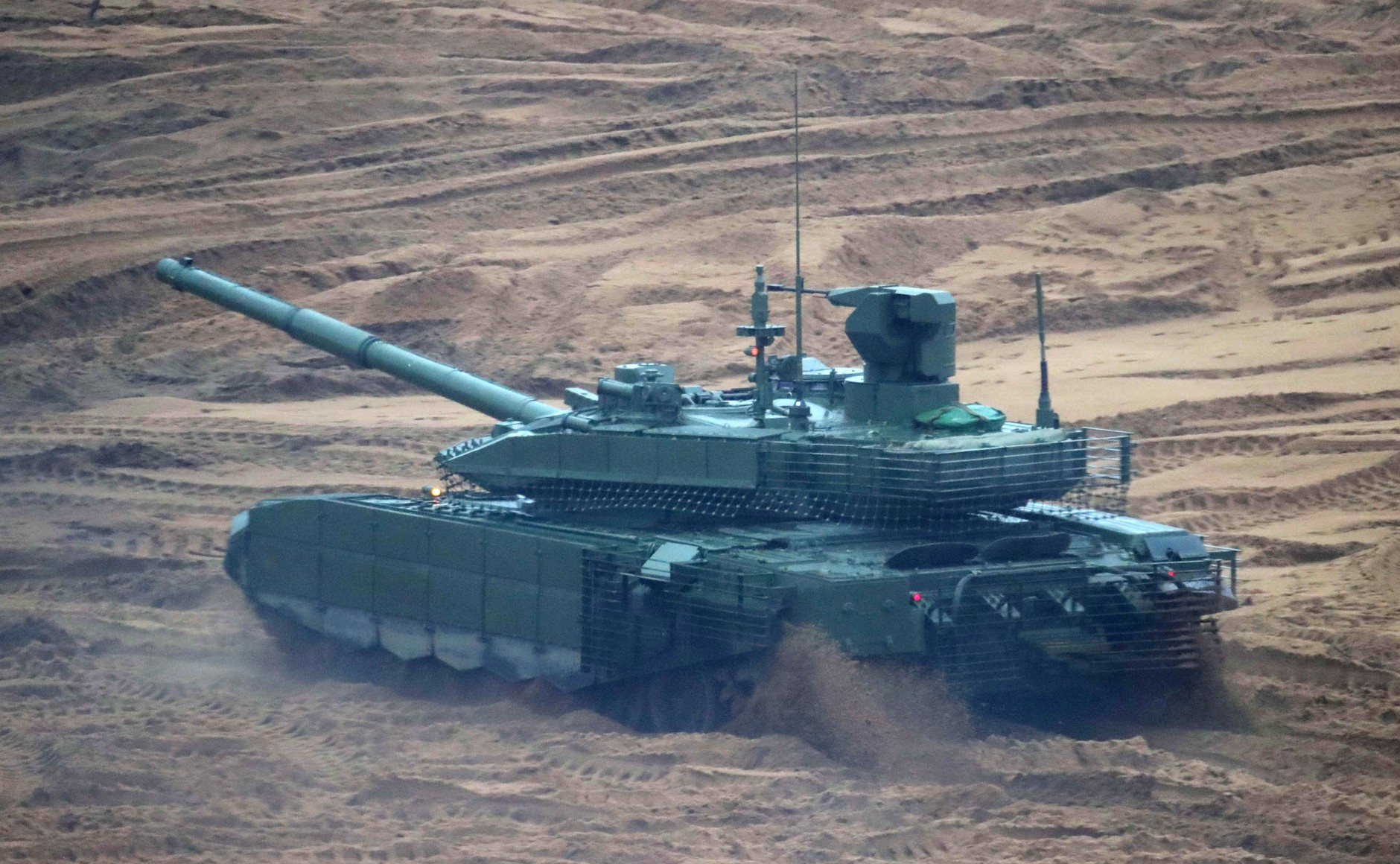
T-90M
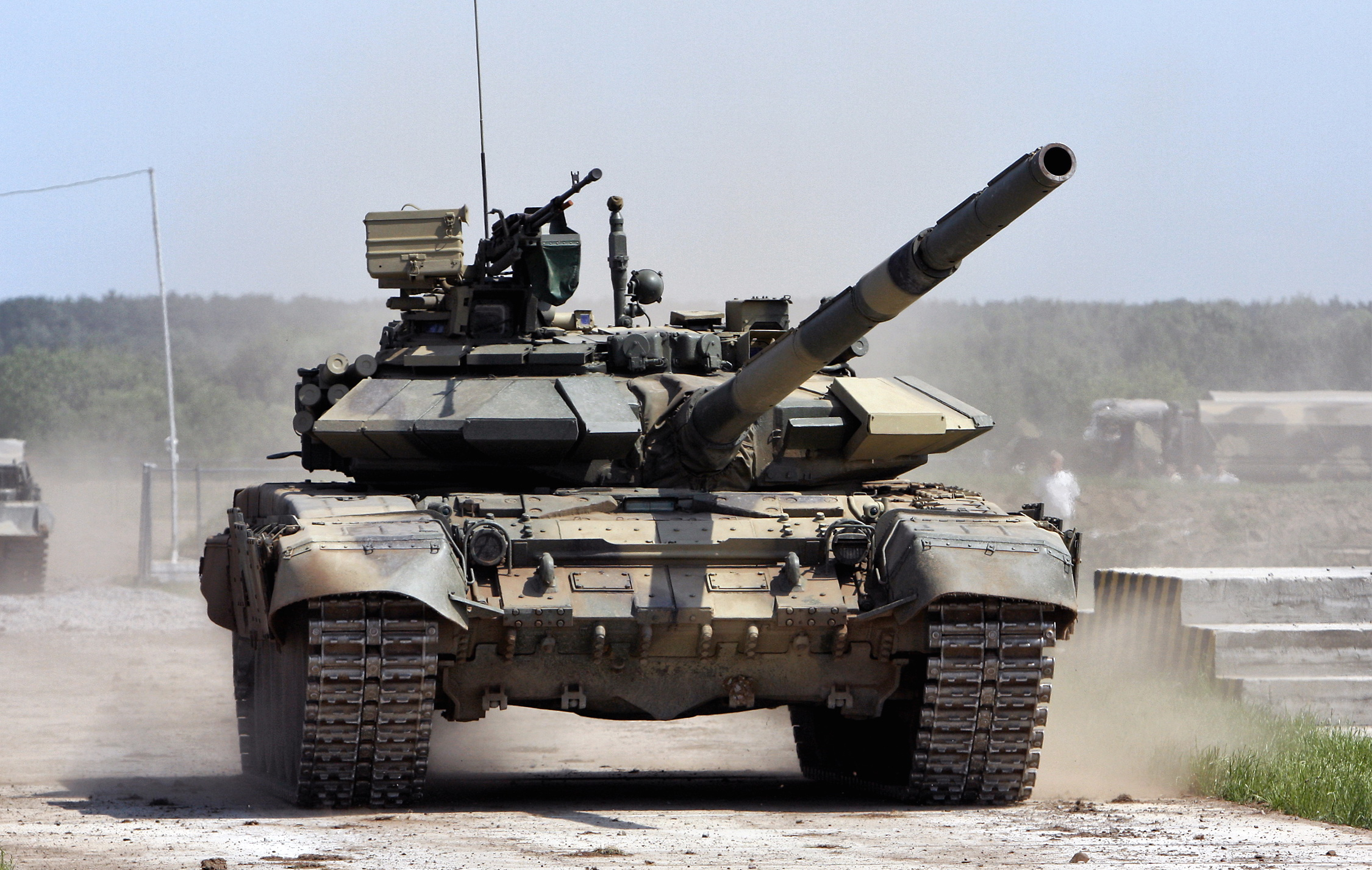
T-90S
T-90SMT-90SM
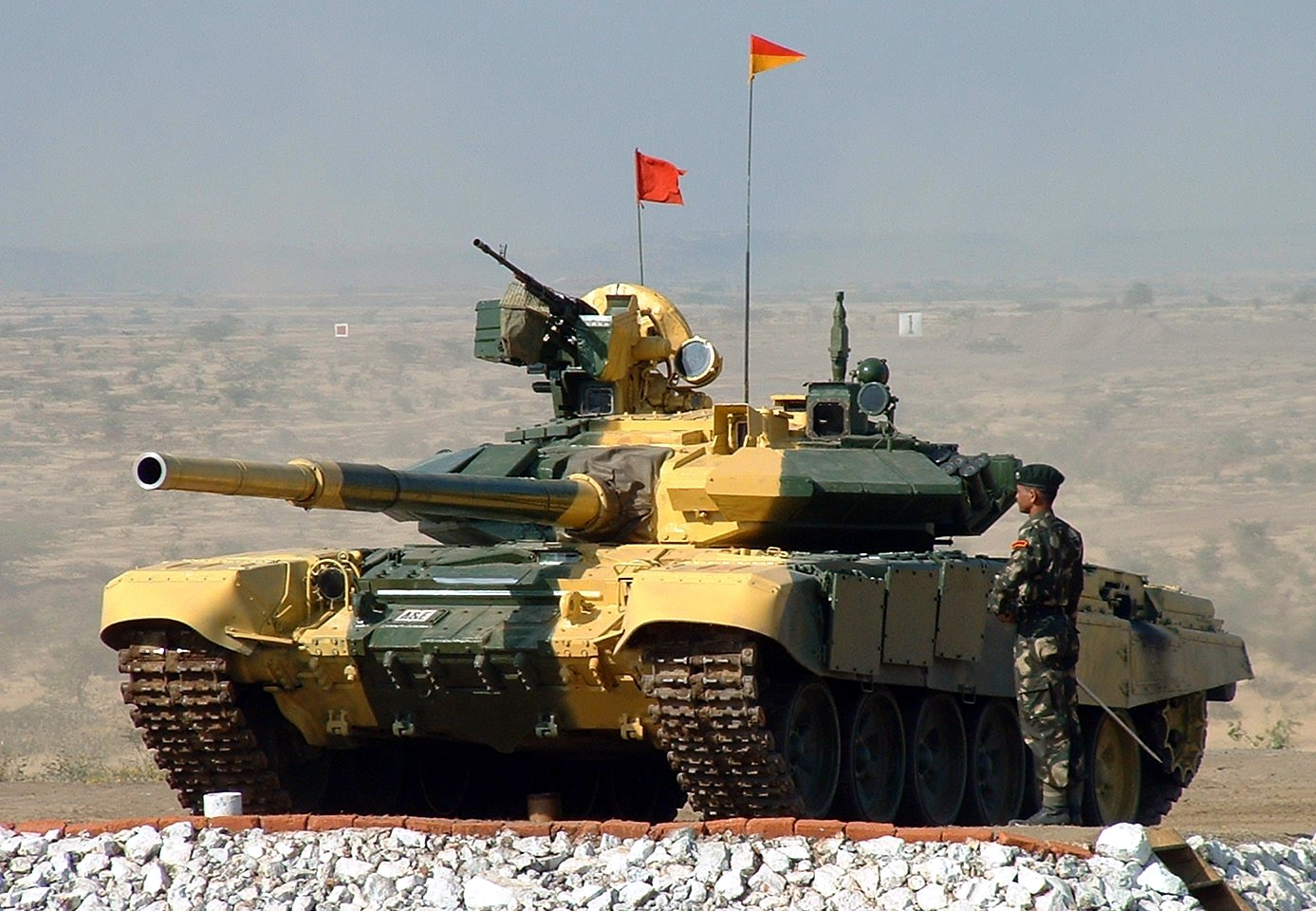
T-90 Bhisma của Ấn Độ
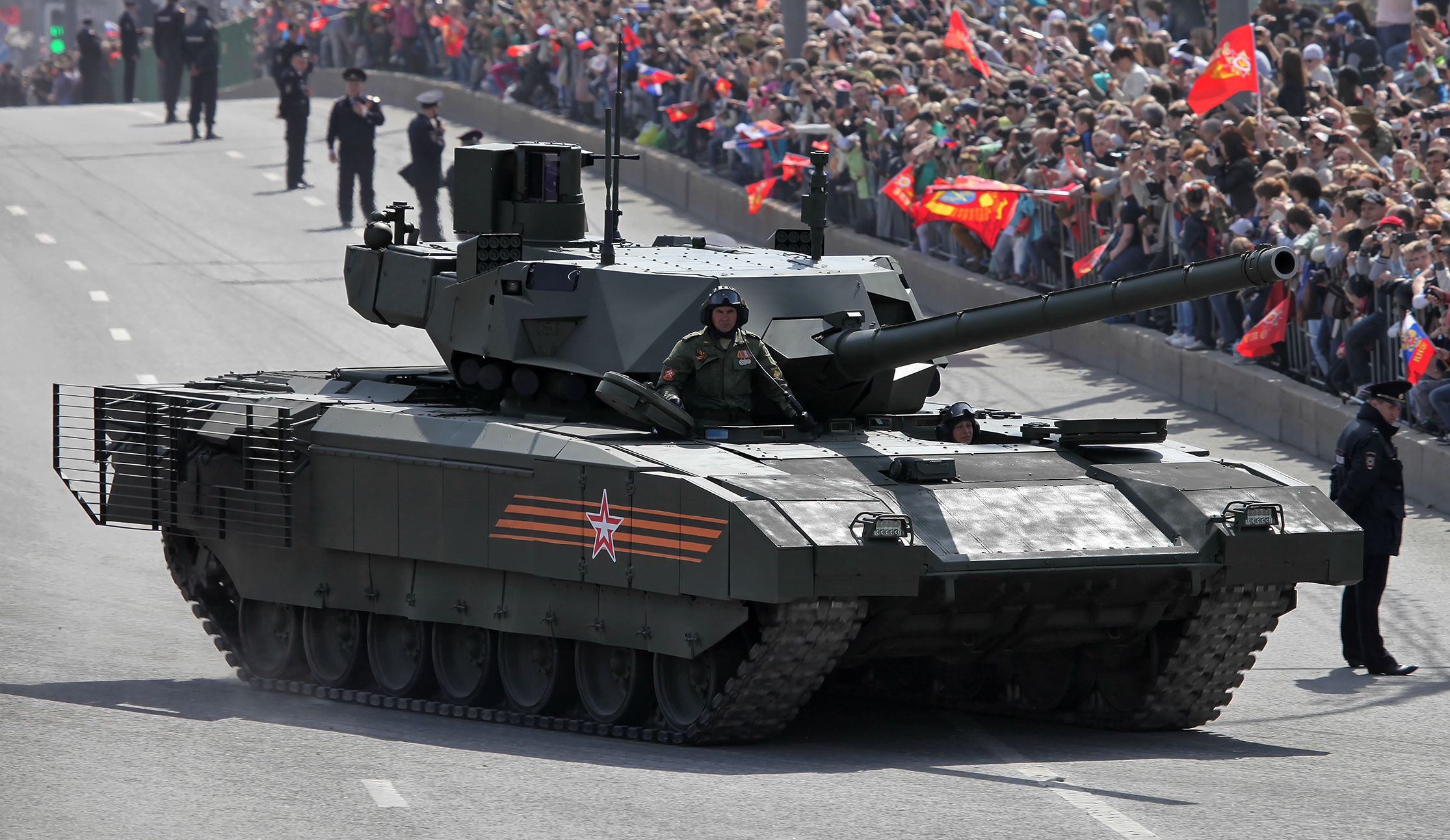
T-14 Armata

### Trường phái Âu-Mỹ
Thời điểm hiện tại, xe tăng trường phái Âu-Mỹ lấy thiết kế của Leopard 2 của Đức (ra đời năm 1978) làm nền tảng. Xe tăng trường phái Âu-Mỹ thường to và rất nặng (trừ Type-10 của Nhật Bản nặng 48 tấn, còn lại hầu như nặng trên 50-60 tấn), tháp pháo hình chữ nhật to dài do khoang đạn đặt phía sau tháp pháo. Đạn liều liền, nạp bằng tay (Leopard 2, M1 Abrams, Challenger II,...) hay nạp máy bằng băng xích. Pháo 120mm nòng trơn nền tảng do Đức thiết kế, trừ Challenger 2 của Anh vẫn dùng 120mm nòng xoắn. Leopard 2 của Đức sử dụng các giáp hộp rất to và rất nghiêng, có tác dụng kích nổ đạn xuyên nổ ngoài giáp chính hay đẩy nghiêng đạn xuyên động năng, giúp giảm đi nhiều lần sức xuyên của đạn; động cơ cũng rất khỏe (1.500 mã lực). M1 Abrams bớt xén các giáp hộp, thay bằng giáp chính cứng tăng cường bởi các lớp urani nghèo, thay động cơ diesel bằng động cơ tuabin khí khỏe nhưng rất tốn nhiên liệu khi chạy ở tốc độ thấp. Xe tăng Merkava của Israel đặt động cơ ra trước và bố trí cửa ở sau xe, xem động cơ như một lớp bảo vệ phụ che chắn cho binh sĩ, chấp nhận việc xe dễ hỏng hơn để bảo vệ binh sĩ trong xe tốt hơn.

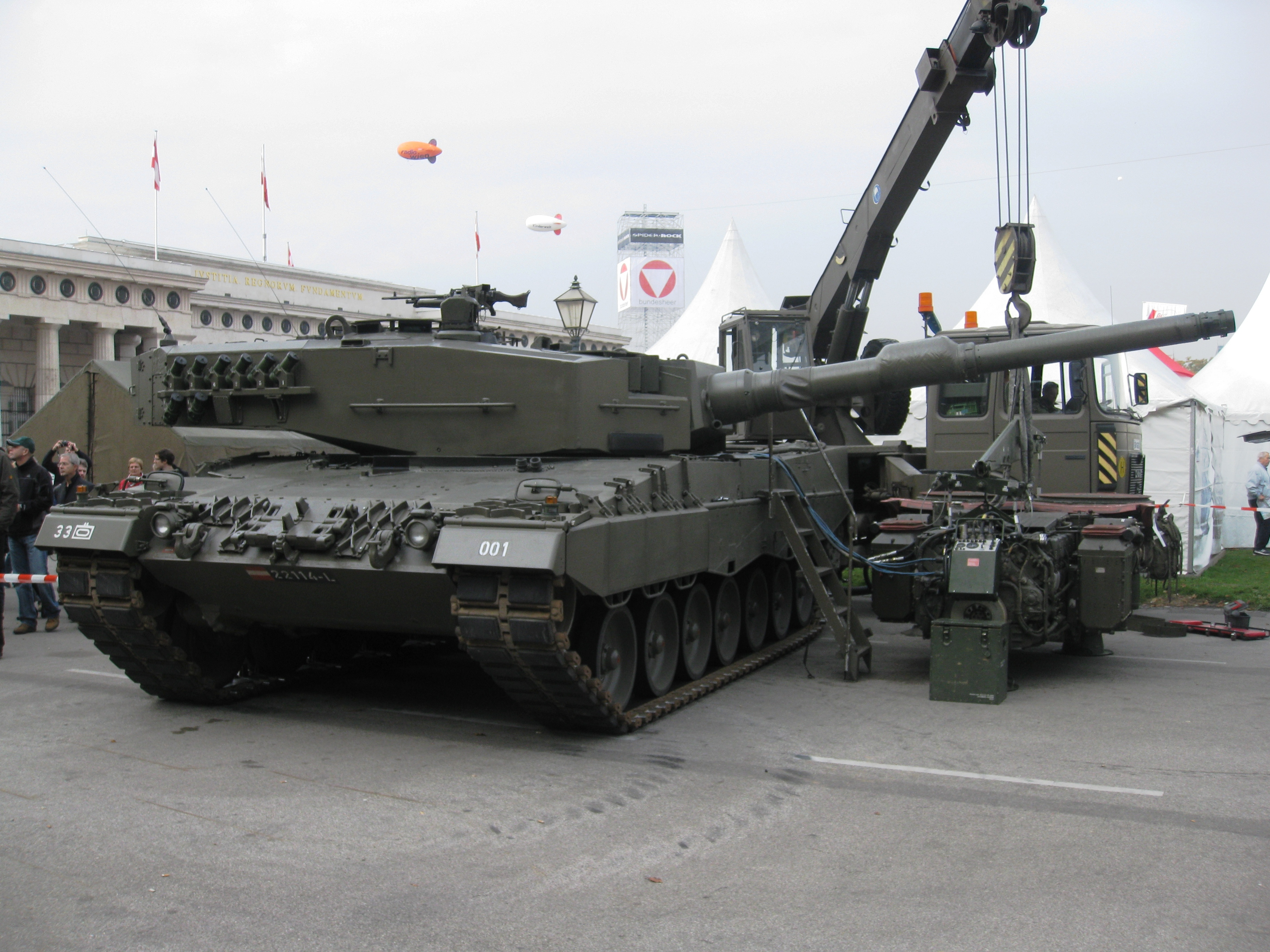
Leopard 2A4
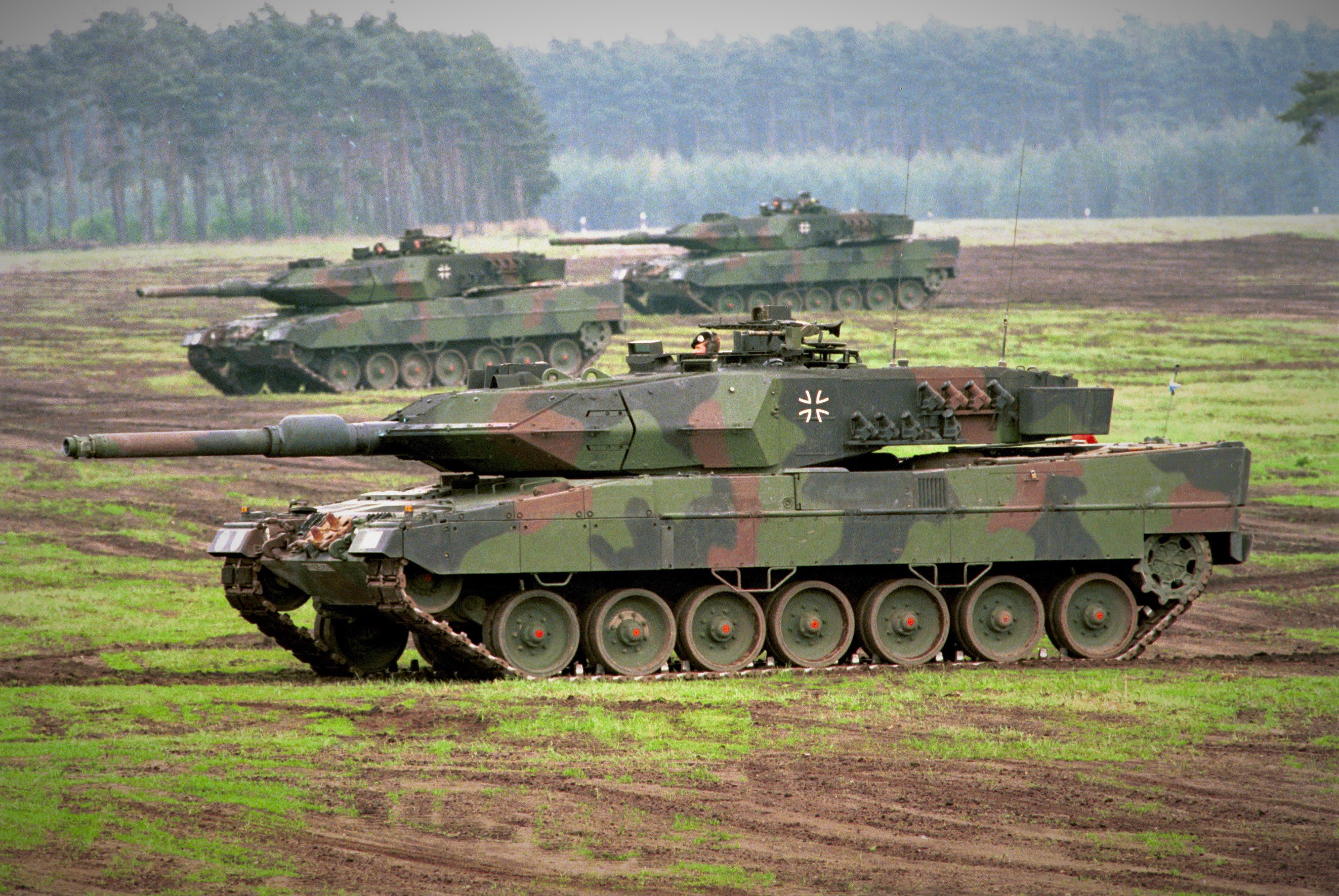
Leopard 2A5 của Đức
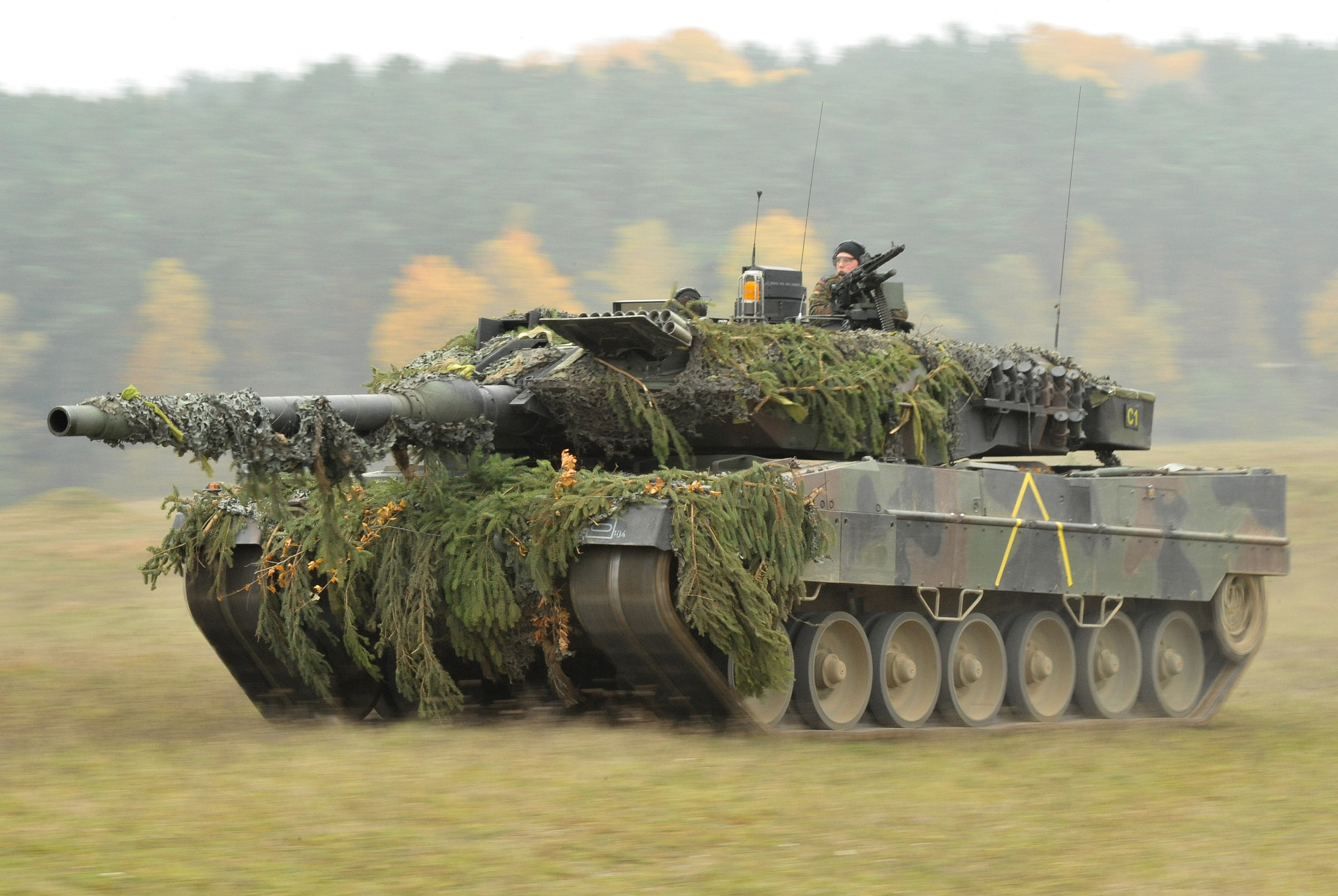
Leopard 2A6
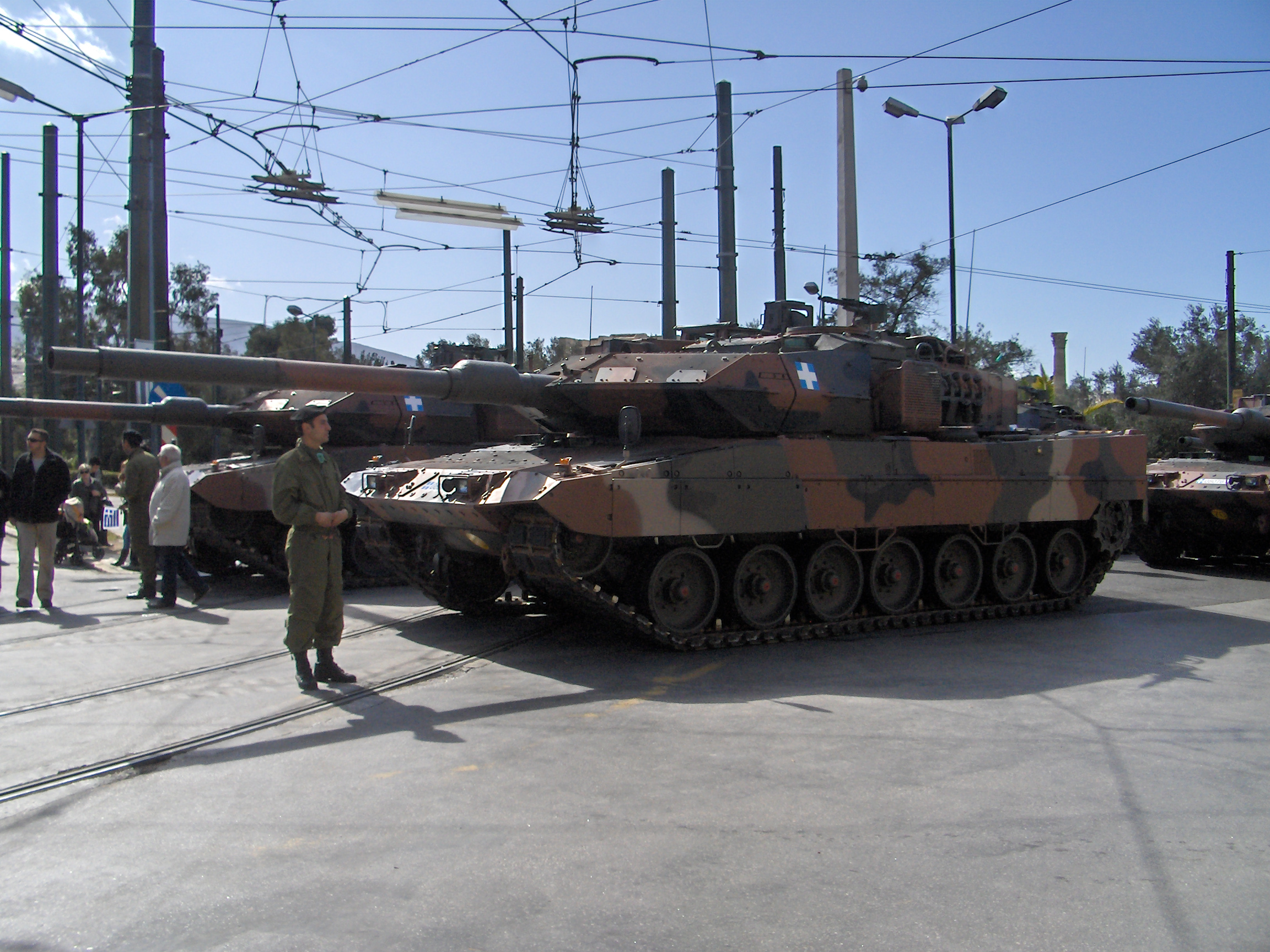
Leopard 2A6HEL của quân đội Hy Lạp
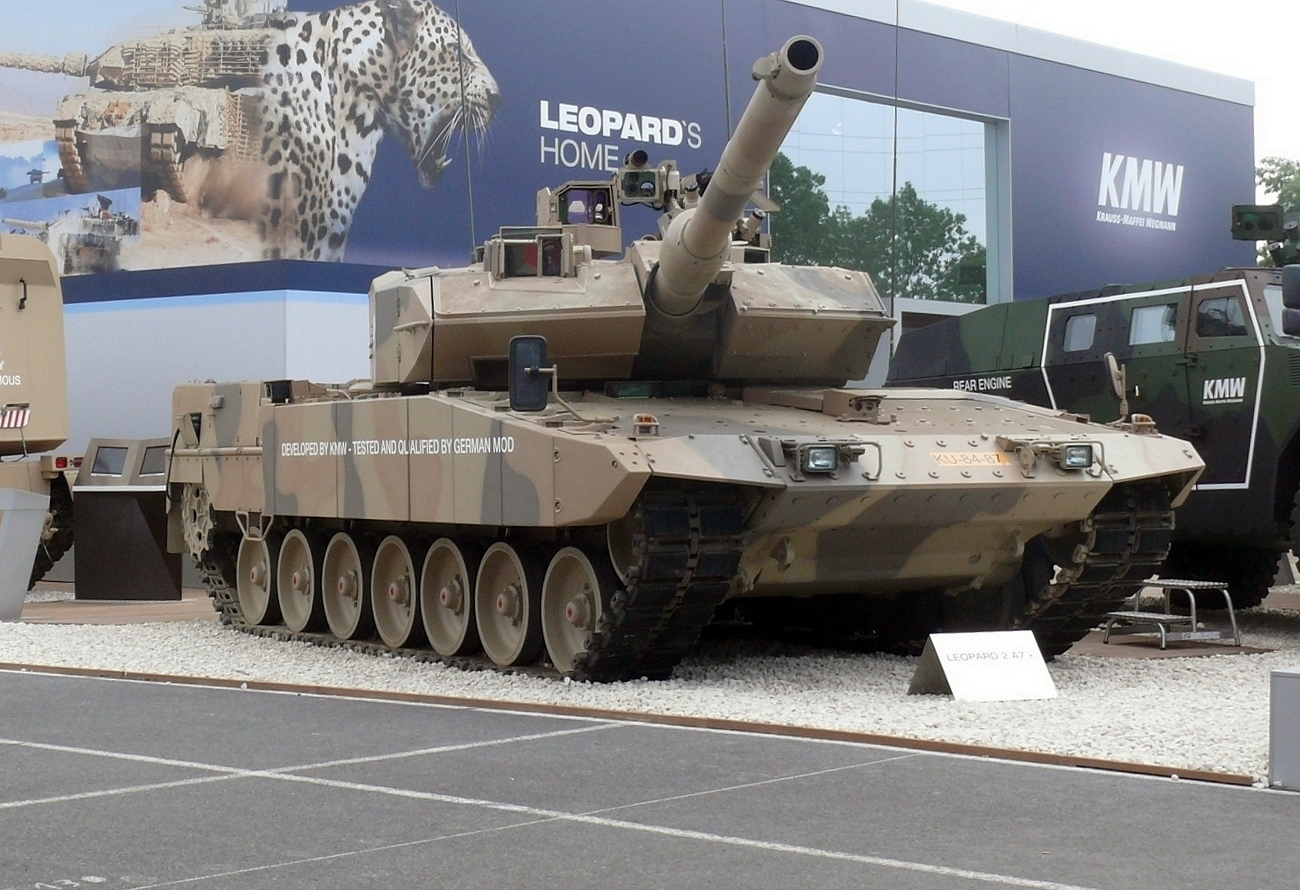
Leopard 2A7
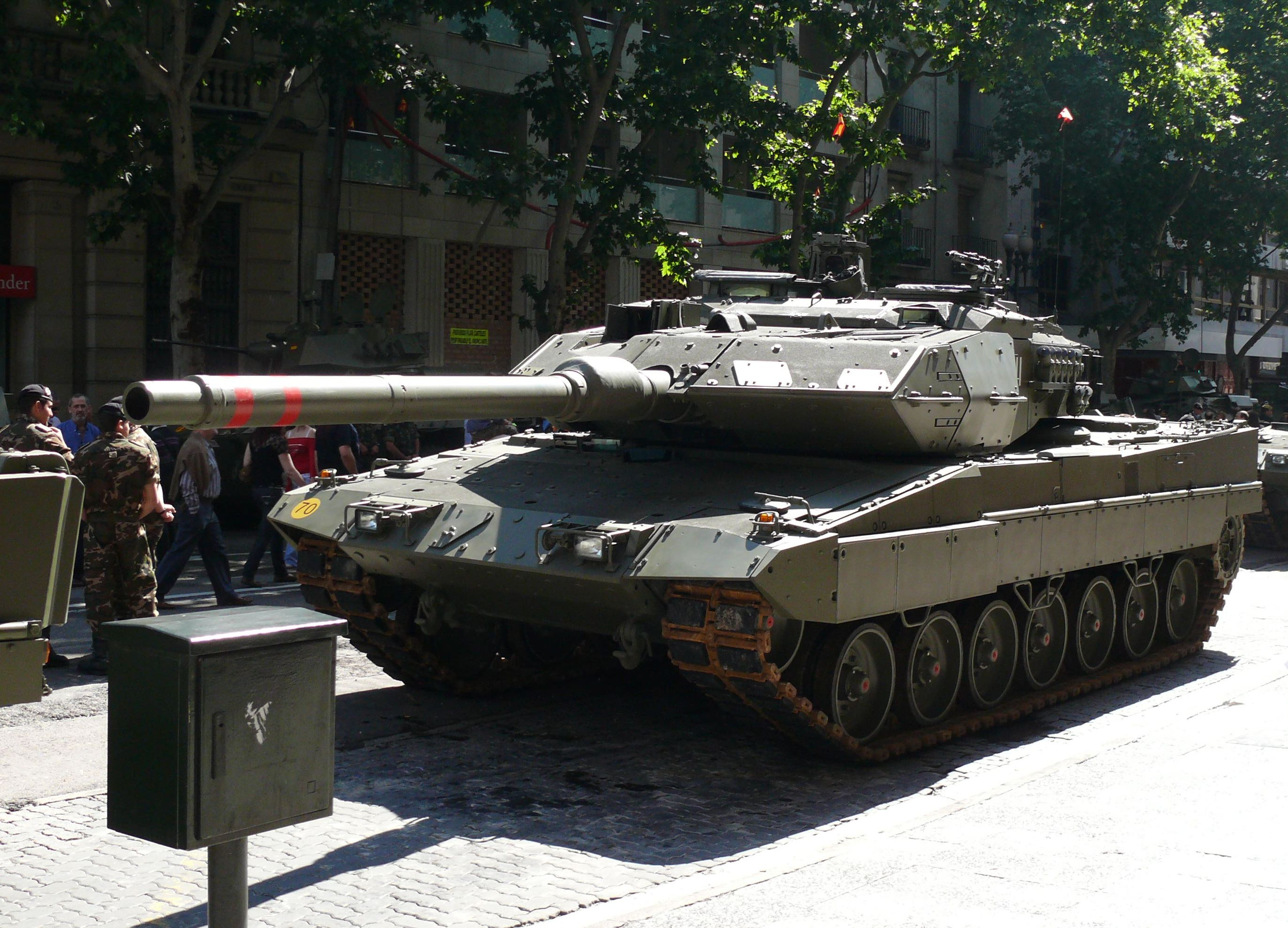
Leopard 2E
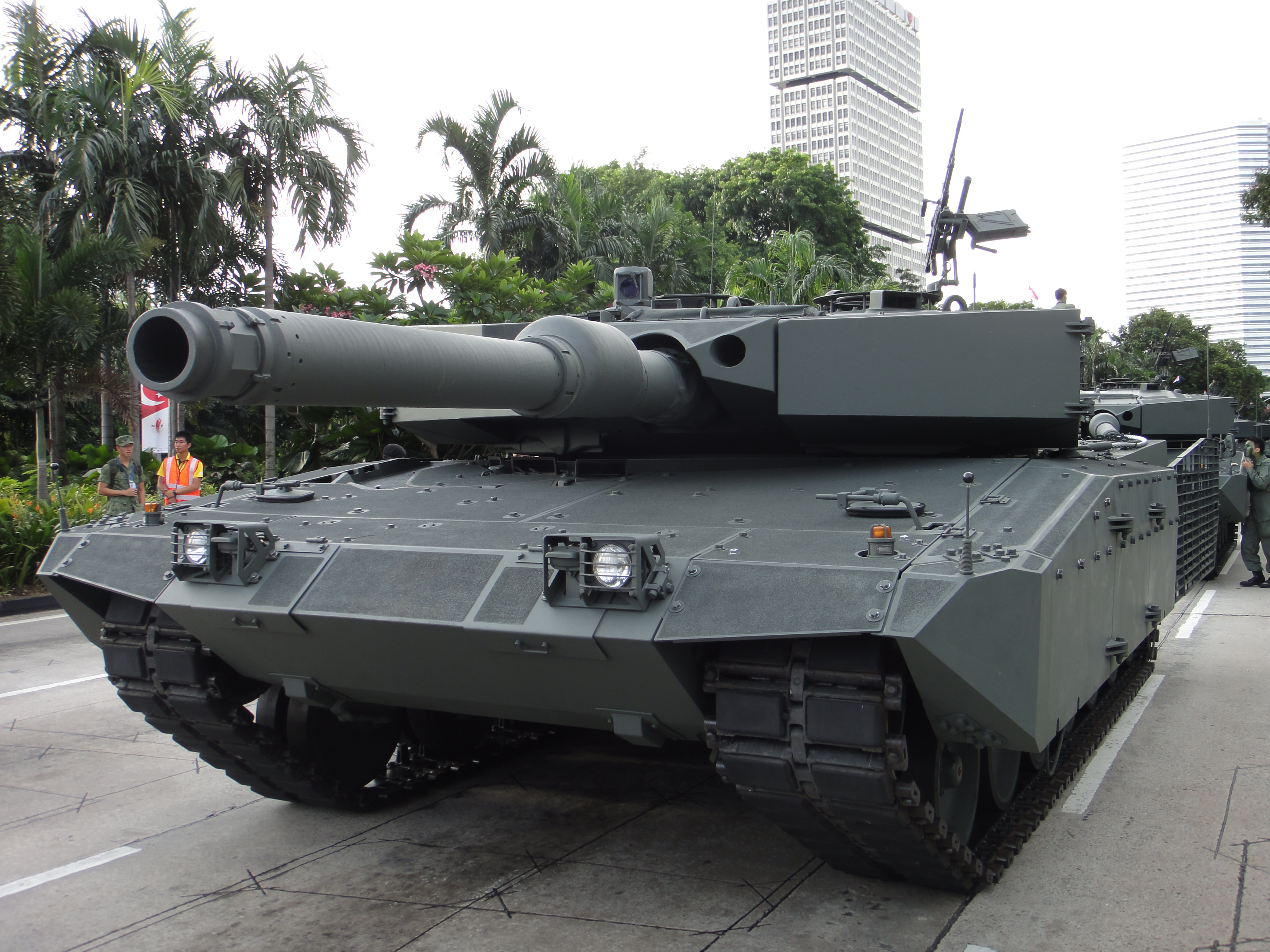
Leopard 2SG
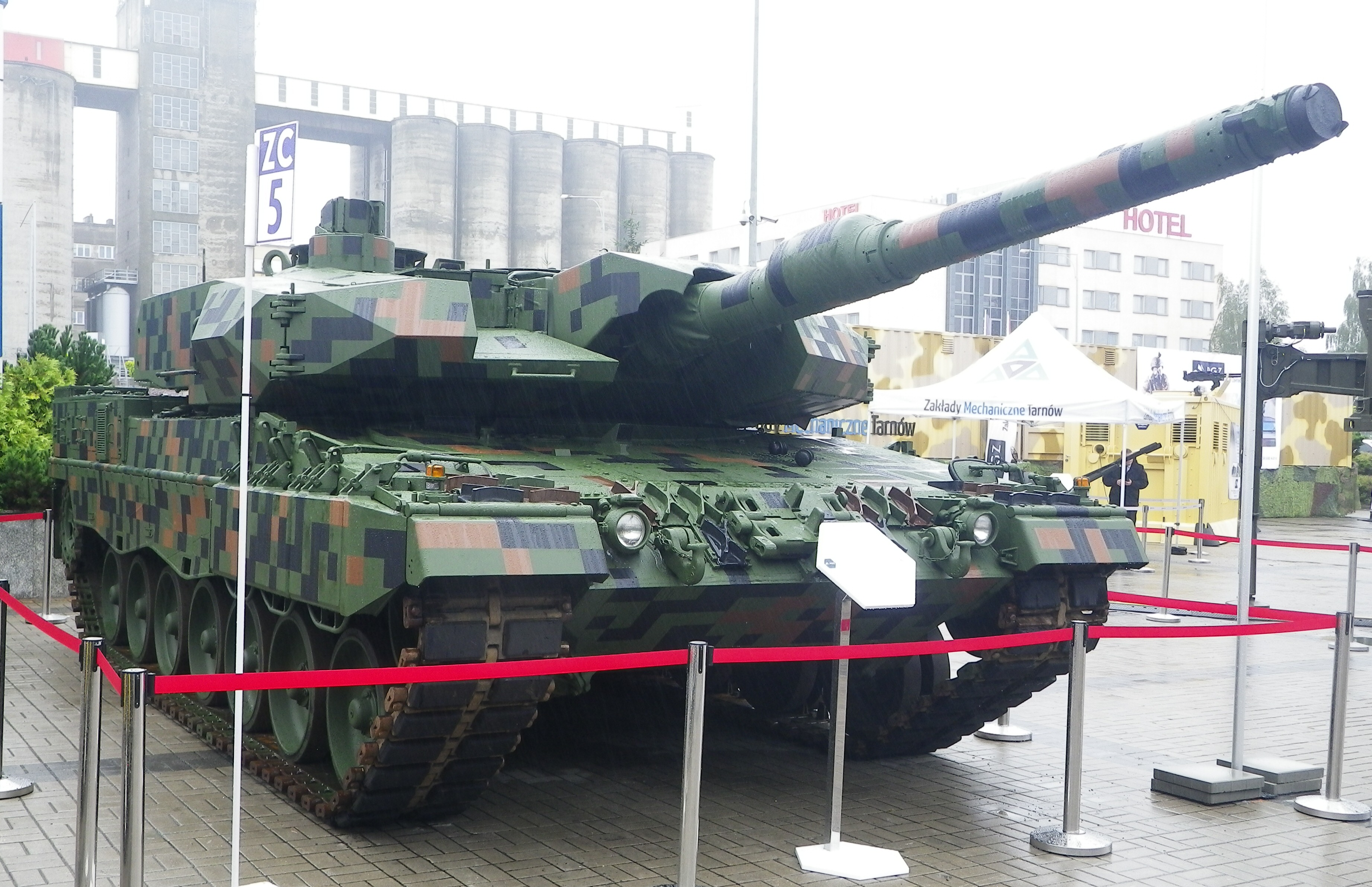
Leopard 2PL
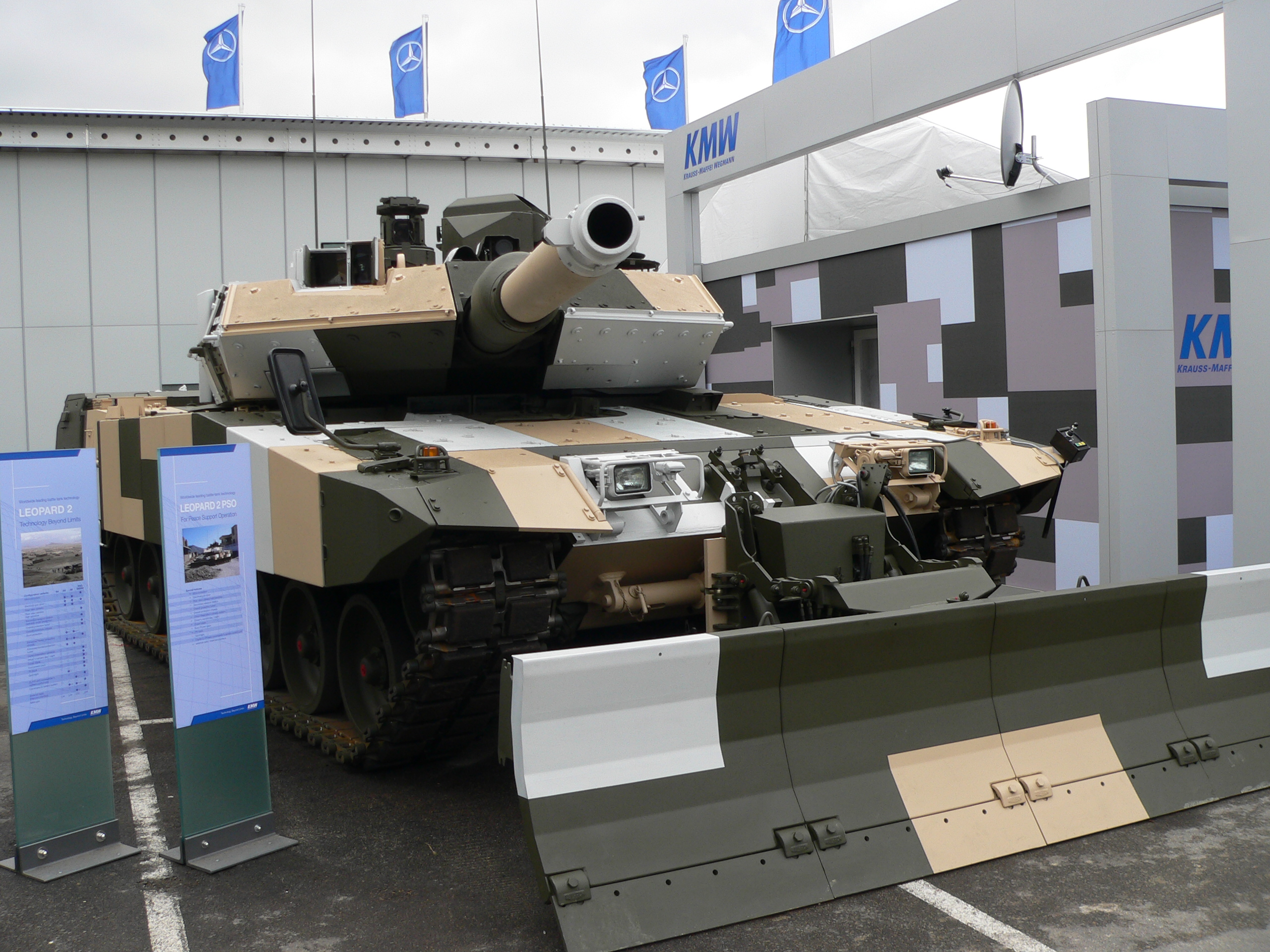
Leopard 2 PSO
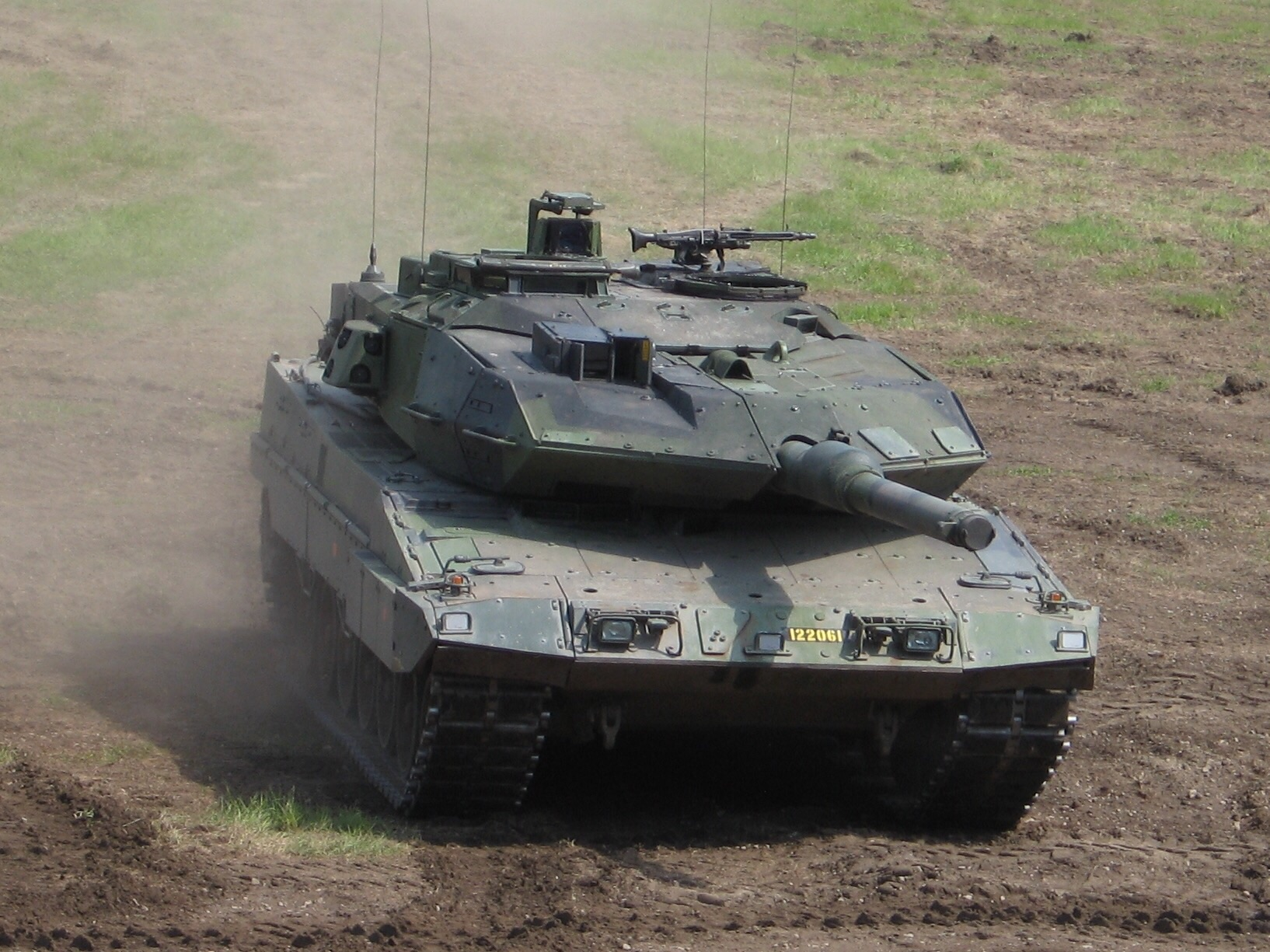
Stridsvagn 122 của quân đội Thụy Điển
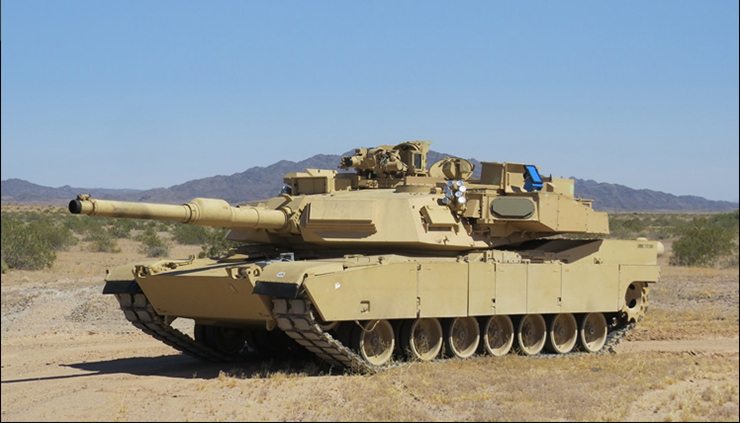
M1A1 Abrams
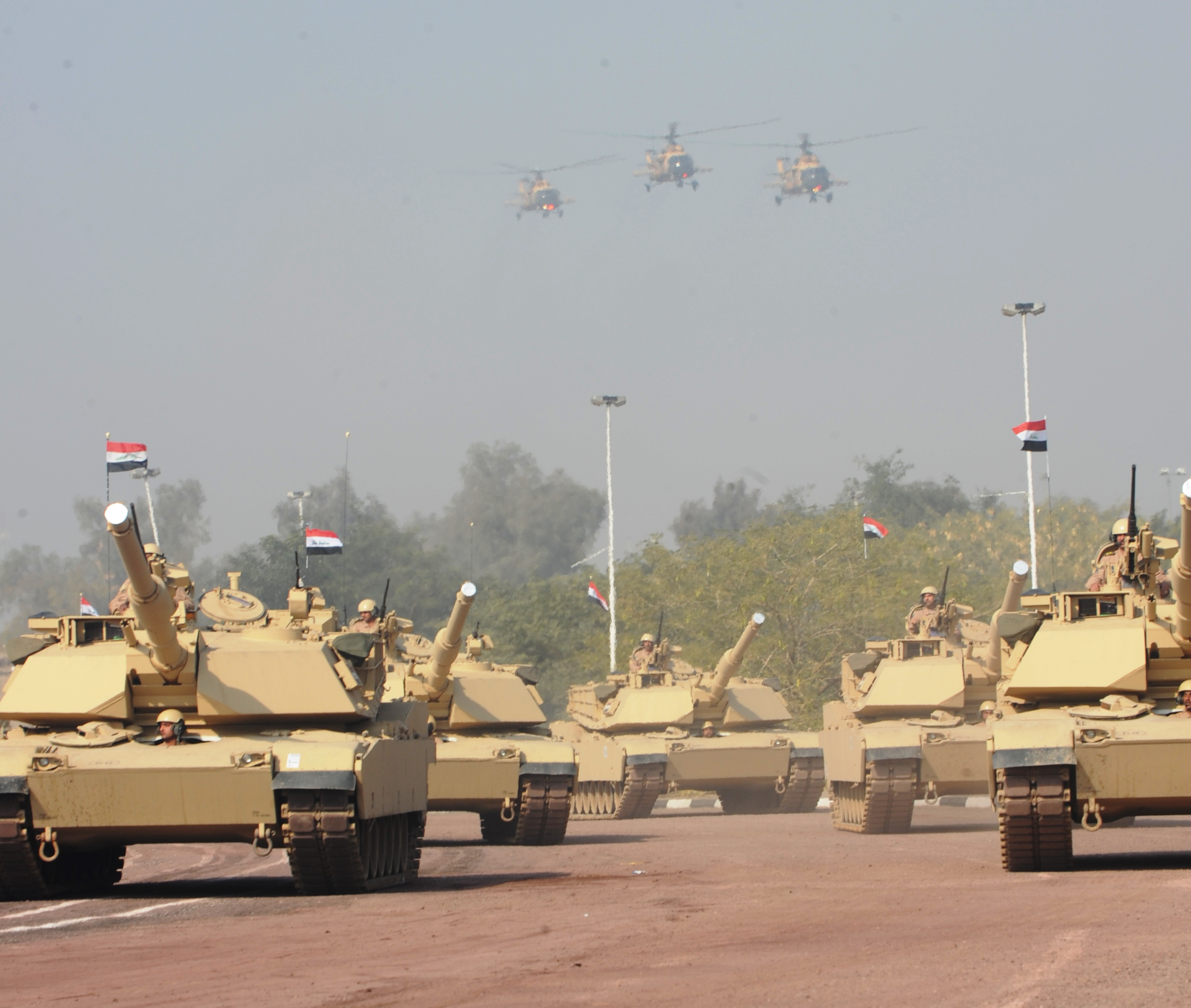
M1A1M Abrams của Iraq, 2011
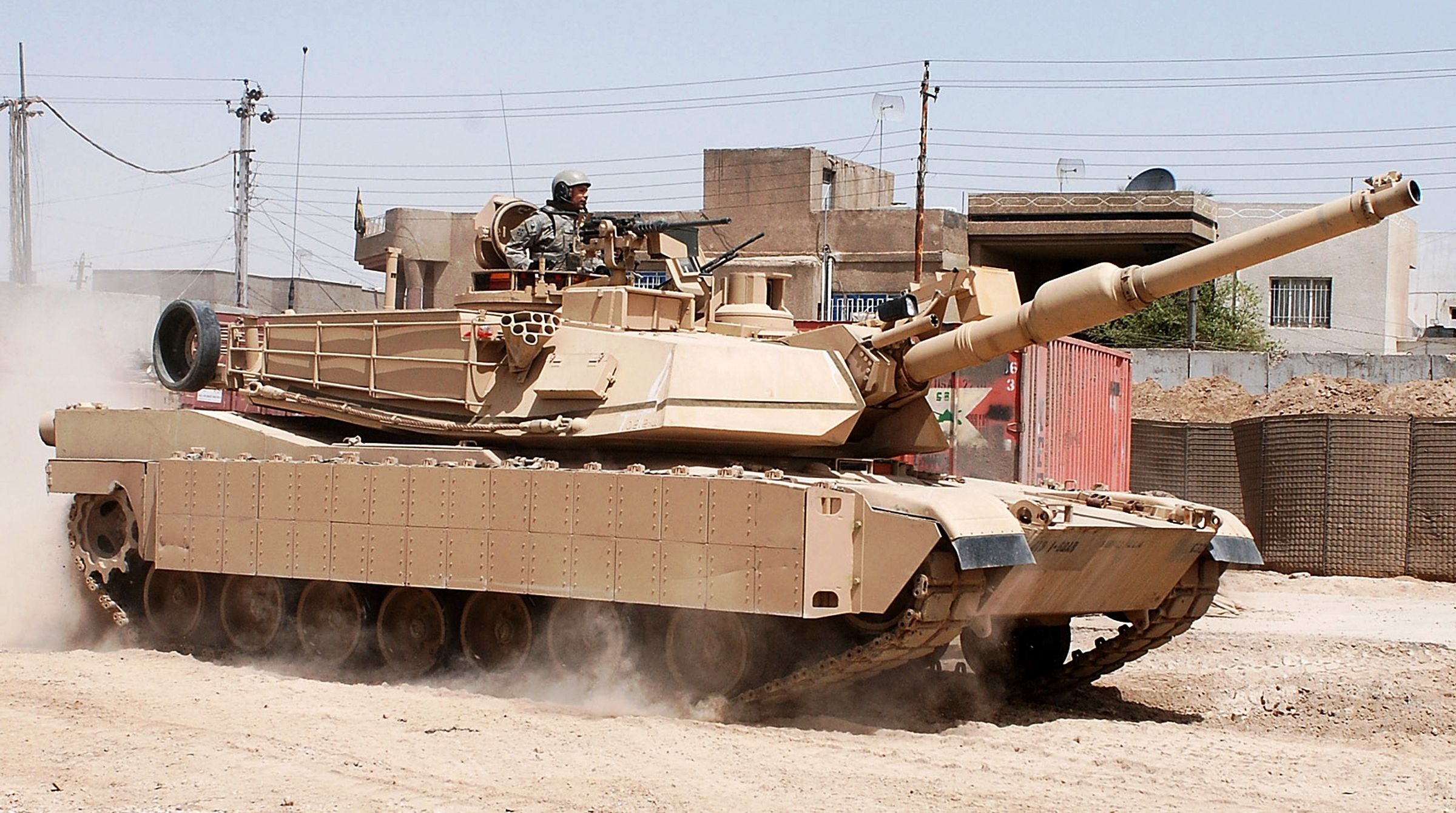
M1A2 Abrams
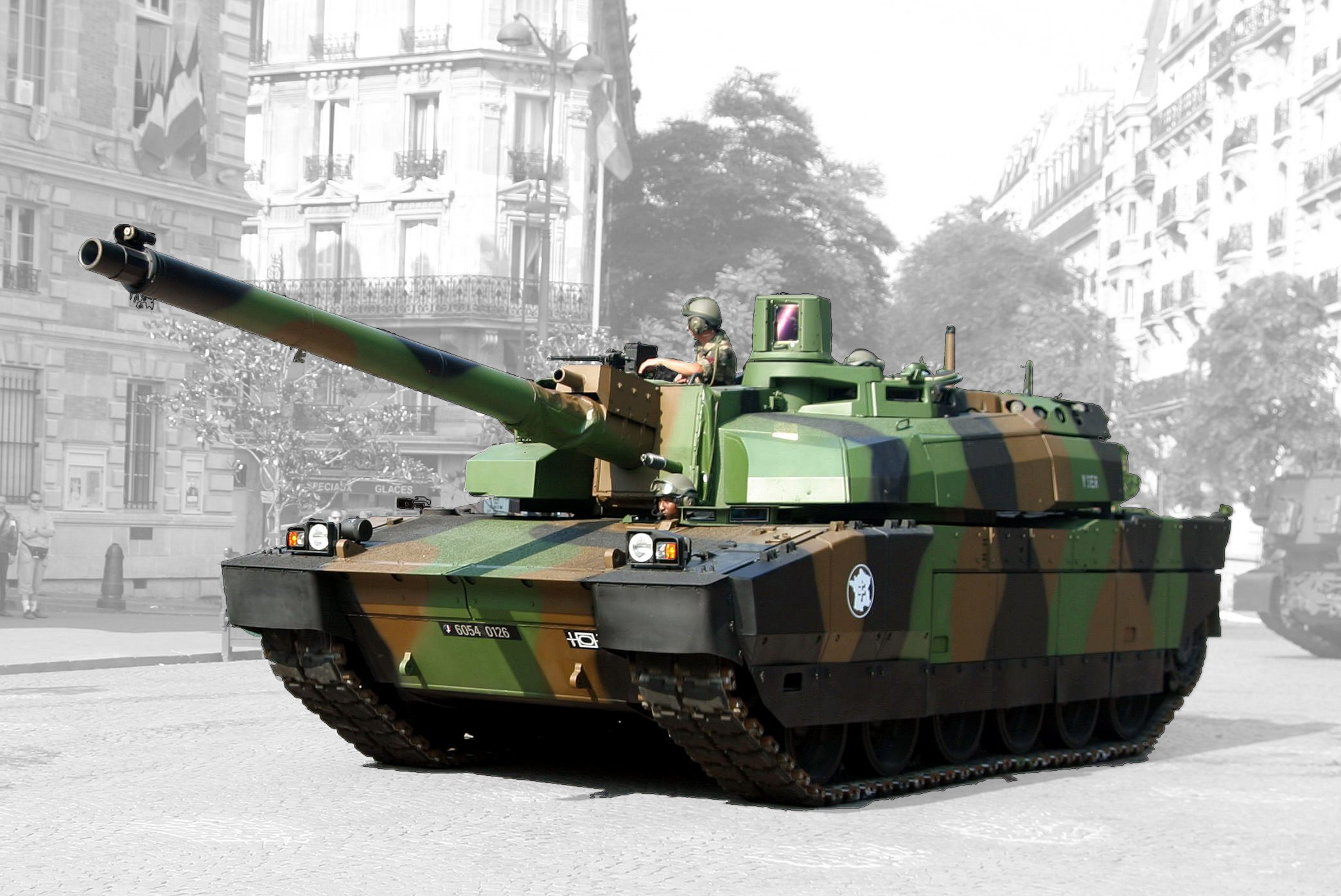
AMX Leclerc của Pháp
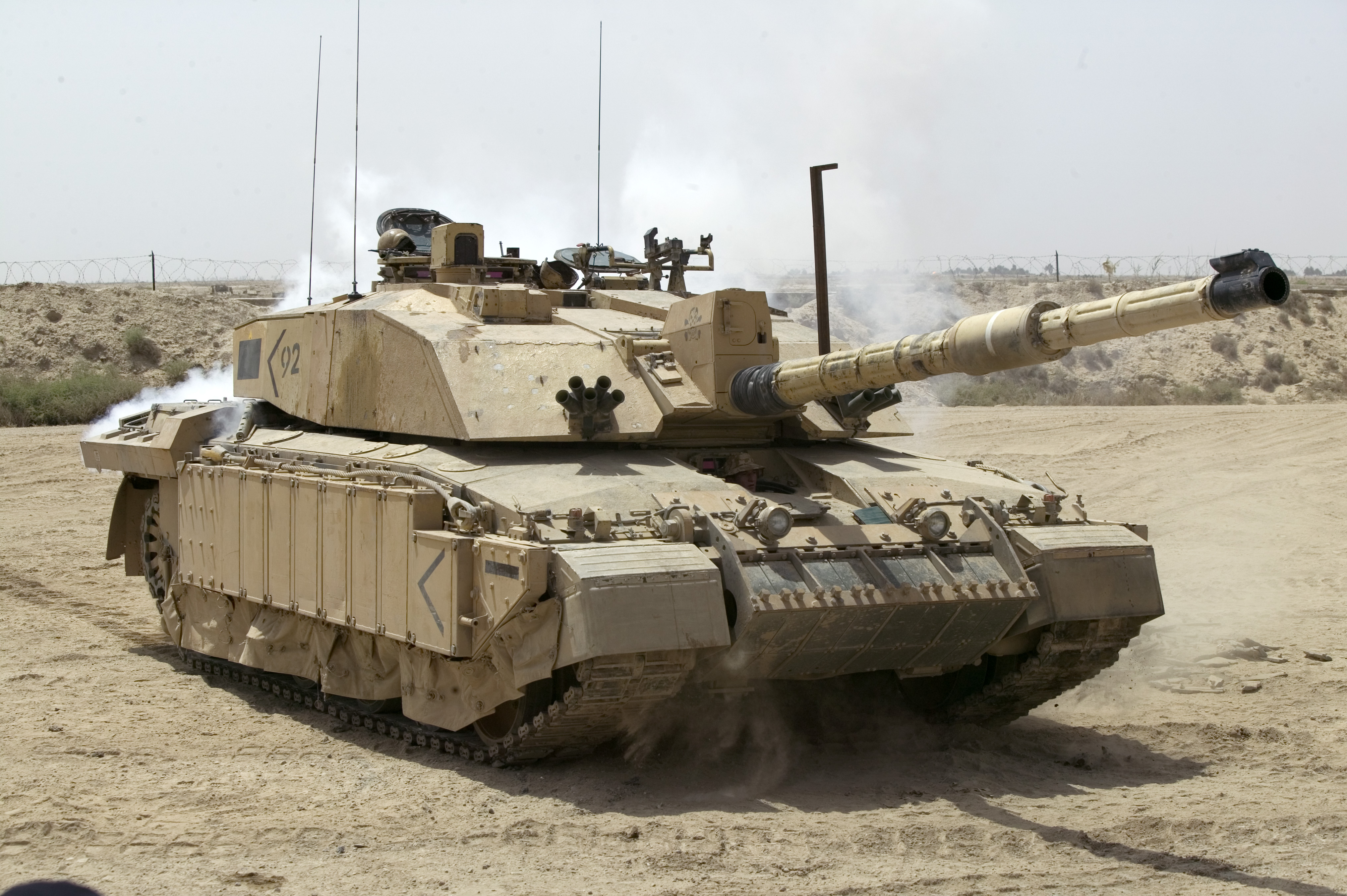
Challenger II của Anh
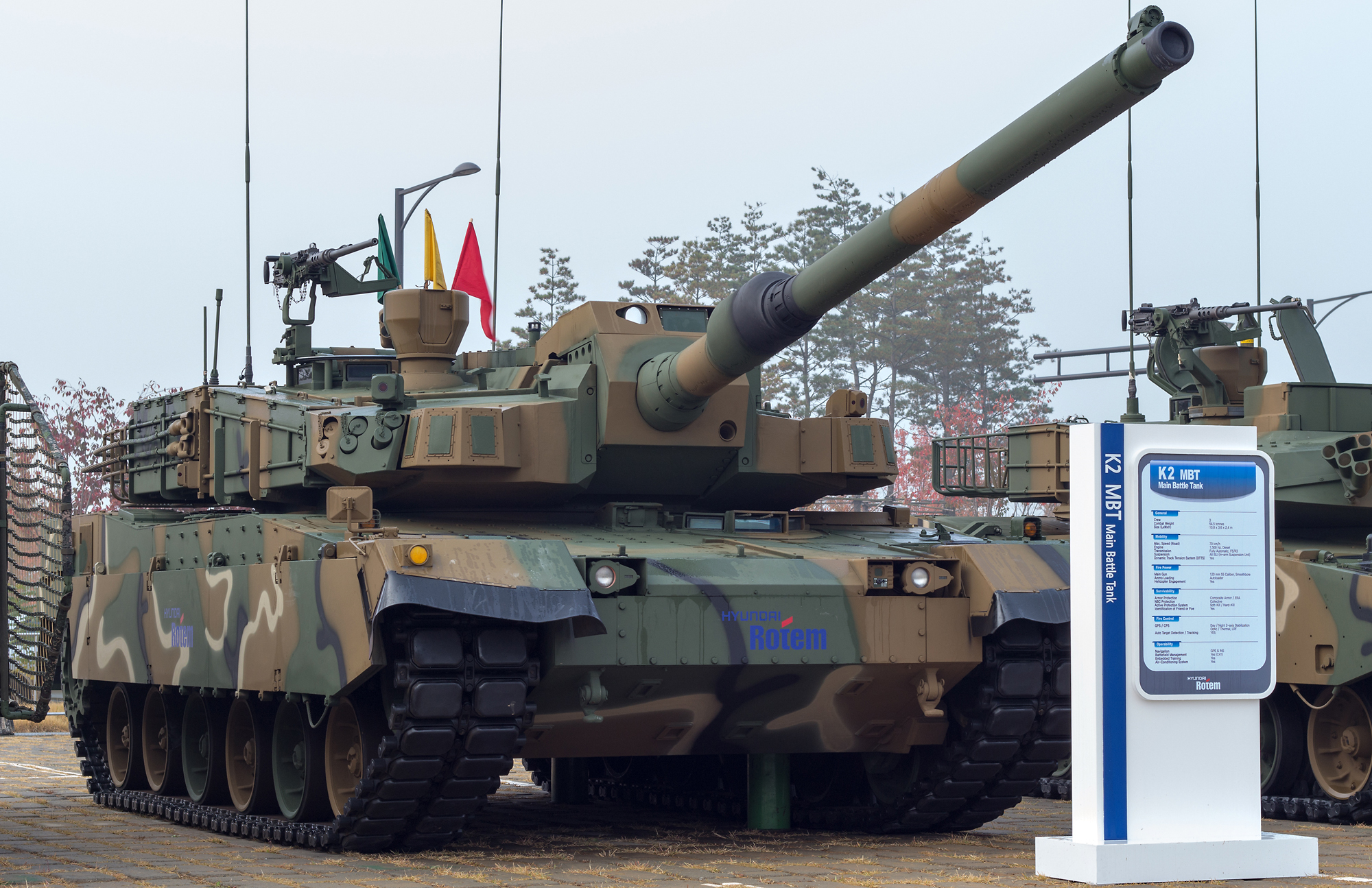
K2 Black Panther của Hàn Quốc
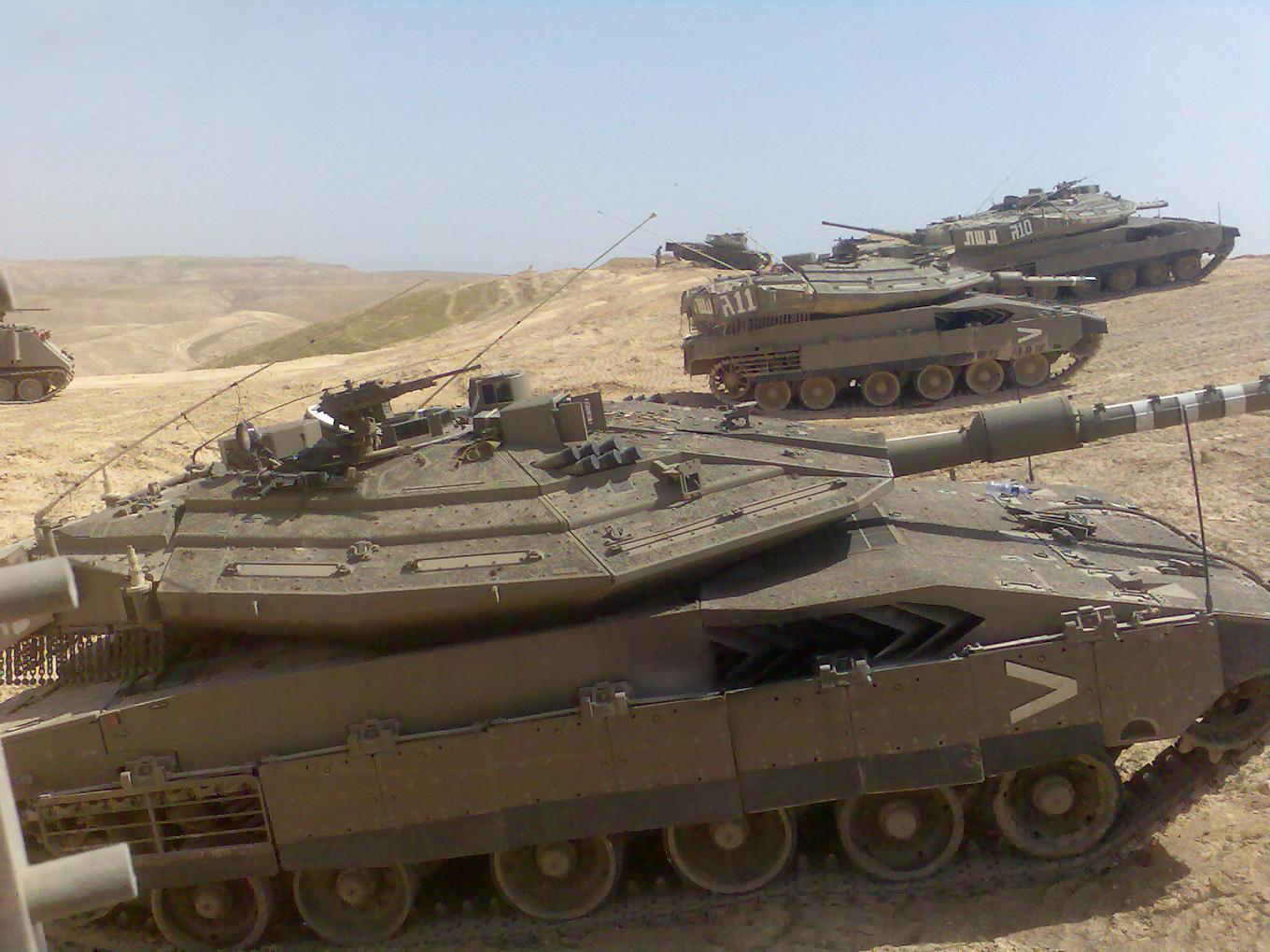
Merkava của Israel
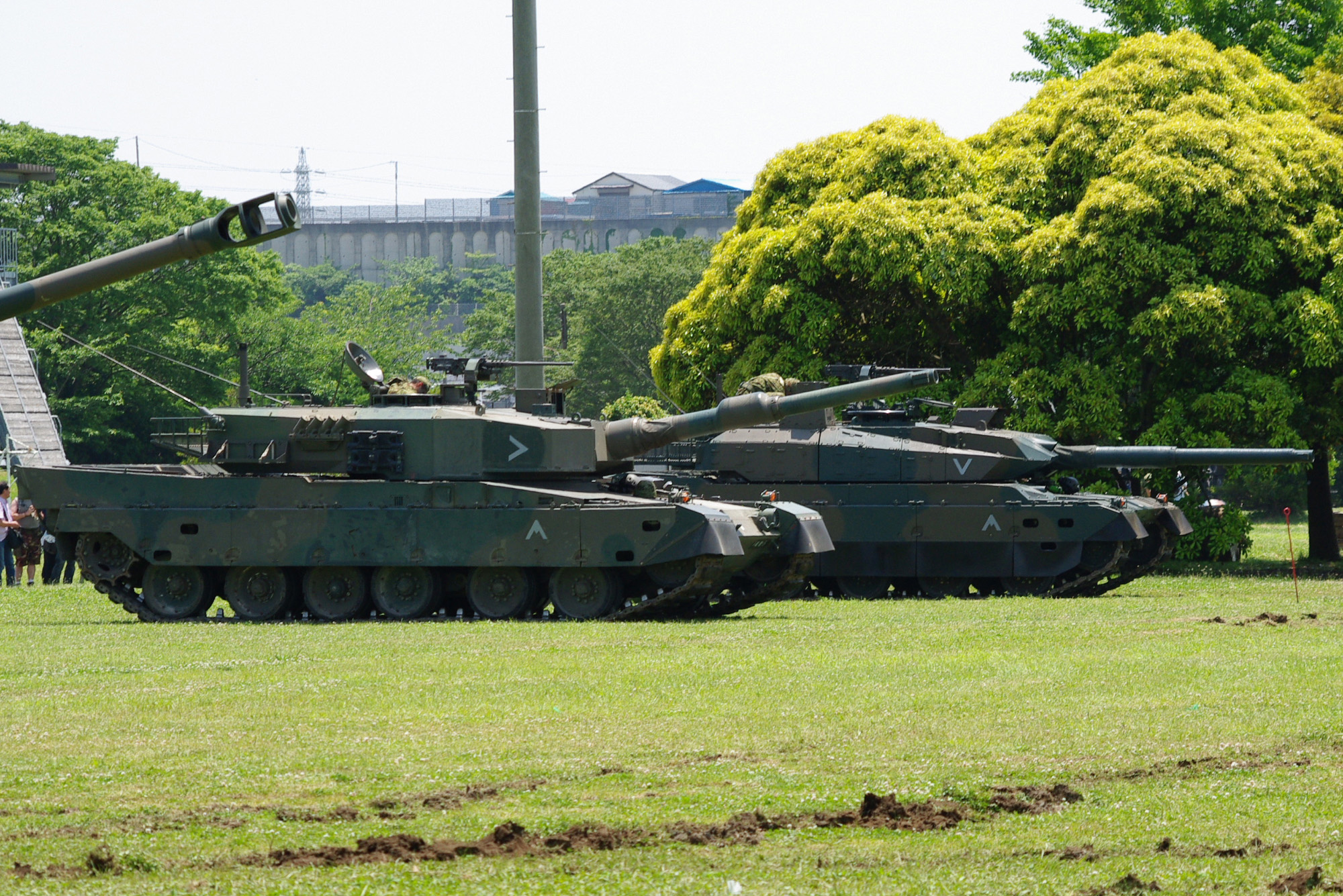
Type 90 và Type 10 của Nhật

## Vũ khí chống tăng
Cũng như xe tăng, vũ khí chống tăng cũng ngày càng được cải tiến để chống lại loại xe này. Tuỳ theo thời kỳ mà tỷ lệ xe tăng thiệt hại bởi các loại vũ khí là khác nhau.
Trong thế chiến 2, số xe tăng hạng nặng của Đức bị Liên Xô tiêu diệt với tỷ lệ đóng góp như sau: từ pháo binh và pháo xe tăng là 88-91%; từ mìn 4-8%; từ bom và pháo của máy bay 4-5%.
Thập niên 1960, tên lửa chống tăng dần phổ biến, thay thế vai trò của pháo chống tăng. Trong chiến tranh Ả Rập-Israel năm 1973, tên lửa chống tăng chiếm tới 50% tổng số xe tăng bị mất, 28% là do máy bay, pháo binh, súng phóng lựu cá nhân và mìn, 22% còn lại là do xe tăng địch.

## Ảnh

Sư đoàn SS-Waffen Panzergrenadiers của Đức với xe tăng Tiger tiến về Kursk. Xe tăng Tiger với cỡ nòng 88 mm có ưu thế hơn về hỏa lực so với T-34 cỡ nòng 76 mm và sau này là 85 mm
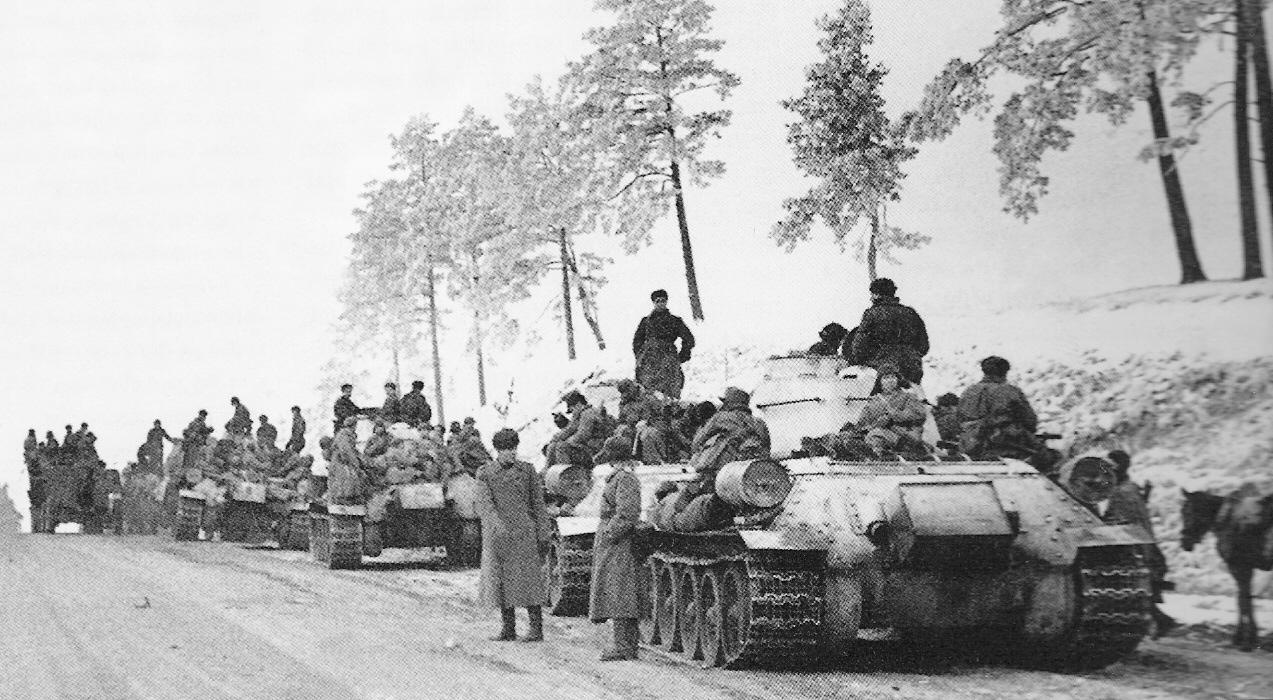
Xe tăng T-34 và bộ binh Xô-viết chuẩn bị tham gia chiến dịch tại Zitomir năm 1944
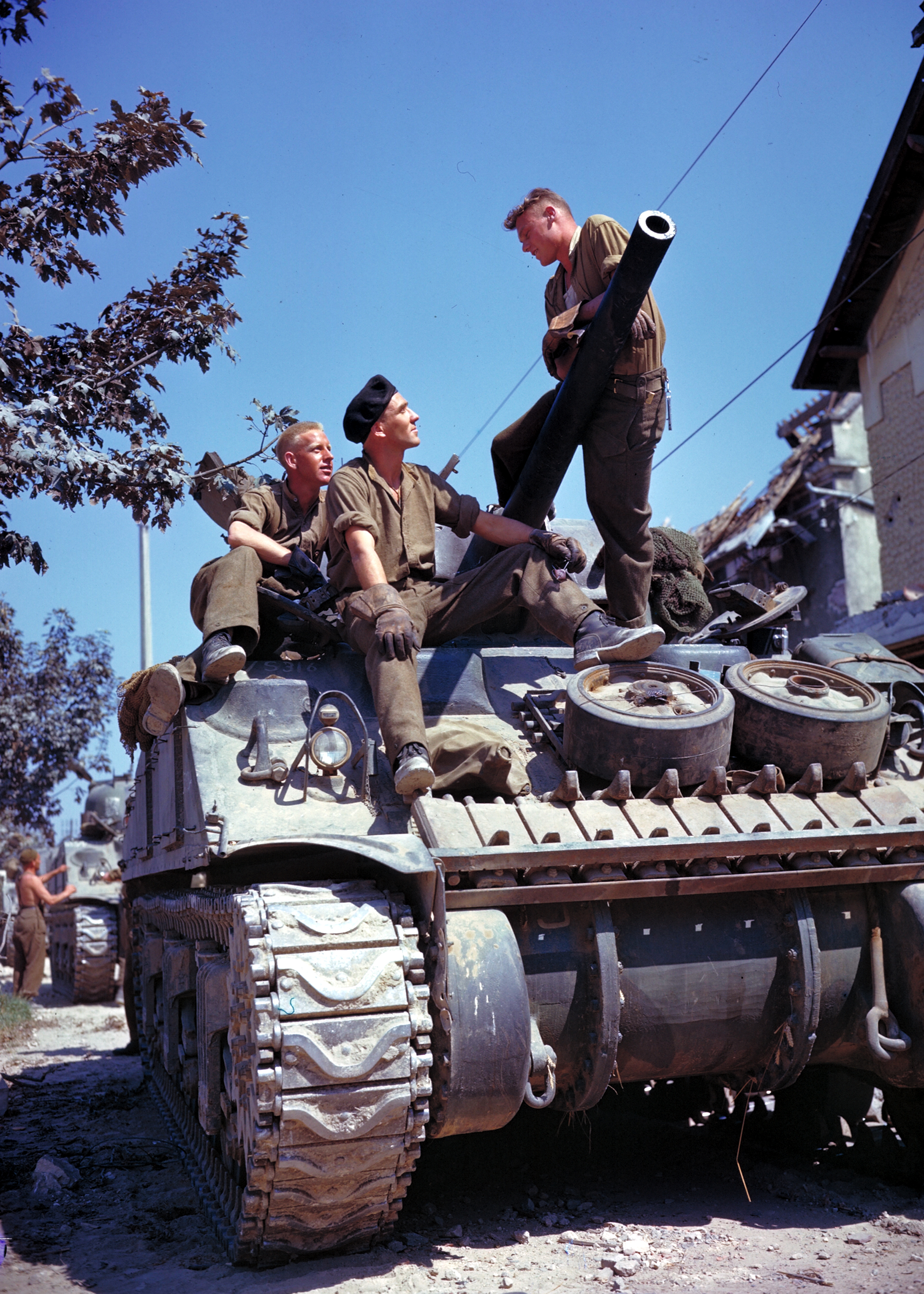
Phi hành đoàn của một chiếc xe tăng M4 Sherman phía nam Vaucelles
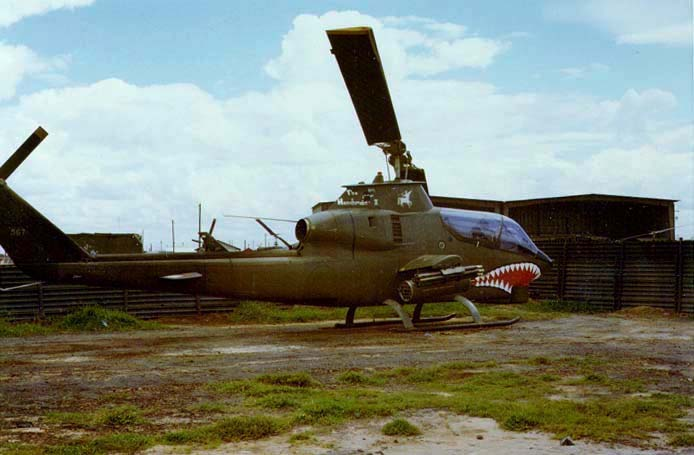
Trực thăng vũ trang AH1 Cobra của Mỹ, trực thăng đầu tiên trên thế giới có chức năng diệt tăng trong Chiến tranh Việt Nam
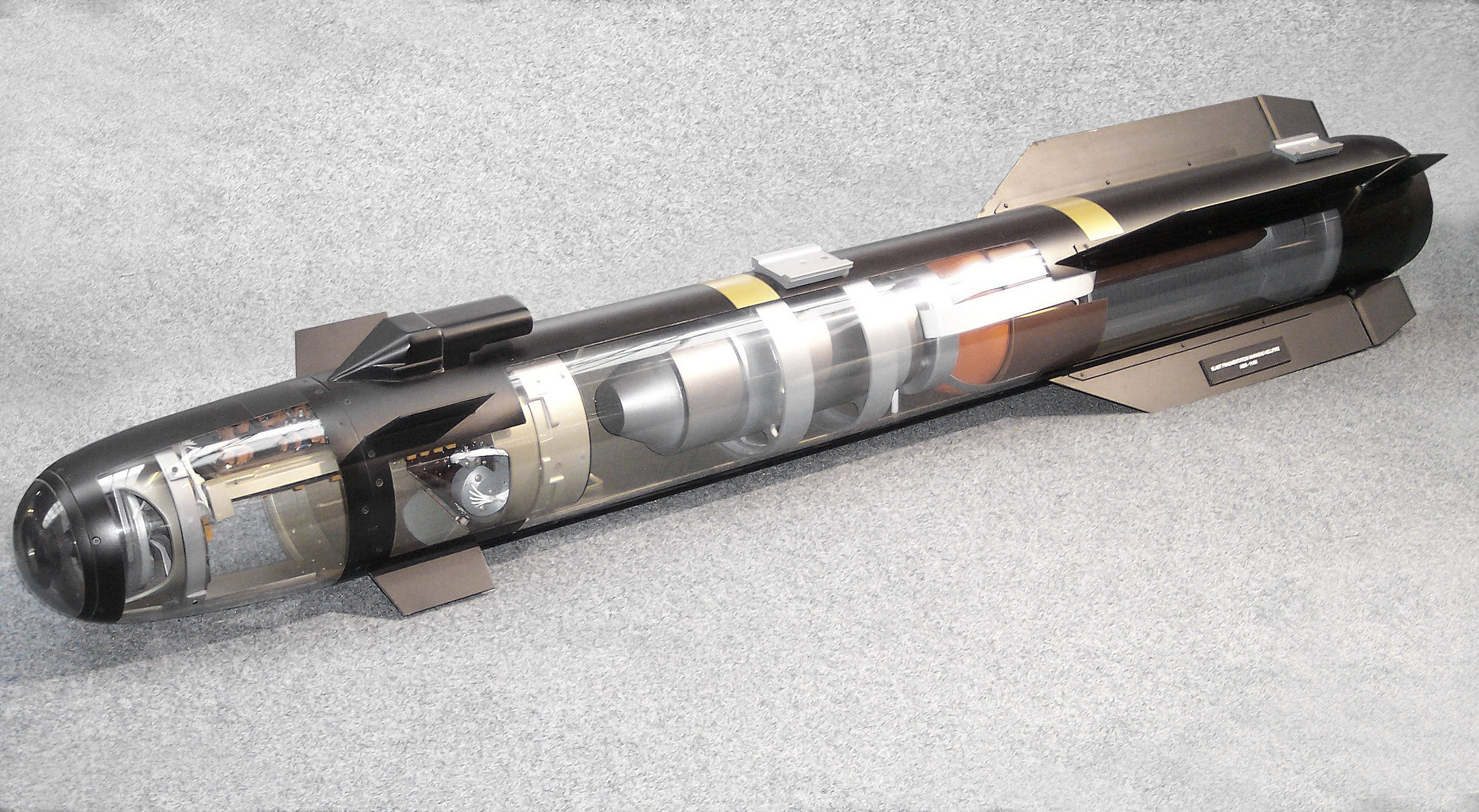
Tên lửa chống tăng AGM-114 Hellfire do Mỹ sản xuất
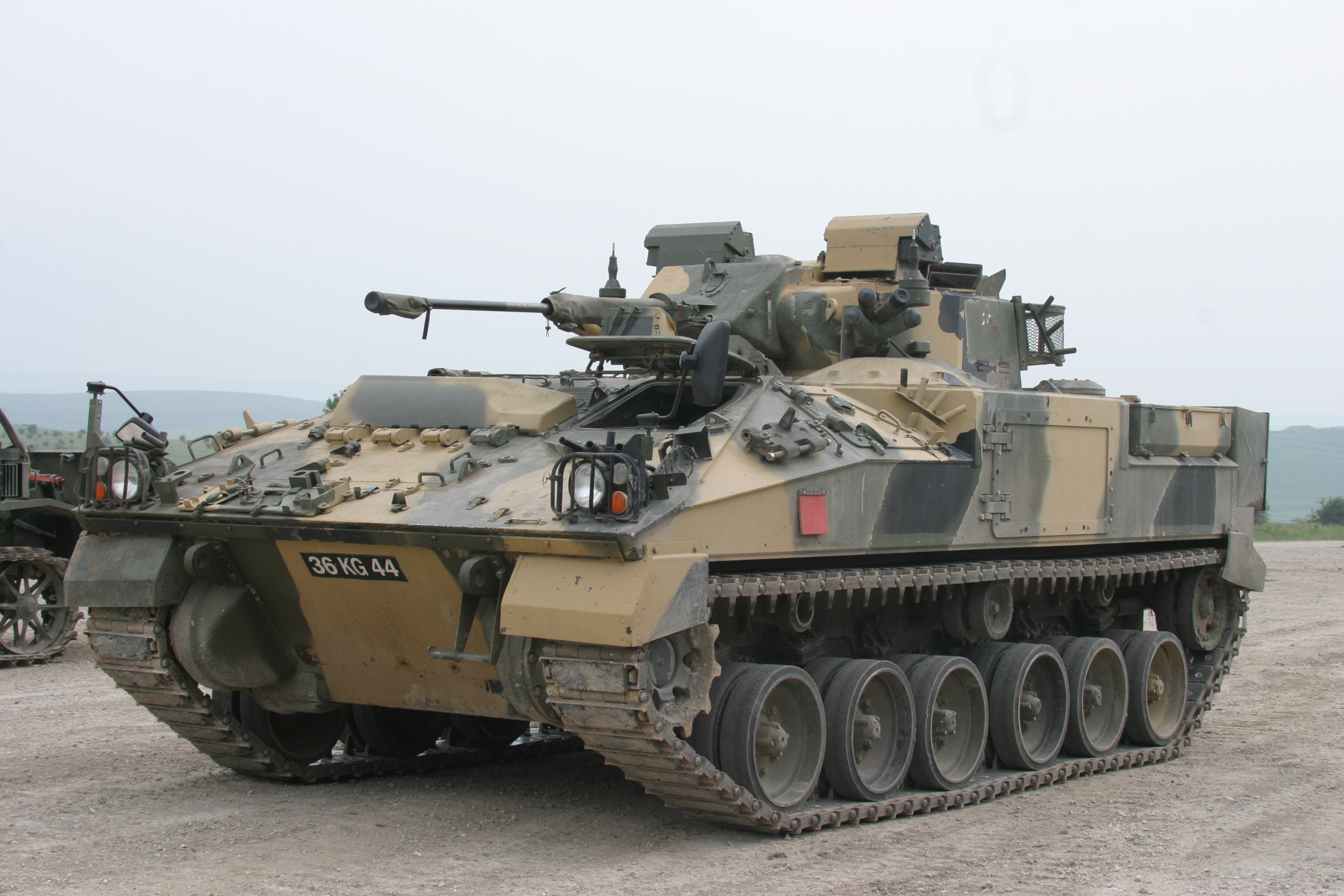
Xe chiến đấu Warrior của Anh
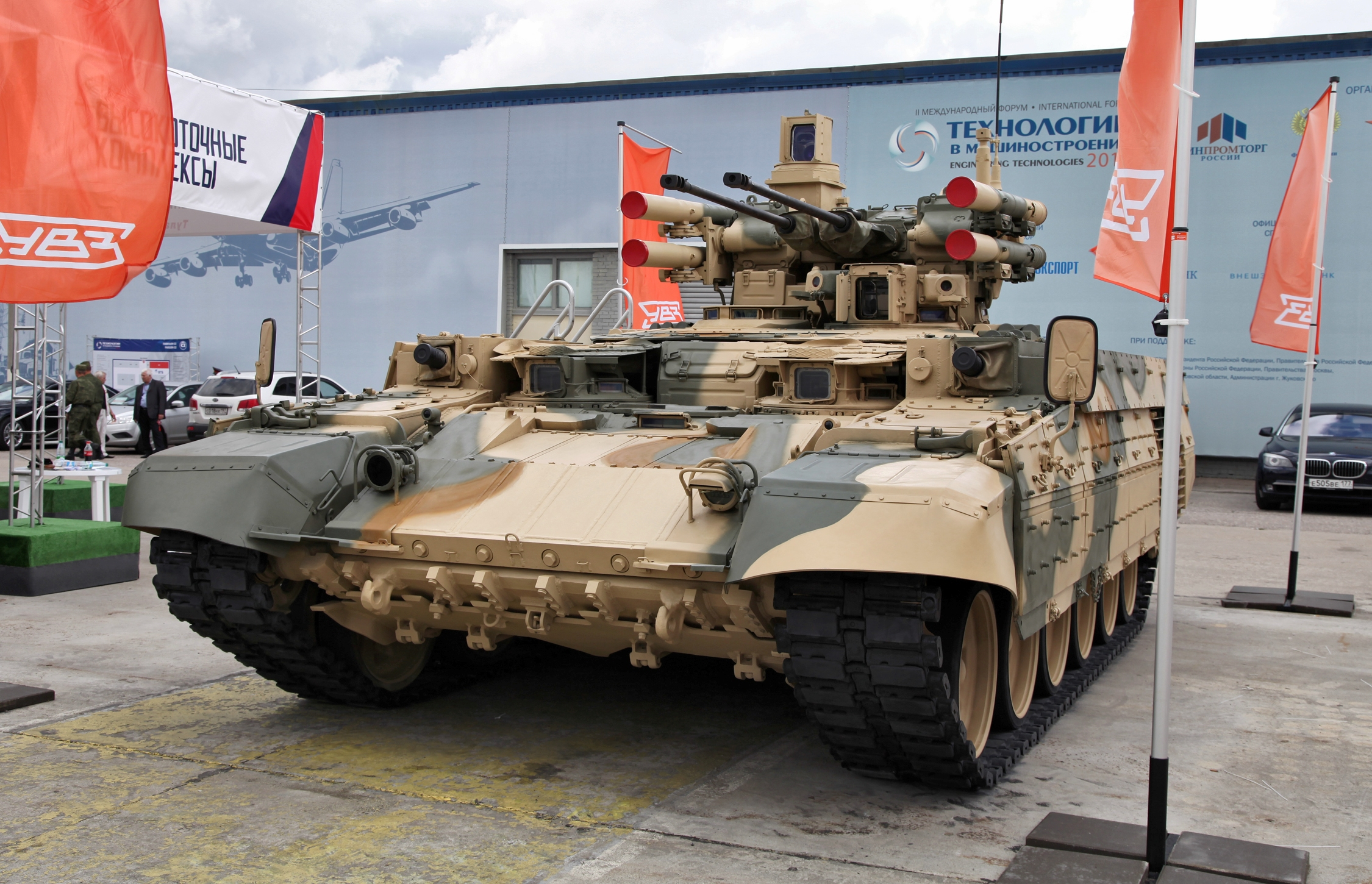
Xe chiến đấu hỗ trợ tăng BMPT của Nga
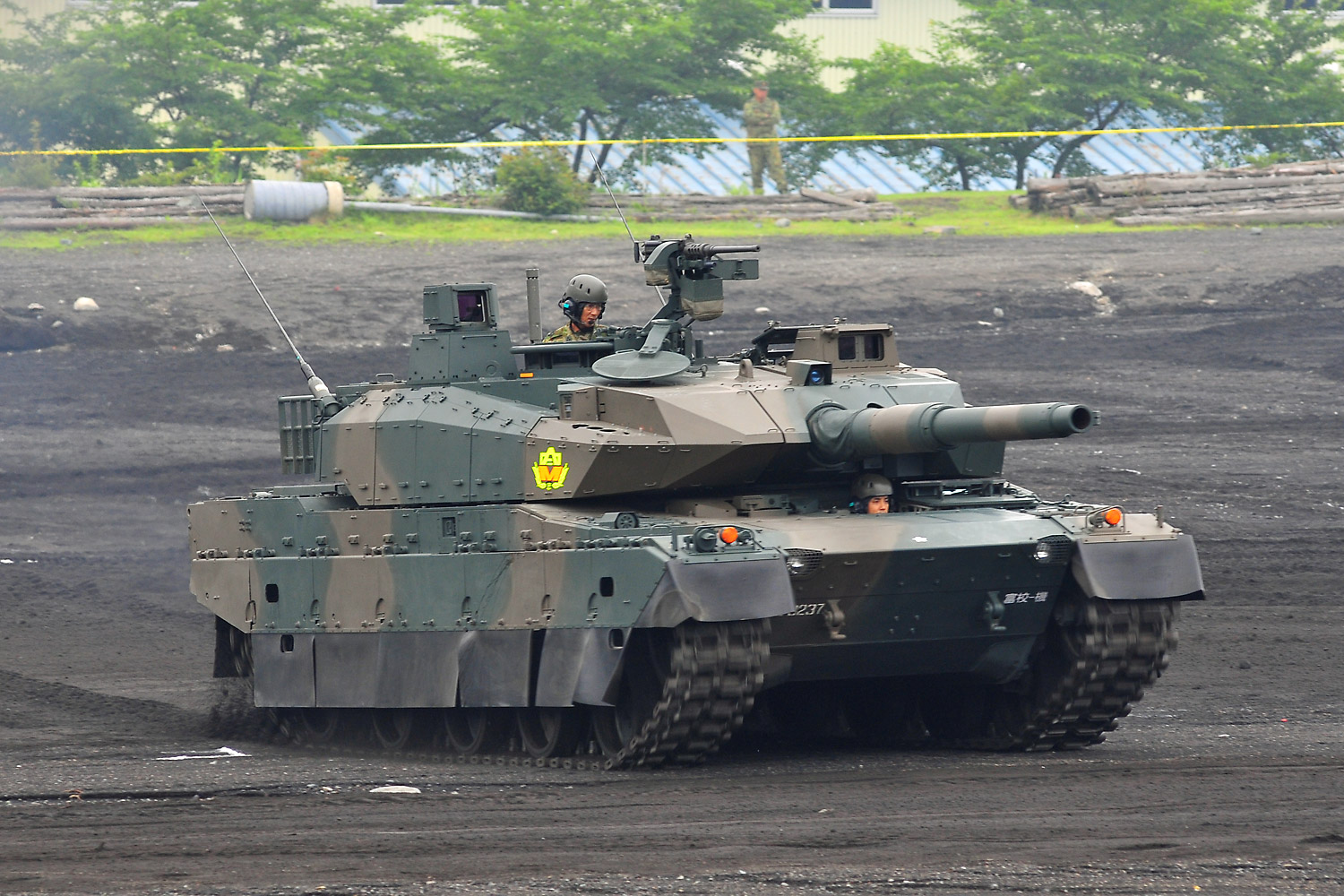
Xe tăng Type-10 của lực lượng phòng vệ mặt đất Nhật Bản
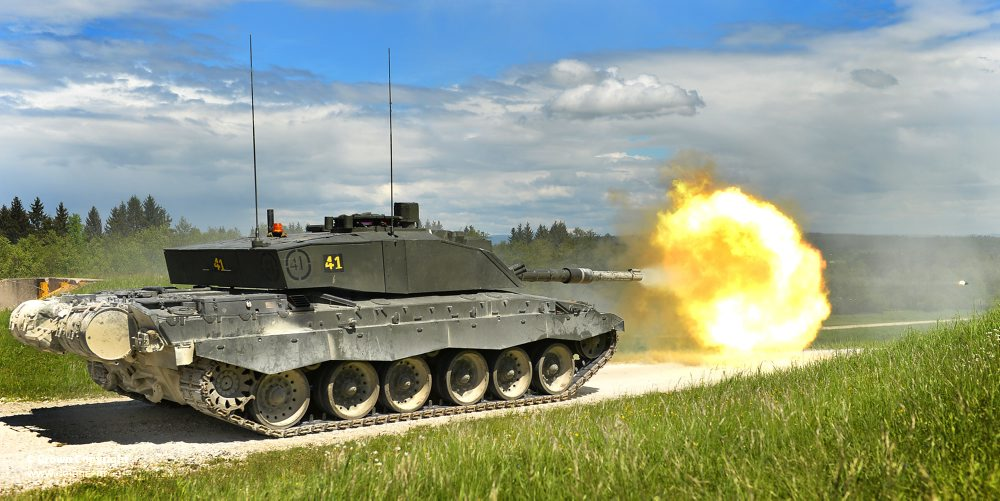
xe tăng Challenger 2 của Anh trong một bài tập bắn.
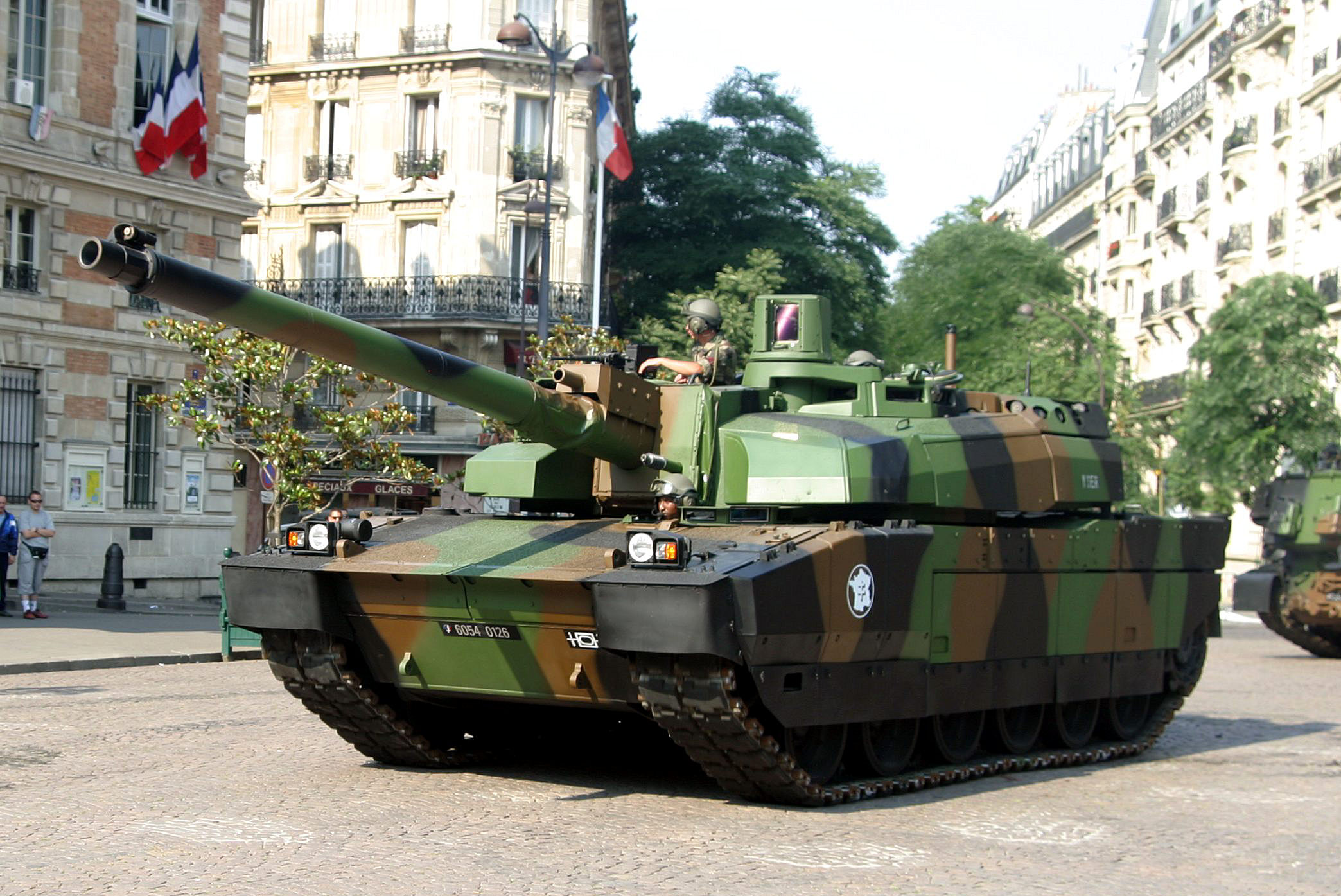
Leclerc, tăng chủ lực của Pháp
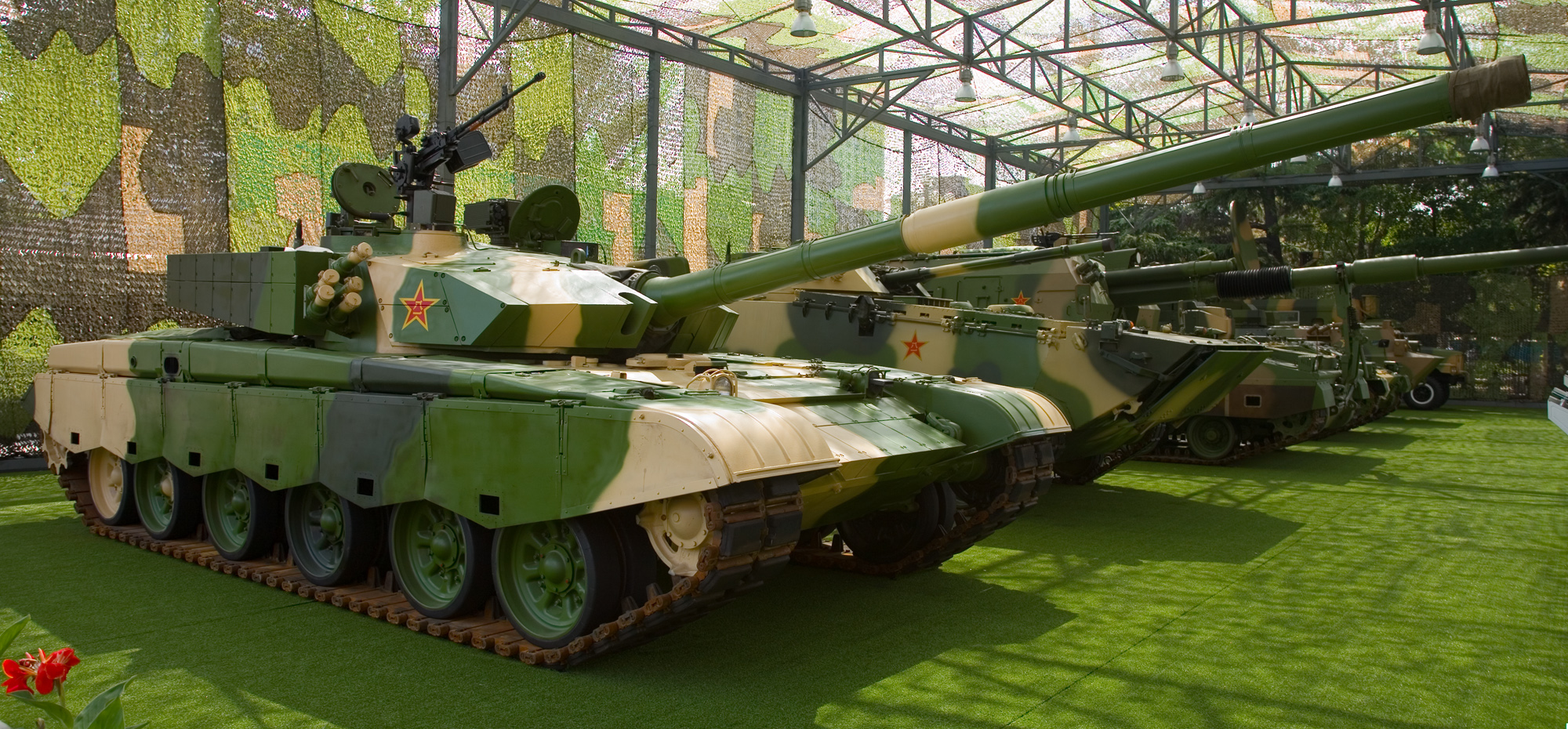
Xe tăng chủ lực Type-99 của quân đội Trung Quốc
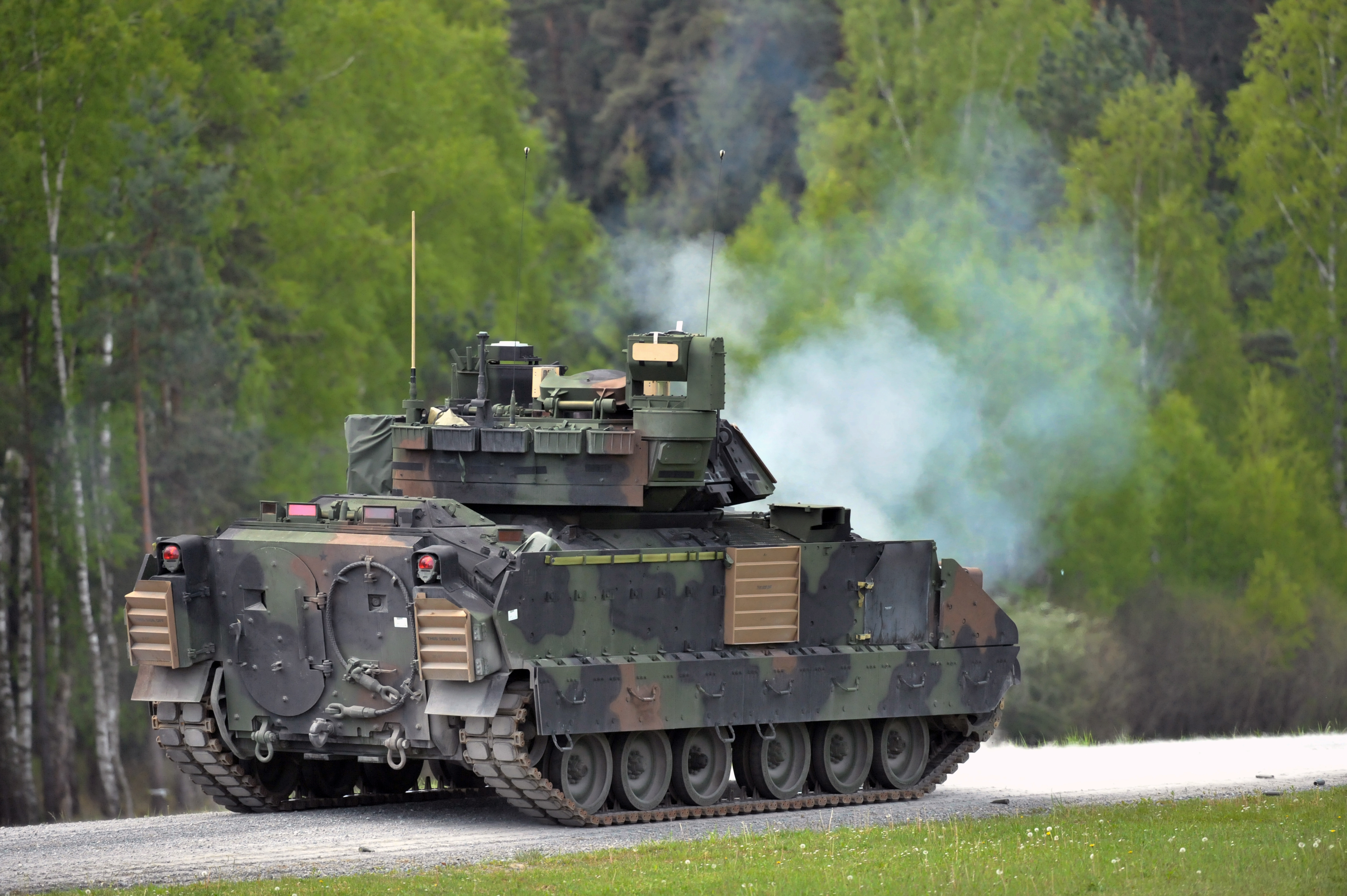
Xe chiến đấu bộ binh M2 Bradley của Mỹ, mang theo đôi tên lửa chống tăng TOW trên tháp pháo
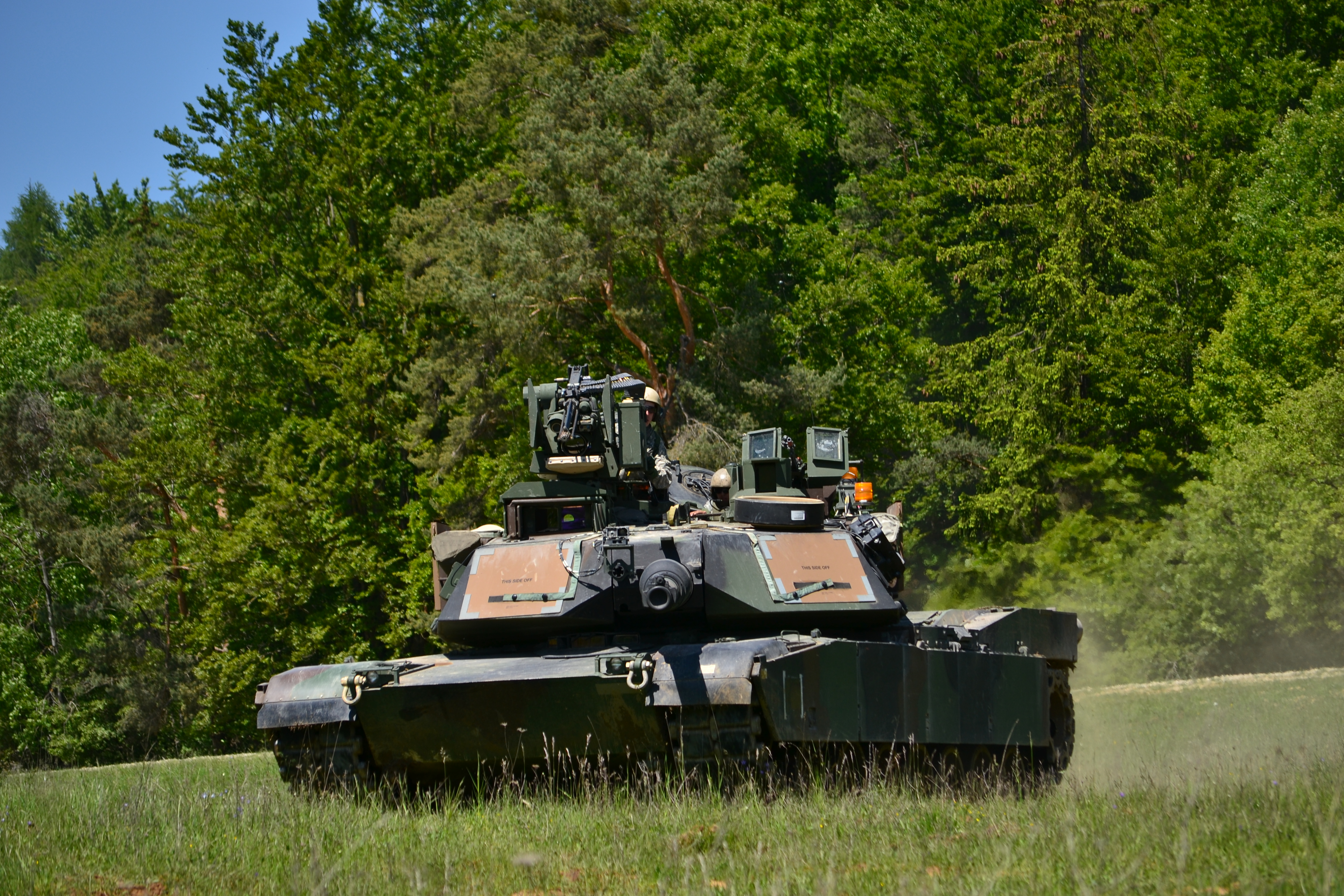
M1A2 trong cuộc tập trận Combined Resolve II
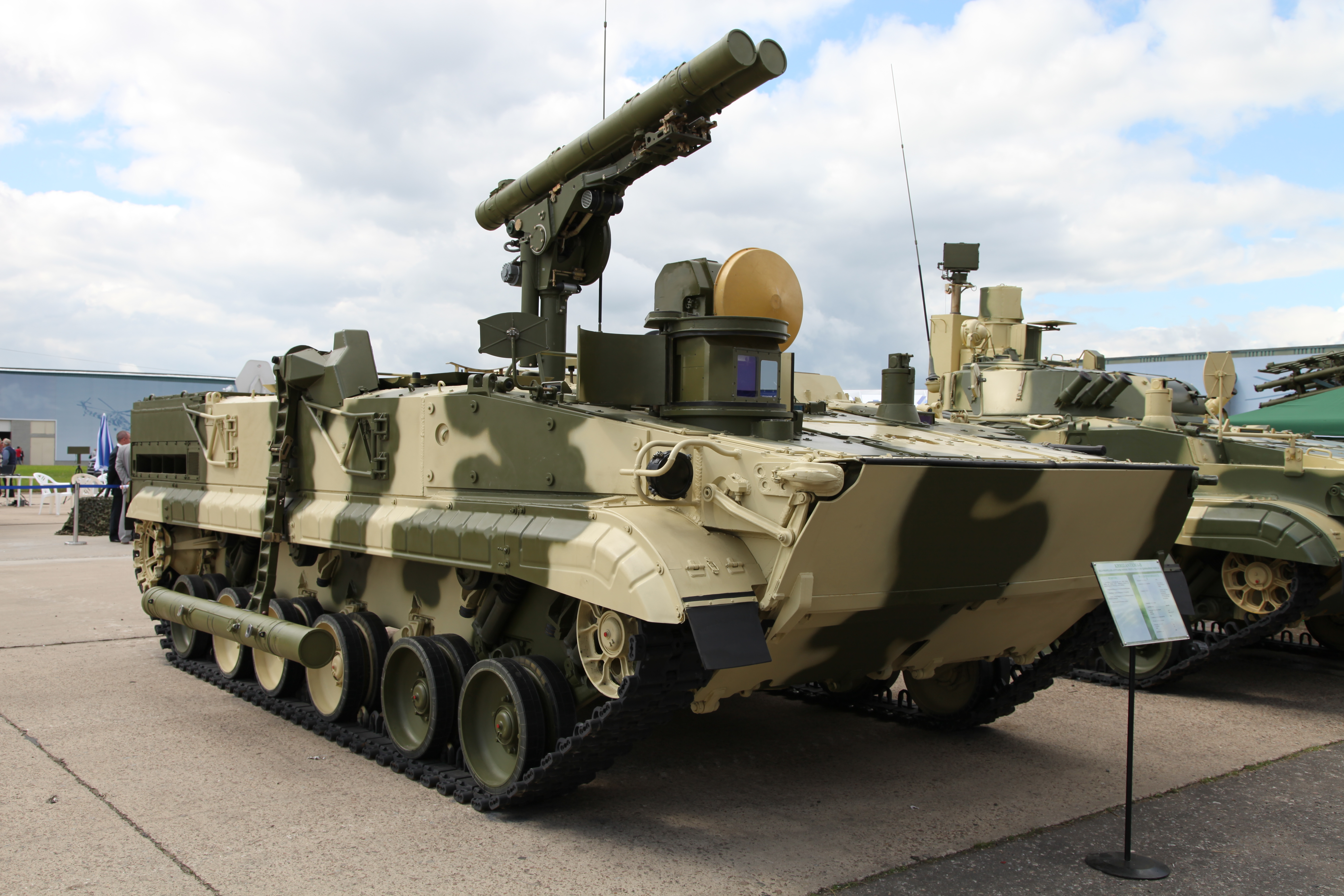
xe chống tăng 9P157-2 Khrizantema-S của Nga
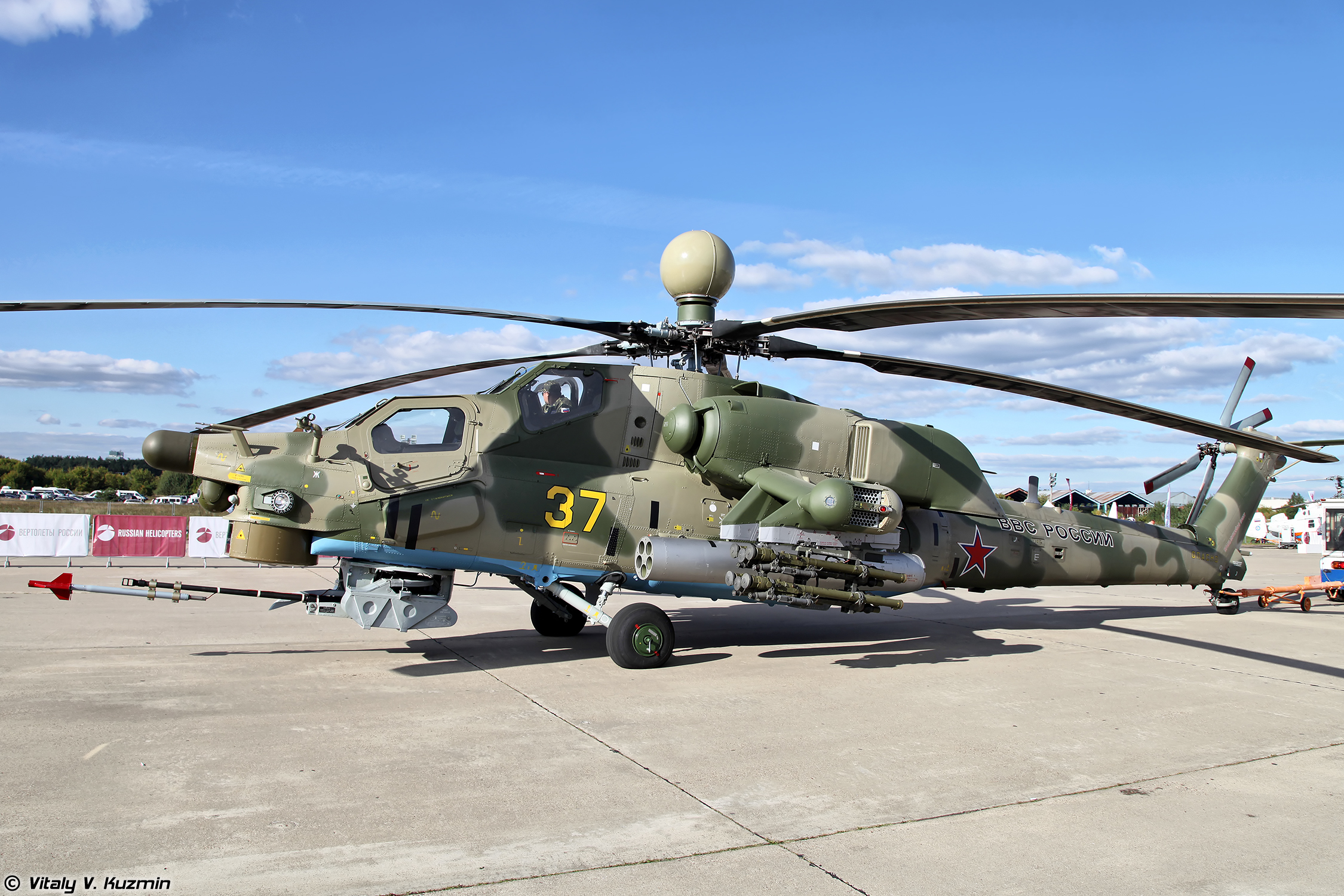
Mi-28 của Nga. Có khả năng tiêu diệt các mục tiêu bao gồm các phương tiện bọc giáp
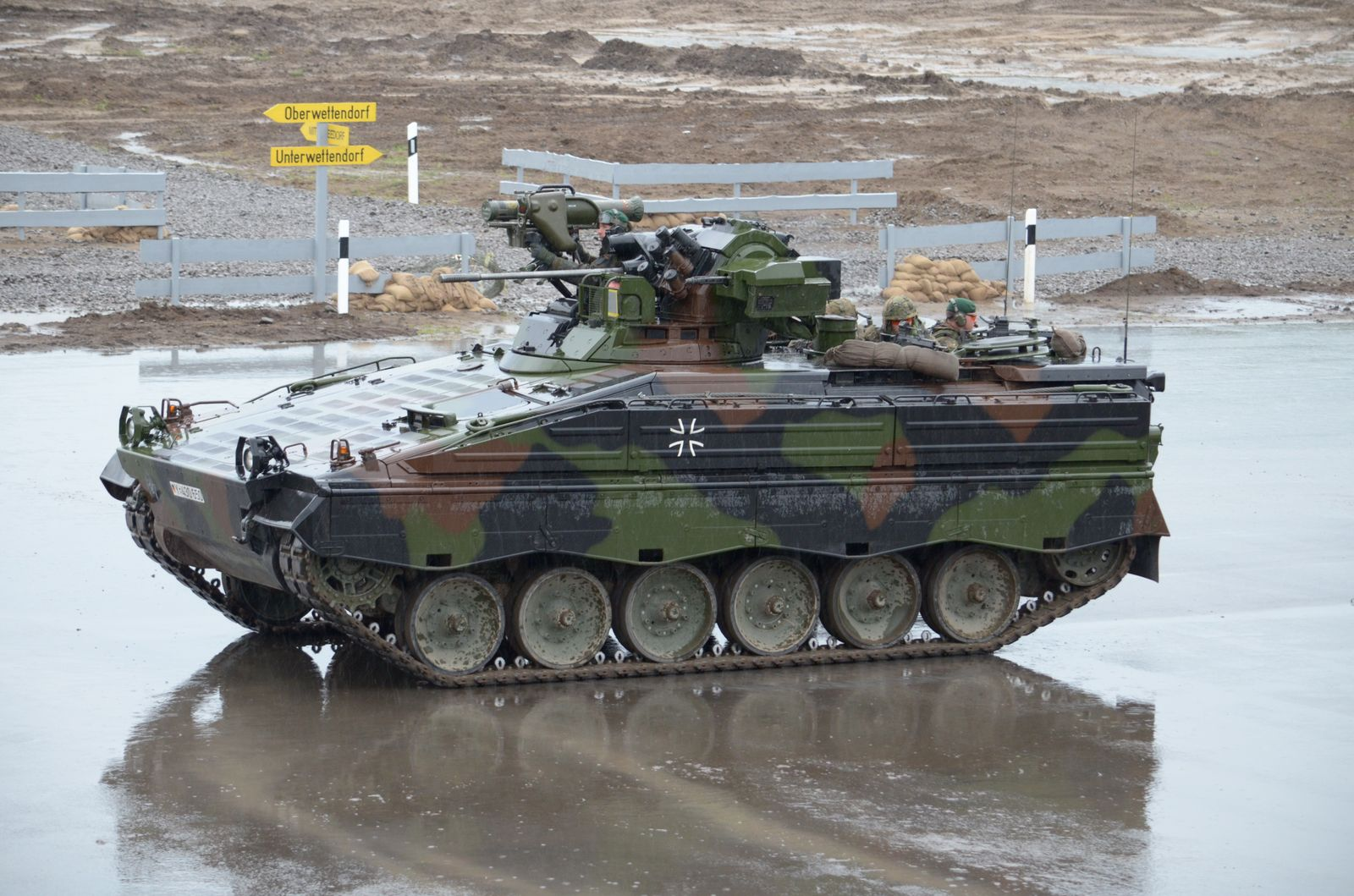
Xe chiến đấu bộ binh Marder của Đức
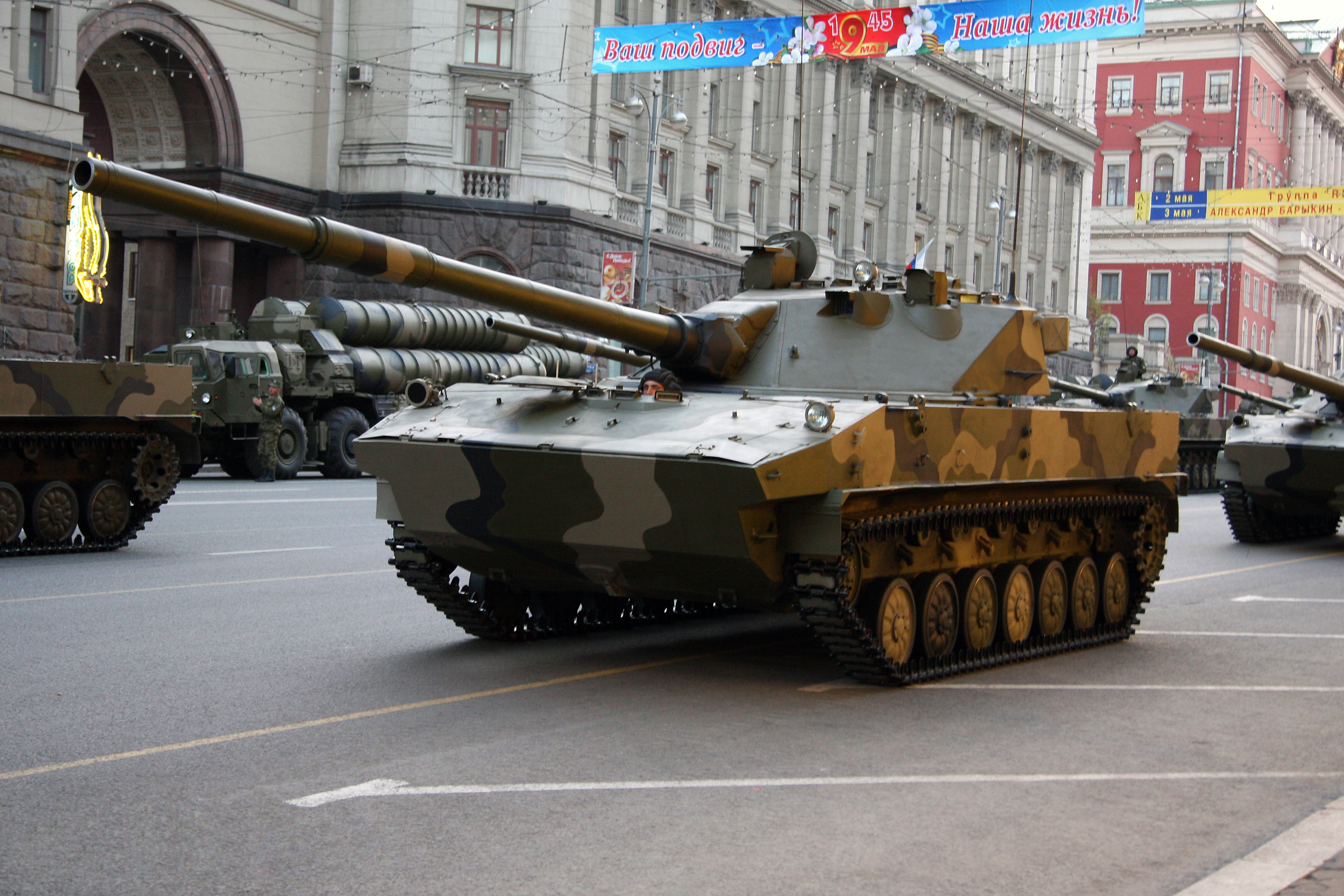
Pháo tự hành chống tăng Sprut-SD của Nga
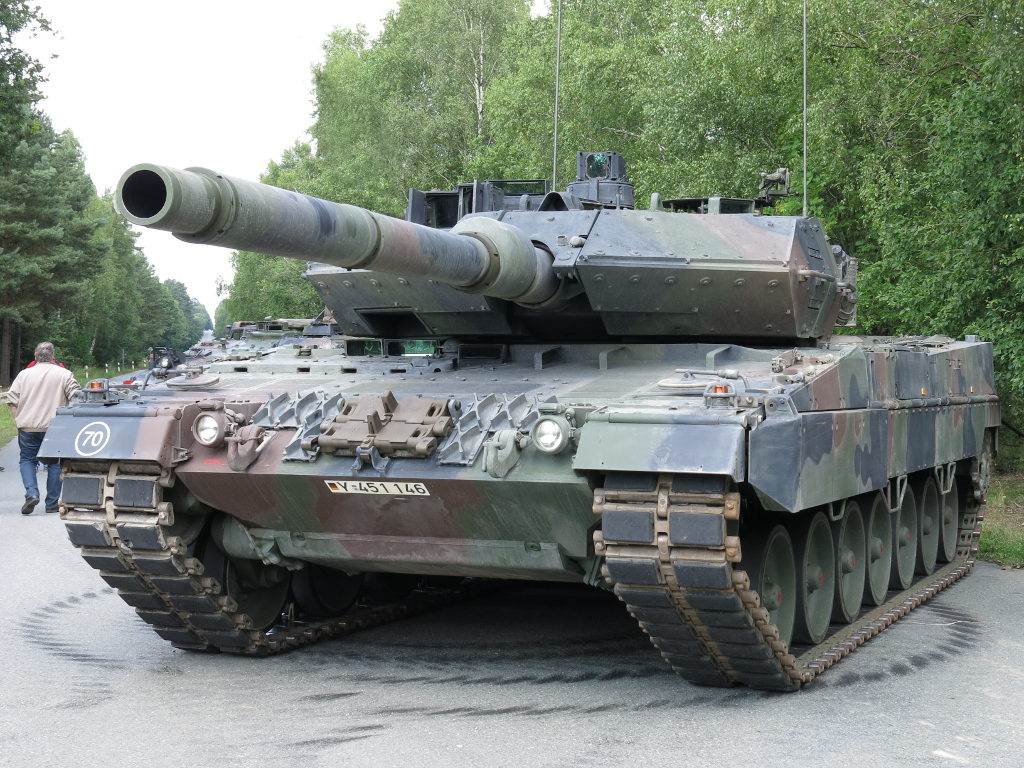
Leopard 2A7 Một trong những chiếc xe tăng tót nhất thế giới
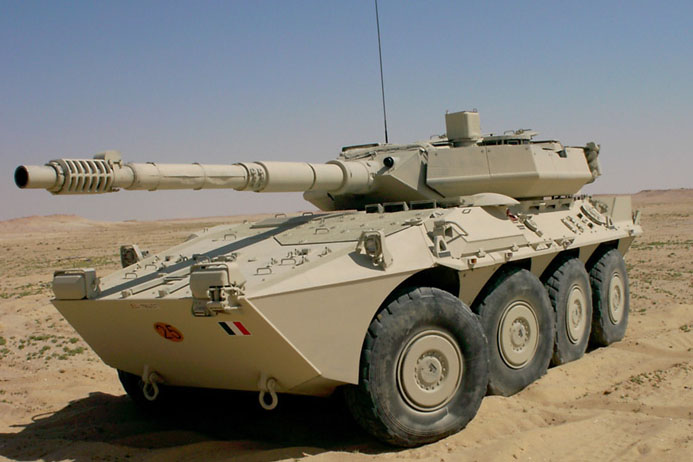
Một chiếc Centauro trên sa mạc Irag